# Parla
Parla es un municipio y localidad española de la Comunidad de Madrid, situada 20 km al sur de la capital del país. La superficie del término municipal es de 24,43 km² y su población de 134 833 habitantes (INE 2024).

## Toponimia
Existen diversas teorías sobre el origen de su topónimo. La teoría más popular del origen del nombre de «Parla» es que viene de la palabra parlar, del significado de «hablar». Según una leyenda, originada en el siglo XIV el municipio habría recibido este nombre porque una joven mujer muda bebió agua de una fuente del municipio y empezó a parlar milagrosamente; este es el relato más conocido, que claramente se debe al fenómeno llamado «etimología popular», la fuente de la leyenda existió y hoy día se aloja en forma de pozo dentro de la ermita de Nuestra Señora de la Soledad. El relato original cuenta lo siguiente: 

En una época remota en el camino de Humanejos existía una fuente y un día pasaría por el lugar una joven mujer que era mudita de nacimiento, de ella bebió el agua y empezó a Parlar, las gentes decían puede parlar, está parlando, parla, parla, parla… Originando así la leyenda del nombre Parla.

 En base al relato original han surgido diferentes historias y cuentos para niños, los cuales modifican algo la historia, siendo estos más extensos y pueden incluir nombre de los personajes, cambio del personaje principal siendo en vez de una joven, una anciana, una monja o incluso un hombre.
Por otro lado existe la teoría que dice que el municipio debe su nombre a una familia importante, pues en la historia el primer documento que existe haciendo mención sobre el municipio aparece con el nombre de «Pero Parla», por lo que se cree que ese tal Pero podría haber sido el fundador junto a su familia dando su nombre o su apellido a «Parla», ya que Pero es una variante de Pedro y también deriva al apellido Pérez, y a su vez también existe sobre la leyenda otra versión que tiene mayor lógica sustituyendo a la mudita por un sordomudo llamado Pero que era lacayo del rey Alfonso X que vino a cazar avutardas junto al rey, en tierras donde se formó Parla pasando por la fuente santa, bebió y los que allí estaban empezaron a decir Pero Parla, Pero Parla (Pero habla) y desde entonces el rey bautizó esa zona como Pero Parla, creando la nueva aldea.
Y la ultíma teoría afirma que el nombre es una evolución del nombre latino palus, paludis, que significa «pantano», y que se habría mezclado con un vocablo mozárabe dando origen a padul, padules, paular, y por último «Parla».

## Geografía

Término municipal en la provincia

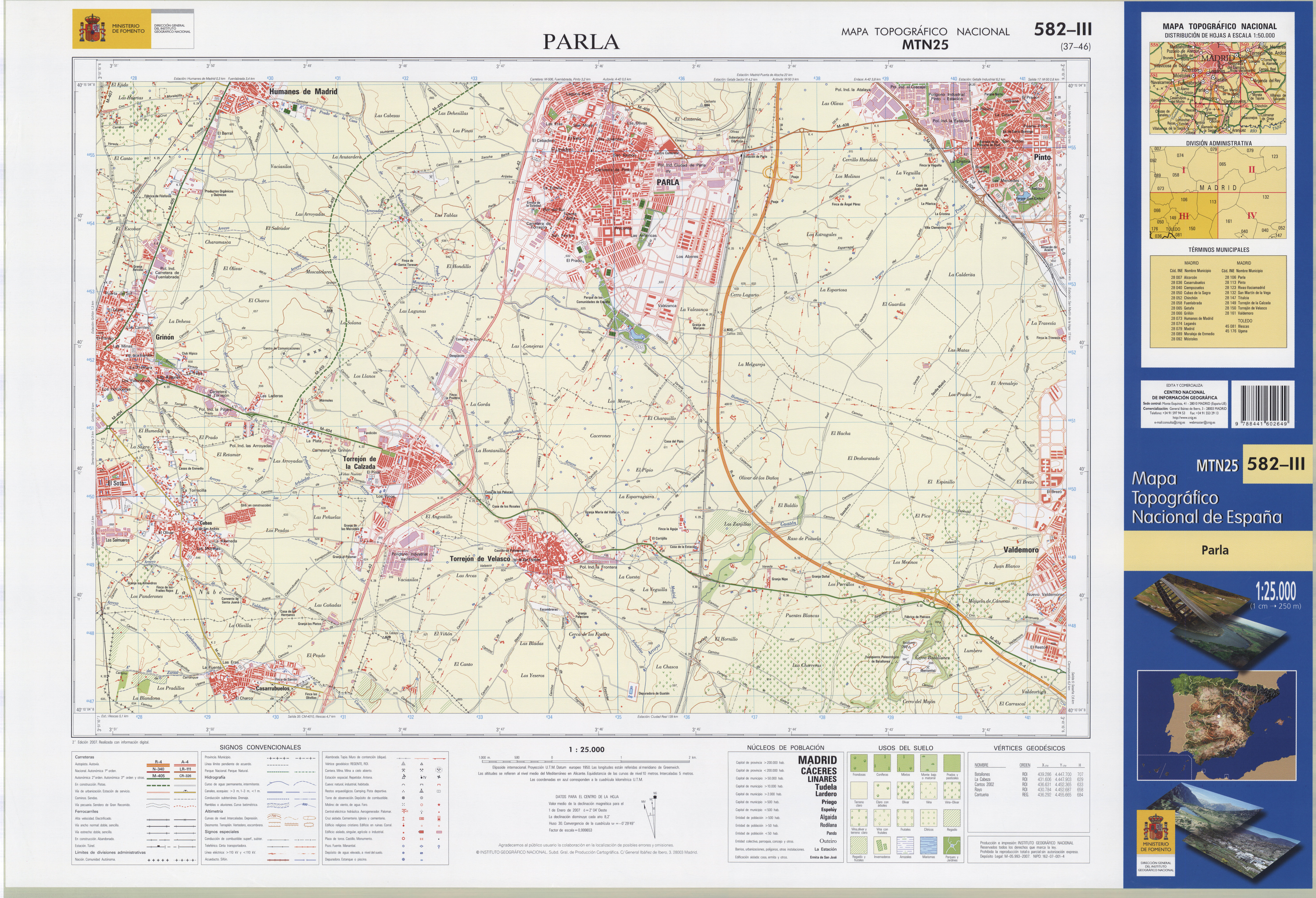
Fragmento del Mapa Topográfico Nacional de España de 2007 a escala 1:25 000 en el que se representa el término municipal de Parla

La extensión de Parla, en la actualidad, es de unos 24,43 km². El término municipal de Parla limita al norte con el municipio de Fuenlabrada, al sur con los municipios de Torrejón de Velasco y de Torrejón de la Calzada, al este con el municipio de Pinto y al oeste con los municipios de Griñón y de Humanes de Madrid. El municipio se encuentra a una altitud media de 648,5 m sobre el nivel del mar.
| Noroeste: Humanes de Madrid      | Norte: Fuenlabrada       | Nordeste: Pinto              |
| Oeste: Griñón                    |                          | Este: Pinto                  |
| Suroeste: Torrejón de la Calzada | Sur: Torrejón de Velasco | Sureste: Torrejón de Velasco |

### Orografía
La principal característica del relieve de Parla es la uniformidad, que solo queda rota por la Cantueña donde se forman cuatro elevaciones importantes, denominadas como Alcantueña, Buenavista, La Coronilla y el cerro de la Cantueña, siendo este último un cerro que alcanza los 684 metros de altitud y se encuentra situado al noreste. Dicho cerro, tiene un gran valor ecológico, biológico y biogeográfico, declarado en 1994 bien de interés cultural, por ser una zona de interés geomorfológico aunque debería ser desde hace años una Reserva Natural, en 2020 se aprueba la introducción del cerro de la Cantueña dentro de Arco Verde. No destacan otros accidentes geográficos importantes. Pero a de destacarse en la zona Sureste del municipio los Prados y su gran dehesa boyal la cual cuenta con el bosque arroyo Humanejos y el parque de las Comunidades de España, en las cernacias se ubican las vías pecuarias del municipio parleño, que forman un conjunto de tres vías denomindas como la Colada del Prado Boyal y Camino de los Peligros, la Colada de los Pajeros o los Gallineros y la Vereda segoviana.

### Hidrografía

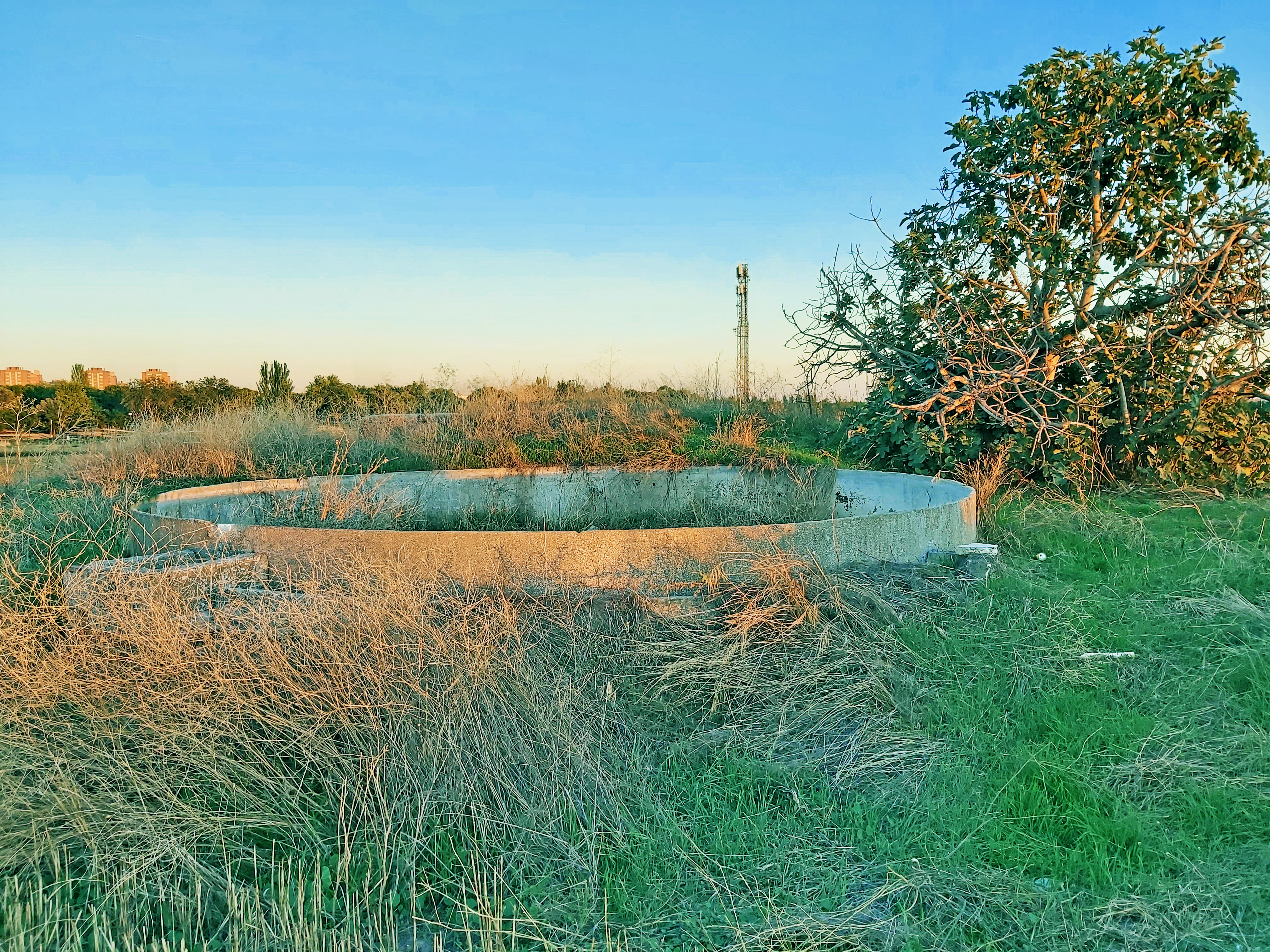
Una de las muchas albercas de Parla situada en las zonas de los Prados en la gran dehesa Boyal, en esta zona que se encuentran la gran mayoría de las huertas del municipio, cada alberca es acompañada con un pozo y suelen tener un árbol frutal cerca en este caso una higuera

Parla posee numerosos pozos subterráneos que han servido para abastecer tanto a su población como a sus campos. Estos pozos se concentran principalmente en la zona este y sur del municipio, en la actualidad están en desuso, la gran mayoría de ellos cerrados, habiendo desaparecido muchas de las infraestructuras que daban funcionalidad a estos pozos, como norias, acequias y albercas. 
En el norte de Parla, donde está actualmente ubicado el barrio residencial La Laguna existía una gran laguna que fue desecada paulatinamente. Dicha laguna poseía un gran valor ecológico, siendo refugio de aves acuáticas y anfibios amenazados.
Reflejado y documentado desde el siglo XVI en las relaciones topográficas del rey Felipe II cerca del camino de Arijales se producía una laguna estacionaria donde se alojaba una zona conocida como la avutardera, y que la realeza utilizó como zona de caza por la gran abundancia de esta ave, que también se desplazaban a las lagunas de la zona norte y al cerro de la Cantueña.
En la zona sur cabe reseñar la existencia del cauce del arroyo Humanejos uno de los parajes naturales de más entidad de la localidad, perteneciente a la cuenca del Tajo, y sus afluentes, los arroyos Valdeolmillos del Prado,(también denominado Valdemorillos del Prado o Valdenovillos del Prado), Arroyadas, Moscatelares y de la Dehesilla). En relación con el Arroyo Humanejos, destacan sus interesantes teselas de vegetación riparia mesomediterránea.

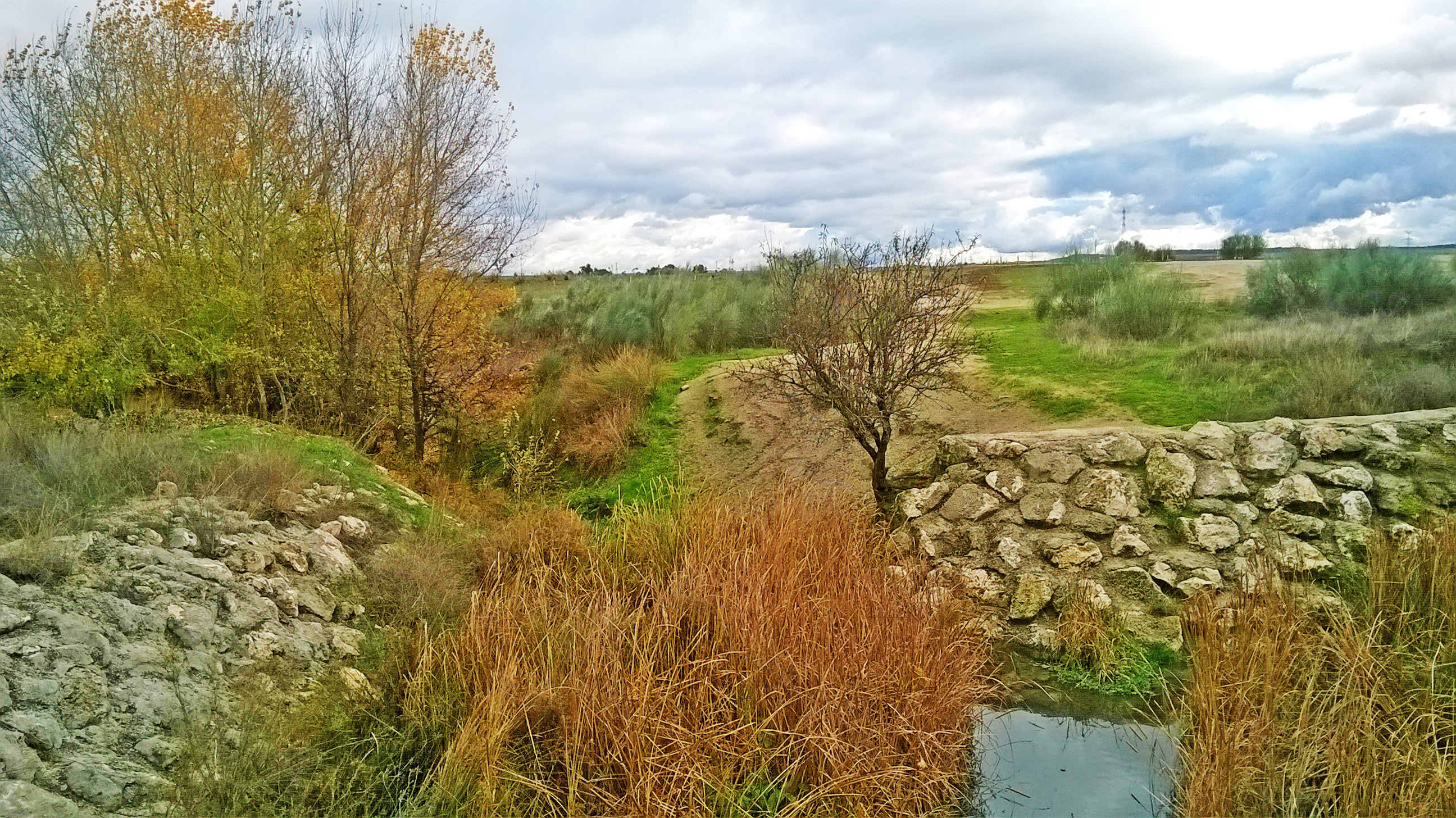
Zona del arroyo Humanejos

### Clima
El clima de Parla es un clima mediterráneo con matices continentales, cuya temperatura media es de unos 14,5 °C. El índice de insolación esta alrededor de 2800 horas anuales. En cuanto a las precipitaciones, el valor anual es de unos 445 mm, que se concentran principalmente en otoño y primavera.
| Parámetros climáticos promedio de Parla, España | Parámetros climáticos promedio de Parla, España | Parámetros climáticos promedio de Parla, España | Parámetros climáticos promedio de Parla, España | Parámetros climáticos promedio de Parla, España | Parámetros climáticos promedio de Parla, España | Parámetros climáticos promedio de Parla, España | Parámetros climáticos promedio de Parla, España | Parámetros climáticos promedio de Parla, España | Parámetros climáticos promedio de Parla, España | Parámetros climáticos promedio de Parla, España | Parámetros climáticos promedio de Parla, España | Parámetros climáticos promedio de Parla, España | Parámetros climáticos promedio de Parla, España |
| Mes                                             | Ene.                                            | Feb.                                            | Mar.                                            | Abr.                                            | May.                                            | Jun.                                            | Jul.                                            | Ago.                                            | Sep.                                            | Oct.                                            | Nov.                                            | Dic.                                            | Anual                                           |
| ----------------------------------------------- | ----------------------------------------------- | ----------------------------------------------- | ----------------------------------------------- | ----------------------------------------------- | ----------------------------------------------- | ----------------------------------------------- | ----------------------------------------------- | ----------------------------------------------- | ----------------------------------------------- | ----------------------------------------------- | ----------------------------------------------- | ----------------------------------------------- | ----------------------------------------------- |
| Temp. máx. media (°C)                           | 9                                               | 11.2                                            | 14.8                                            | 18                                              | 21.9                                            | 27.2                                            | 35.1                                            | 30.2                                            | 25.8                                            | 19.2                                            | 13.3                                            | 9.3                                             | 0                                               |
| Temp. mín. media (°C)                           | 1.4                                             | 1.8                                             | 4.5                                             | 6.8                                             | 10.1                                            | 14.3                                            | 17.5                                            | 17.1                                            | 14.4                                            | 9.5                                             | 4.9                                             | 2.1                                             | 0                                               |
| Precipitación total (mm)                        | 42                                              | 41                                              | 36                                              | 45                                              | 44                                              | 27                                              | 10                                              | 11                                              | 29                                              | 50                                              | 53                                              | 47                                              | 0                                               |
| Fuente: Agencia Estatal de Meteorología 2020    |                                                 |                                                 |                                                 |                                                 |                                                 |                                                 |                                                 |                                                 |                                                 |                                                 |                                                 |                                                 |                                                 |

### Flora

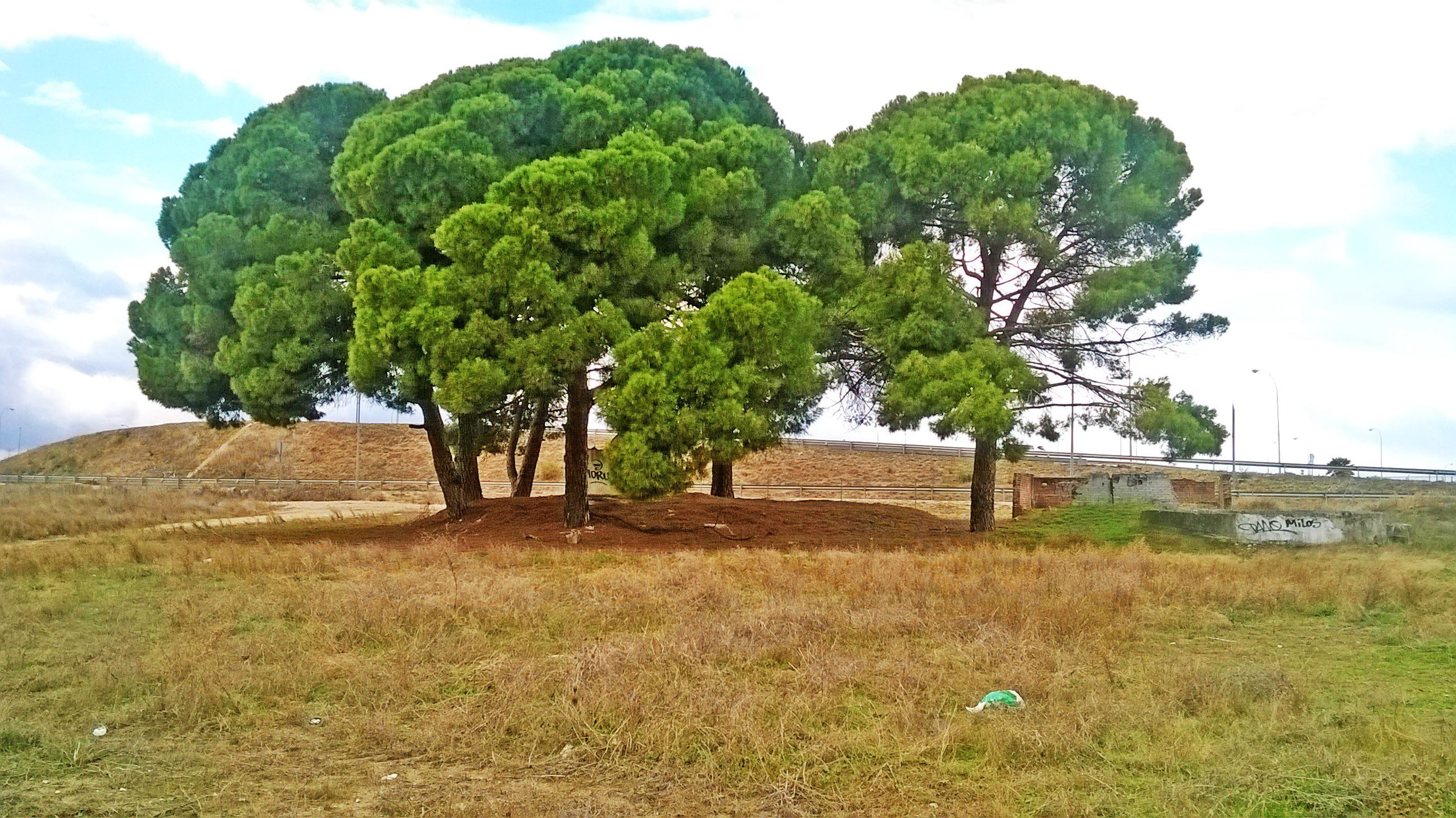
Pinos de gran envergadura

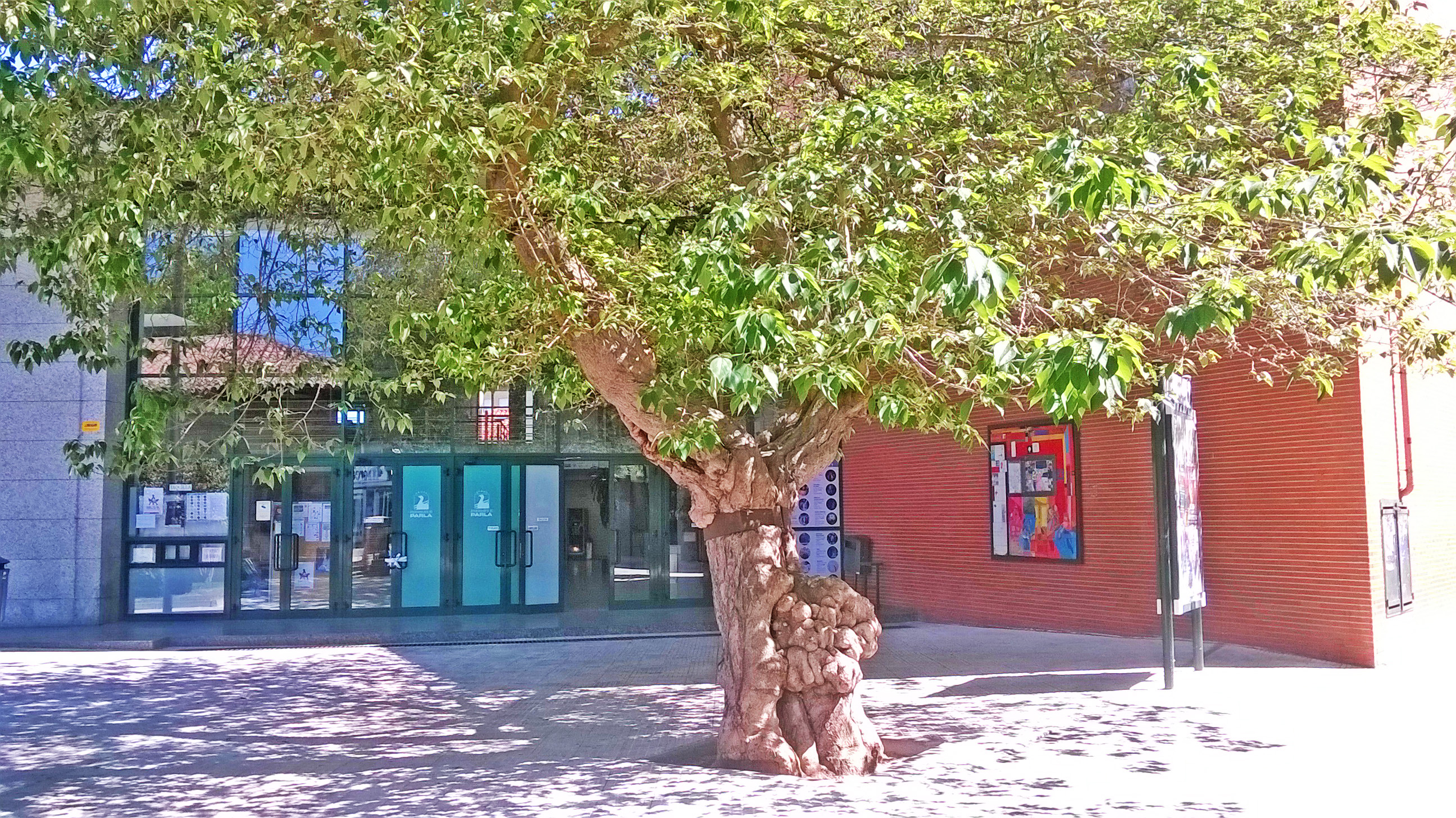
En la zona urbana también destacan árboles por su longevidad entre ellos un Morus alba, que ya es considerado como patrimonio del municipio parleño, este árbol se ha utilizado anualmente para el evento del árbol de los deseos, debido también a su ubicación enfrente de la casa de la cultura

La biodiversidad que puede encontrarse en los diferentes espacios naturales de Parla, es sorprendente, en la zona de la Cantueña se han contabilizado 263 taxones vegetales, de los que 7 son endemismos ibéricos y 4 son endemismos ibero-mauritánicos, siendo el límite occidental de distribución natural para ciertos taxones vegetales en la Comunidad de Madrid, por lo que este cerro ostenta un gran interés biogeográfico.
Mientras que en el entorno del arroyo Humanejos ubicado en la zona de los Prados y la Gran Dehesa Boyal destacan: 
- Álamo blanco (Populus alba)
- Chopo (Populus nigra),
- La endémica Sarga blanca (Salix salviifolia)
- Bardaguera (Salix atrocinerea)
- Sauce blanco (Salix alba)
- Mimbrera (Salix fragilis)
- Fresno (Fraxinus angustifolia)
- Olmo negrillo (Ulmus minor)
- Taray (Tamarix sp.)
- Cambronera (Lycium barbarum)
- Majuelo (Crataegus monogyna)
- Rosales silvestres (Rosa canina, Rosas micrantha, Rosa corymbifera)
- Apium nodiflorum
- Epilobium hirsutum
- Myosoton aquaticum
- Pulicaria paludosa
- Zarza (Rubus ulmifolius)
- Dulcamara (Solanum dulcamara)
- Eneas (Typha dominguensis, Typha latifolia)
- Caña (Arundo donax)
- Junco churrero (Scirpoides holoschoenus)
- Castañuela (Bolboschoenus maritimus)
- Junco duro (Juncus inflexus)
- Juncia larga (Cyperus longus)
- Bayunquillo (Eleocharis palustris)
- Junquillo (Carex divisa)
- Scrophularia auriculata
- Veronica anagallis-aquatica
- Mentha suaveolens
- Rorippa nasturtium-aquaticum
- Echinochloa crus-galli
- Calystegia sepium
- etc.

Además de la vegetación natural, existe en este arroyo otra procedente de repoblaciones realizadas hace años por el Ayuntamiento de la localidad, pero de origen alóctono como son el sauce llorón (Salix babylonica) o la robinia (Robinia pseudoacacia). En 2016, comenzó un plan de reforestación con la intención de recuperar el entorno del Arroyo Humanejos con la plantación de unos 4000 árboles, recreando su bosque autóctono y una gran limpieza, pues se quiere hacer de él un gran parque natural formando parte del parque de las Comunidades de España, del cual ya integra una pequeña parte, aprovechando el recorrido de su cauce.

### Fauna

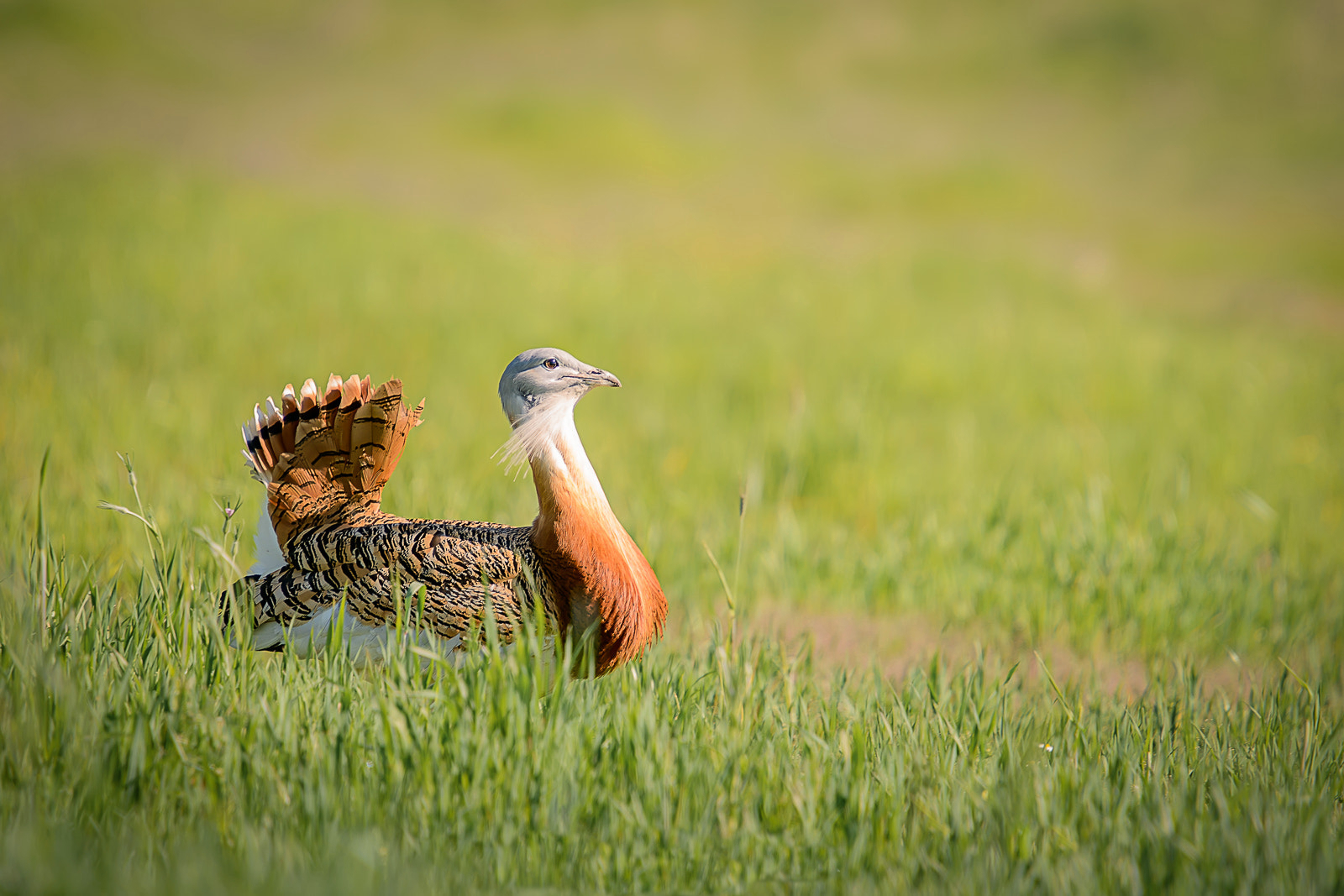
La avutarda es un símbolo en Parla, fue una especie abundante en el municipio, pero en la actualidad apenas hay algún avistamiento

En cuanto a la fauna, es de mencionar su extraordinario valor ecológico y biológico, al contabilizarse hasta el momento, 105 taxones entre las aves, 17 taxones entre los mamíferos, 6 taxones entre los reptiles y 5 taxones entre los anfibios. Destacan entre los invertebrados que pueblan el arroyo Humanejos, la presencia del escarabajo-avispa español (Neoplaginotus marcae) y sus 27 taxones de mariposas diurnas y más de 10 taxones de nocturnas.
En el entorno de la Cantueña la fauna vertebrada, se han contabilizado más de 12 especies de mamíferos, 91 de aves y 7 de reptiles. En relación con la fauna invertebrada, se han contabilizado más de 140 taxones, siendo mucho mayor el número de taxones presentes. Destacan las poblaciones de ciertas mariposas diurnas, muy escasas y localizadas en el sur de Madrid y que poseen en este cerro una de sus poblaciones relíctas.

## Historia

### Prehistoria y Edad Antigua
En el terreno donde se asienta actualmente Parla se han encontrado los restos arqueológicos de sílex que se remontan al Paleolítico, lo cual indica que Parla fue un lugar de asentamientos de los hombres de la Edad de Piedra y más concretamente las zonas cercanas al arroyo Humanejos, donde en 1982 se realizaron unas excavaciones donde se encontraron diversos restos arqueólogos denominado como yacimiento del cerro de la iglesia. Alrededor del segundo milenio a. C., comenzó la llegada de distintos pueblos desde las zonas mediterráneas de la península ibérica a la región de Madrid. Estos nuevos pobladores poseían conocimientos en metalurgia del cobre, la ganadería, la agricultura y el tejido.

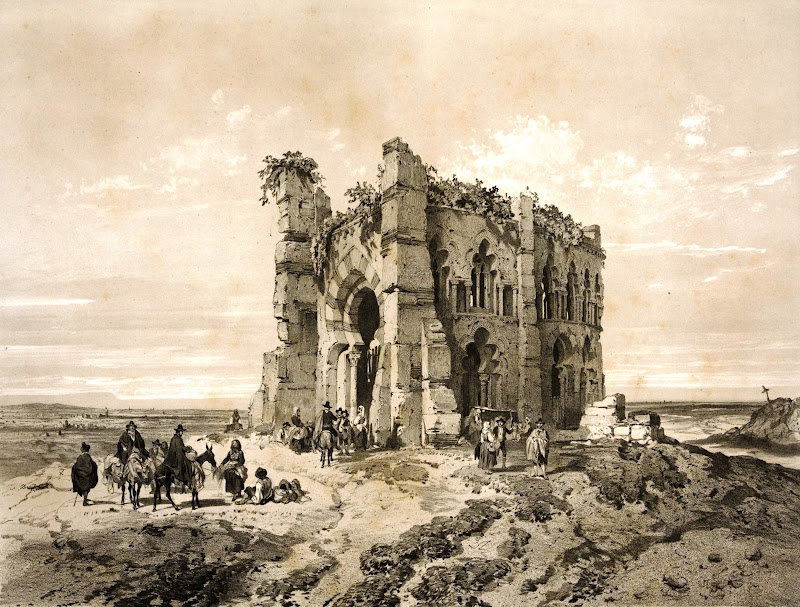
Iglesia gótico-mudéjar de Umanexos/Humanejos de los Santos Justo y pastor, por el pintor Jenaro Pérez Villaamil, consta que fue construida en el, estaba cerca del arroyo Humanejos, por donde pasa actualmente la carretera de Toledo, de ella no queda nada, pues por la antigüedad fue quedando en ruinas hasta desaparecer

Estos pobladores constituyeron los primeros asentamientos que se han encontrado en el municipio de Parla, principalmente en la zona del arroyo Humanejos. En los siglos VI y V a C. se produjeron llegadas de tribus celtas de origen centroeuropeo. Estas tribus introdujeron el uso más abundante del hierro que hasta ese momento era bastante reducido y la cerámica hecha a torno. Su medio de subsistencia estaba basado en la ganadería y la agricultura. El desarrollo cultural de estas tribus fue afectado por la llegada de los cartagineses y de los romanos. Gracias a estos últimos, conocemos datos e información acerca de estos pueblos prerromanos.
En Parla se han encontrado restos romanos de varias lápidas y monedas de la época, los cuales aportan información suficiente que nos indican que los romanos estuvieron poblando el término municipal de Parla durante un cierto tiempo.

### Edad Media
En el año 711 se inicia el periodo de expansión musulmana a lo largo de la península ibérica. En este año se libró la batalla de Guadalete en la que las tropas visigodas del rey Don Rodrigo fueron derrotadas por el ejército musulmán, iniciándose la conquista de la península ibérica. La zona en la que está enmarcada Parla quedó bajo dominio musulmán dependiente del Emirato de Córdoba, que a su vez estaba incluido en el Califato Omeya con capital en Damasco. Parla apareció como una alquería durante la Reconquista en el proceso de repoblación.
El primer documento en el que se hace referencia a Parla, data del 22 de marzo de 1255, apareciendo como Pero Parla en la que vecinos declaran por mandato del rey Alfonso X el Sabio, en un pleito entre la Orden del Hospital de San Juan y el Concejo de Humanes. Por otro lado el primer documento sobre el municipio es promulgado por el rey Alfonso XI de Castilla, el 6 de enero de 1338 en Trujillo por el que se cede la aldea de Parla al cardenal Don Pedro Barroso por su participación en las luchas contra los musulmanes, por lo que Parla a partir de esa fecha se convierte en un Señorío, siendo este el primer señor de Parla y que esto le otorga pasar el Señorío de Parla a su descendencia o linaje familiar, siendo los Barroso los señores de Parla por muchas generaciones hasta el final del régimen señorial. Por otra parte el 2 de abril de 1599, el rey Felipe II otorga a Pedro Barroso de Ribera, (X Señor de Parla por la descendencia de los Barroso y VII Señor de Malpica por la descendencia de los Ribera) el Marquesado de Malpica, por lo que Parla quedaría ligado al marquesado a partir de entonces por ser los Señores de Parla, también Marqueses de Malpica.

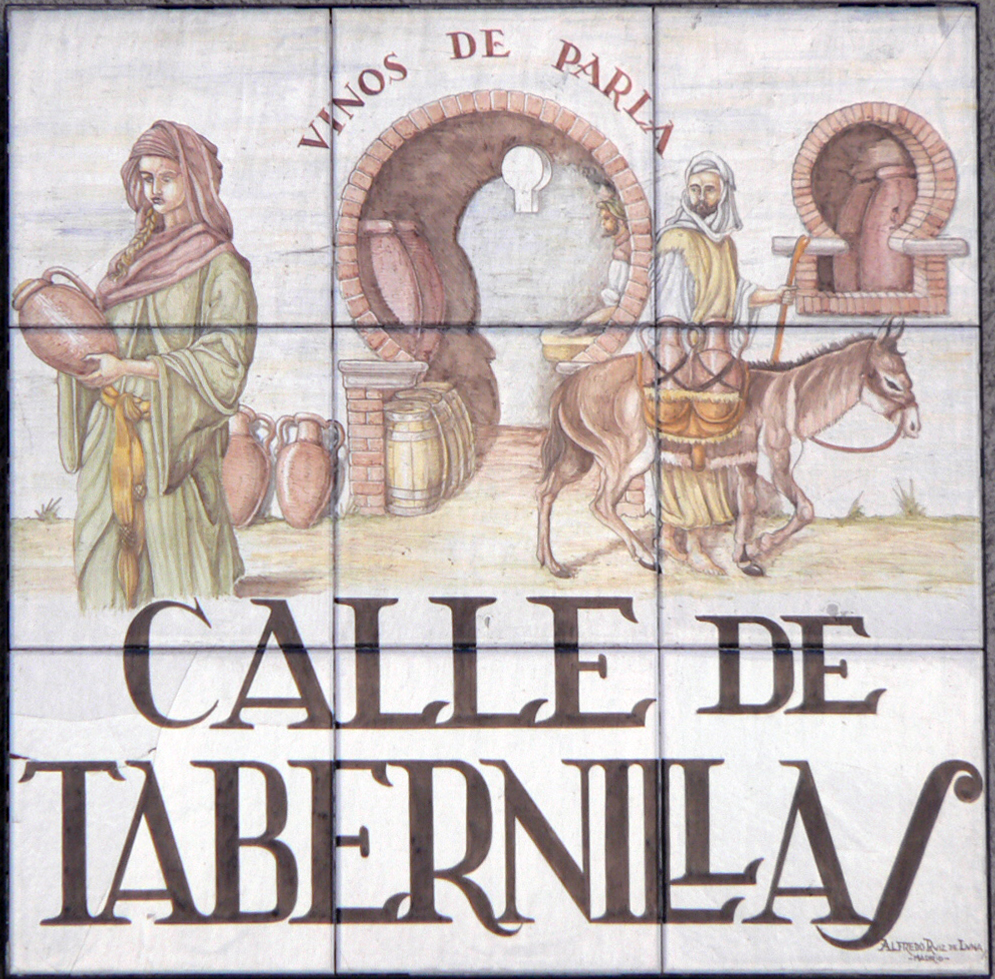
Calle de Tabernillas en Madrid, antiguamente calle de las tabernillas de Parla, en el azulejo de la calle se puede ver la frase vinos de Parla, esto debido a que, desde Parla salía la tartana de las muestras ya existente en 1881 que llegaba hasta la calle tabernillas, donde había un privilegio donde se encontraban estas tabernas que pertenecían a vecinos de Parla y sus vinos se realizaban con la cosecha propia de Parla, ya eran famosos los viñedos de Parla en 1398 reflejado en un documento y otro en 1492 donde se quería vender el vino a Madrid

### Edad Moderna

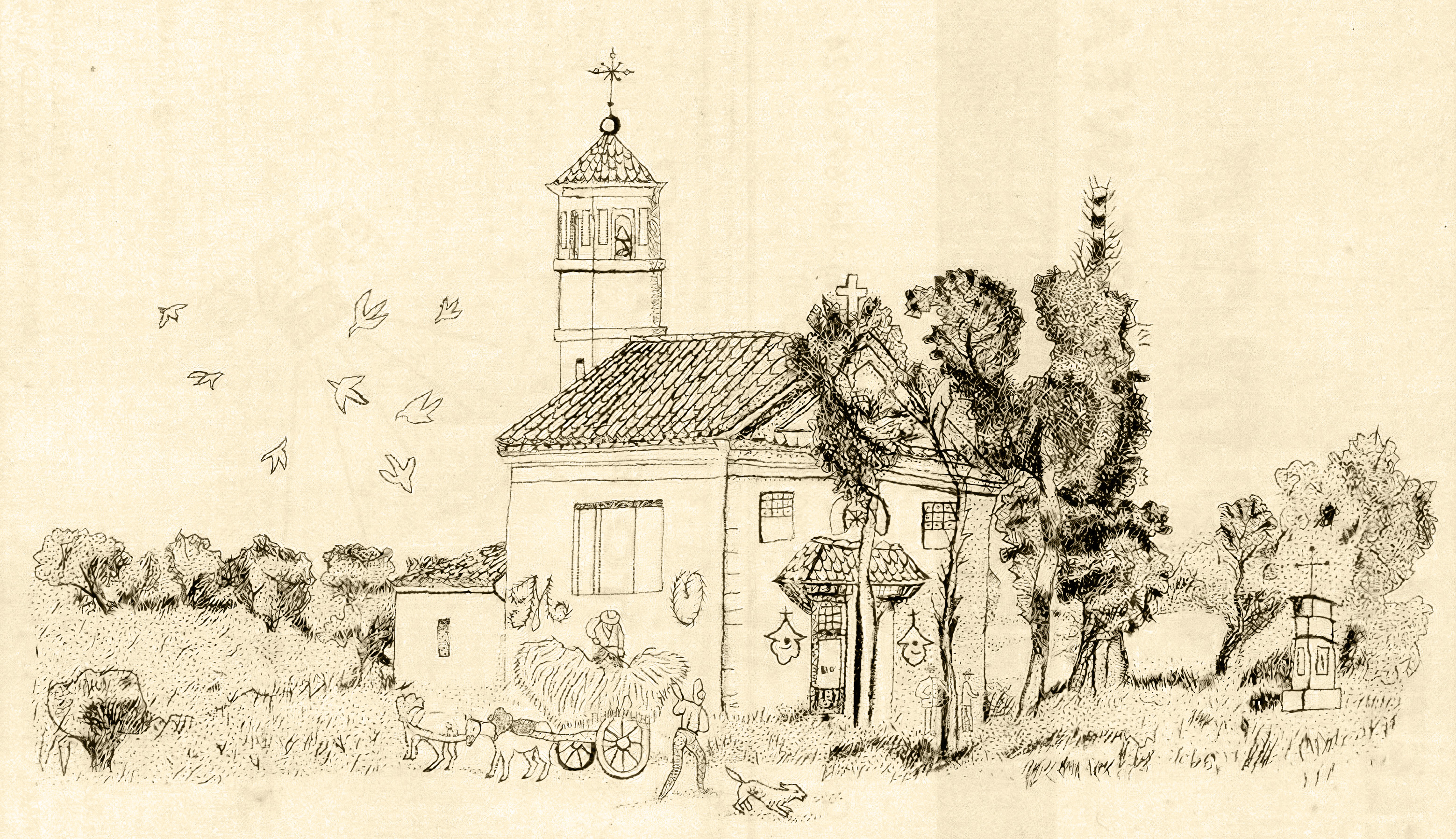
Ermita de Nuestra Señora de la Soledad, dibujo bordado de 1820

El territorio actual del municipio de Parla, durante la Edad Media, estaba dividido en dos zonas bien diferenciadas: la primera era la parte norte del territorio en el que se encontraba Parla y al sur siguiendo el cauce de arroyo Humanejos estaba el asentamiento de Humanejos o Umanexos. Los dos asentamientos pertenecían a Alfoz de Madrid. El asentamiento de Humanejos desapareció aproximadamente en 1650. Cuando se construyó la carretera de Toledo que pasa por Parla por la zona donde estaba el asentamiento se encontraron los restos en ruinas de la iglesia de Humanejos de construcción muy antigua que data entre los siglos XI o XII, también consta del año 1576, el caserío y el palacio de Pedro de Herrera, los cuales desaparecieron.
En el siglo XV se ubicaba en Parla la vieja iglesia de Santa María de Parla, desaparecida hace décadas, a principios del siglo XVI se empieza a construir la nueva iglesia de nuestra señora de la Asunción, entre finales del siglo XVI y comienzos del XVII en Parla se construyeron las desaparecidas ermitas de San Roque, de la Concepción, de San Sebastián y la única superviviente la ermita de nuestra señora de la Soledad ya que sería totalmente reconstruida durante el siglo XVII.
En 1590 Felipe II trasladó la capitalidad a Madrid, lo que produjo un aumentó en la población de Parla de 200 vecinos, que se dedicaban a la agricultura, la ganadería y a la arriería, para abastecer a la Corte de paja, cebada y hortalizas. En 1604, el alcalde primero de Parla Juan Correa recibió una donación de Don Antonio Correa, receptor del Santo Oficio de la Inquisición, de 3000 ducados para alimentar a los pobres de Parla y aquellos que fueran de paso. En 1612 llegaría una mujer conocida como Sivana descendiente de una familia de la nobleza con relación a los Señores de Parla la cual creó un espacio de ocio teatral. 
El siglo XVII fue conocido como el Siglo de oro por la pasión por el teatro, pues era la diversión de aquellos años, que produjo una gran afición, fueron muchos los grandes artistas de la época que pasaron por Parla, tanto en representaciones teatrales, música, baile y toros, además de celebrar varias fiestas de origen religioso.
En 1617, el parleño fray Juan de Cáceres fundó la Cofradía de San Diego, venerado por los reyes, Felipe III y Felipe IV, que aportaron reliquias a la cofradía. Además consiguió que la reina Isabel de Borbón donara el altar realizado por Juan Gómez de Mora. 
Dentro de la historia del municipio de Parla se encuentran personajes como Bartolomé Hurtado García, nacido en la localidad en 1620. Estudió arquitectura y llegó a ser arquitecto de los reyes Felipe IV y de Carlos II de España. Entre sus construcciones más importantes están el Ayuntamiento de Madrid, construcción del convento del Sacramento. También fue el responsable de la ermita de Nuestra Señora de la Soledad, de ciertas obras en la iglesia de Nuestra Señora de la Asunción (estilo plateresco-isabelino) añadiéndole a la torre cuadrangular un chapitel y su casa de recreo en Parla, en la cual pasaba largas temporadas y sobre todo durante las fiestas de septiembre. En esta casa murió en el año 1698 a la edad de setenta y ocho años.
Posteriormente otro parleño que llegaría al entorno de la realeza, en los reinados de Felipe V y Fernando VI es Don Julián de Frías que llegó a ser maestro herrador y albéitar de las reales caballerizas y uno de los tres alcaldes de dichos oficios.
El siglo XVIII comenzó, con la larga Guerra de Sucesión a la Corona española, Parla como otros pueblos se vio obligado a soportar los gastos derivados de ella y la lucha generada en Madrid y sus proximidades. A mediados de siglo se realizó el Catastro de Ensenada y finalizando el siglo las descripciones del Cardenal Lorenzana, ambas importantes fuentes de información socioeconómica. En el año 1774, Parla contaba con unas casas del ayuntamiento y una cárcel, la casa-hospital de Santa María y San Bartolomé, ya existente en 1568 y que también era utilizada como escuela, además de una fábrica de tejas, cerámica y mosaicos, una venta ubicada en el paso del camino real que era utilizada como posada, taberna, mesón y tienda.

### Edad Contemporánea
A comienzos del siglo XIX, Parla no atravesaba su mejor momento, al igual que el resto de España, la pobreza se instalaría en el municipio debido principalmente a la Guerra de la Independencia produciendo saqueos, destrucción de edificios religiosos por el frente del ejército francés. En 1812 Parla jura la primera Constitución, lo que provoca, cambios políticos en España con la desaparición de los Señoríos por lo que el municipio también deja de formar parte del marquesado de Malpica, al desaparecer estos, aunque el régimen señorial no desaparecería definitivamente de España hasta 1832, siendo el decimonono y último señor de Parla Joaquín Fernández de Córdoba, pasando a formar parte de la provincia de Madrid, según la orden territorial del Estado ya en 1833. Debido a esto se producen cambios en el municipio, en 1834 se realiza la construcción de un nuevo cementerio y en 1879 llega la antigua estación del ferrocarril a las afueras de Parla, perteneciente a la línea Madrid-Ciudad Real. En este siglo es concedido a Parla el título de villa, por parte del rey Alfonso XII.
Siglo XX
En julio de 1907 se llegaría a unos acuerdos para conseguir que las calles del pueblo estuvieran alumbradas por luz eléctrica, la cual se firmó el primer contrato con la empresa suministradora de electricidad la Sociedad Electro Harinera de Getafe, pero debido a problemas con la autorización del cableado eléctrico no sería hasta mayo de 1913 cuando se instaló la primera farola que se ubicó en la plaza Mayor frente al ayuntamiento, la cual contaba con varios brazos iluminando toda la plaza, siendo un emblema para el municipio por ser la primera farola.
En la década de 1920 se construye las primeras escuelas de la villa de Parla, ya que se utilizaban anteriormente otros edificios para dar clases como la casa hospital o el ayuntamiento.
En la II República, da lugar la guerra civil española, Parla se convierte durante unos días en zona de combates, pues está situada en una vía importante de acceso a Madrid sufriendo múltiples destrozos de su patrimonio, quemas de retablos e imágenes de la iglesia, volviéndose una zona muy inestable y poco segura.

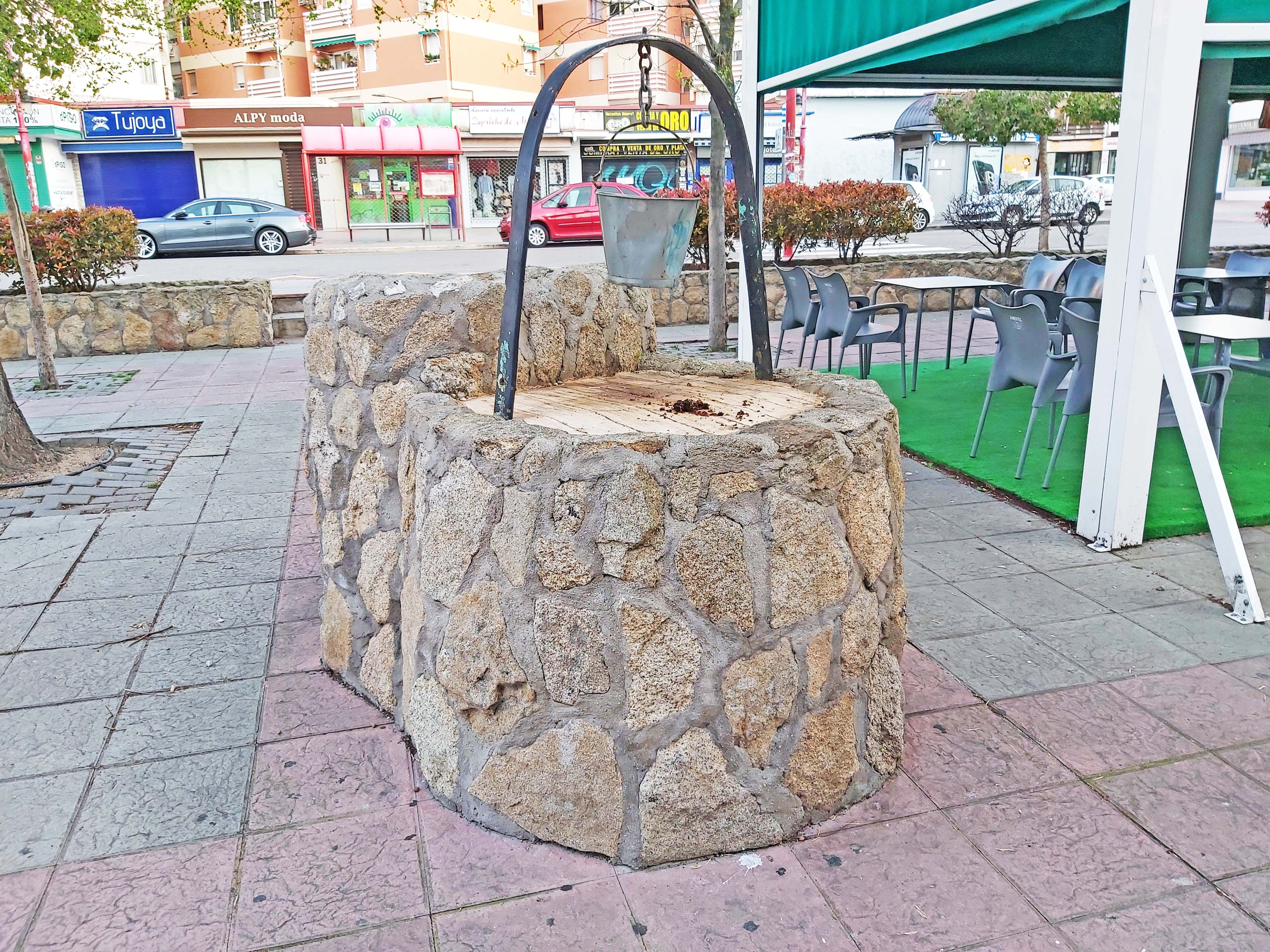
Uno de los antiguos pozos, que adorna una pequeña plaza

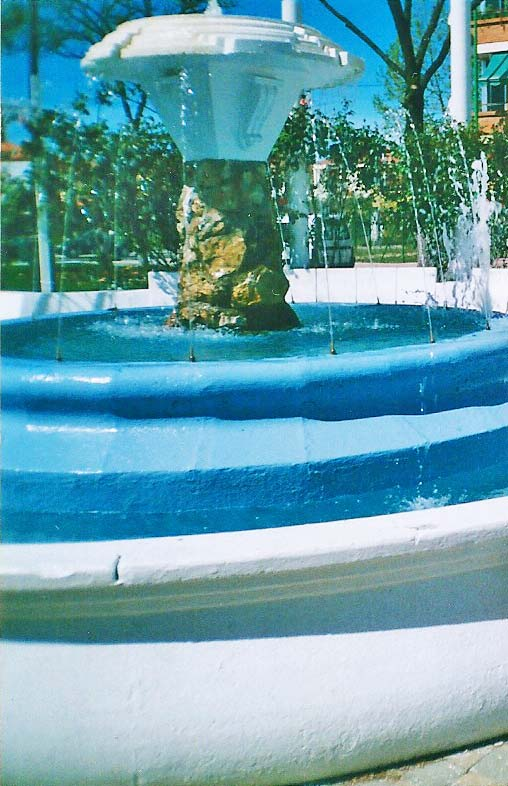
Antigua fuente del bulevar Sur

En la época contemporánea Parla principalmente era un pueblo dedicado a la agricultura, en su gran extensión de cultivos de secano como trigo, cebada, garbanzos, y una parte a frutas y hortalizas, destacando otros productos procedentes de viñedos, olivares, o almendros, en aquella época el municipio contaba con varias granjas, un cebadero y un matadero pues también estaba muy presente la ganadería, con productos procedentes como leche, queso y carne o artesanales como hilado de lana y bordado de tul realizados por mujeres. Pero a partir de la década de 1960-1970 experimento un gran crecimiento debido a la industrialización de Madrid se construyeron nuevos barrios y se empiezan a desarrollar otras actividades con pequeñas fábricas dedicadas a la hostelera, artesanía y construcción, además contaba con minas de sepiolita y la cantera existente en el cerro de la Cantueña, en el sector primario, por otro lado varias empresas trasladan sus instalaciones al municipio parleño como Segasa. También se mejora la asistencia médica y farmacéutica y empiezan a desarrollarse lugares de ocio como el cine y un casino.
Por otro lado a finales de los años 1970 hubo problemas de abastecimiento de agua en Madrid sobre todo en municipios que estaban creciendo a gran velocidad como era el caso de Móstoles, Fuenlabrada y sobre todo en Parla, al desarrollarse tan rápido la construcción de viviendas, esto supuso en el año 1977 que se produjeran los primeros cortes del suministro desde las nueve de la mañana hasta las seis de la tarde, por lo que los habitantes del municipio tenían que acudir a las dos fuentes de agua potable que tenía el municipio o abastecerse los más afortunados de los pozos que tenían en su casa o huerta, mientras que las nuevas viviendas serían las más afectadas, el principal problema se centra en que Parla se abastecía mediante pozos subterráneos y aunque había reservas suficientes, las bombas no tenían la presión suficiente para un caudal mínimo que abasteciera a todo en el municipio. Los vecinos empezaron las primeras manifestaciones que durarían varios años, esto género que durante las protestas hubiera altercados con la fuerza de seguridad del estado, concretamente en 1979 en una de las manifestaciones muere un joven de catorce años por un pelotazo de goma, tras el incidente y coincidiendo que ese mismo año tras las primeras elecciones democráticas, se empiezan a negociar los primeros acuerdos con el canal de Isabel II, en junio de 1980 se consigue el contrato y se aprueba la obra para que la red del canal llegue a Parla, que duraría hasta junio de 1982 terminando los problemas de abastecimiento y se empiezan a celebrar las fiestas del agua.
En las décadas de 1980 y 1990, el municipio experimentó otro gran crecimiento, con grandes proyectos como el desvío de la carretera de Toledo (N-401) que dividía la ciudad, lo que supuso la rehabilitación de todo su entorno y la desaparición de los antiguos pasos peatonales subterráneos; la fuente nueva que databa de 1623 y que tenía un pilón, que se situaban cerca de la iglesia, a favor de nuevas infraestructuras y remodelación en la fuente de los patos de la plaza de San Juan y la creación de los bulevares norte y sur, además de cambios en el casco histórico, donde se sustituiría el antiguo adoquinado por asfaltado, y la incorporación de acera en calles que eran de cemento, piedra o tierra, lo que supuso una mayor amplitud para la movilidad urbana pero que también hizo desaparecer patrimonio histórico como el conjunto de los abrevaderos, que formaban parte de la antigua fuente vieja y el antiguo lavadero. El 12 de diciembre de 1994, los reyes de España Juan Carlos I y Sofía, visitaron Parla en un recorrido a través de municipios del sur de Madrid, y el recibimiento se produjo en el bulevar sur. En 1995 se inauguró la nueva estación de cercanías, siendo trasladada al centro del municipio ubicándose en el bulevar norte.
Siglo XXI

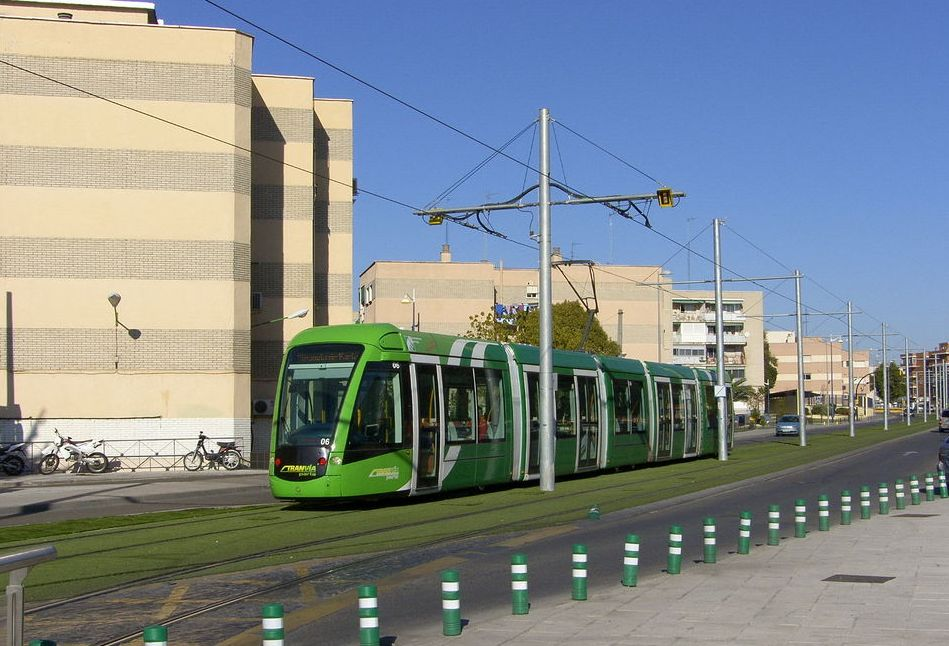
Paisaje urbano en el siglo

En esta época tuvo lugar otro gran crecimiento importante, con la construcción de nuevos barrios y con grandes infraestructuras. En 2004 se proyectó el hospital, que sería inaugurado cuatro años después. En 2005 comenzó la construcción del tranvía, inaugurado dos años después. Esto motivó que en el año 2006 se le concediera a Parla el título de ciudad por la Asamblea de Madrid, que lo incluyó en las leyes de las grandes ciudades.
Desde 2011, el municipio de Parla empezó a generar una gran deuda debido a la construcción del tranvía, que llegó casi a los 256 millones de euros -que se prevé terminar de pagar en el año 2035-. Esto ha motivo el aplazamiento de algunos proyectos, como las dos nuevas estaciones de Renfe Parla Norte y Parla Hospital, la ampliación del tranvía con dos nuevas líneas, una hasta el hospital y la otra en el entorno del PAU 5, que se conectaría con la carretera M-419; así como la implantación del MetroSur y el desdoblamiento de la carretera M-408. Otro de los grandes proyectos pendientes es la creación de un intercambiador en conexión al existente de cercanías en la calle Real, que contaría con una estación de autobuses. Se espera la ampliación de las industrias, sobre todo en el PAU 5 y una parte en Parla Este, y también se prevé la creación de cuatro futuros nuevos barrios denominados PAU 7, Solavega, Arroyo sur y Consorcio Sur, y está en estudio la ampliación del centro comercial El Ferial.

## Demografía
Parla cuenta con una población de 134 833 habitantes (INE 2024).
| Gráfica de evolución demográfica de Parla entre 1842 y 2021                                                         |
| |
| Población de derecho según los censos de población del INE Población de hecho según los censos de población del INE |

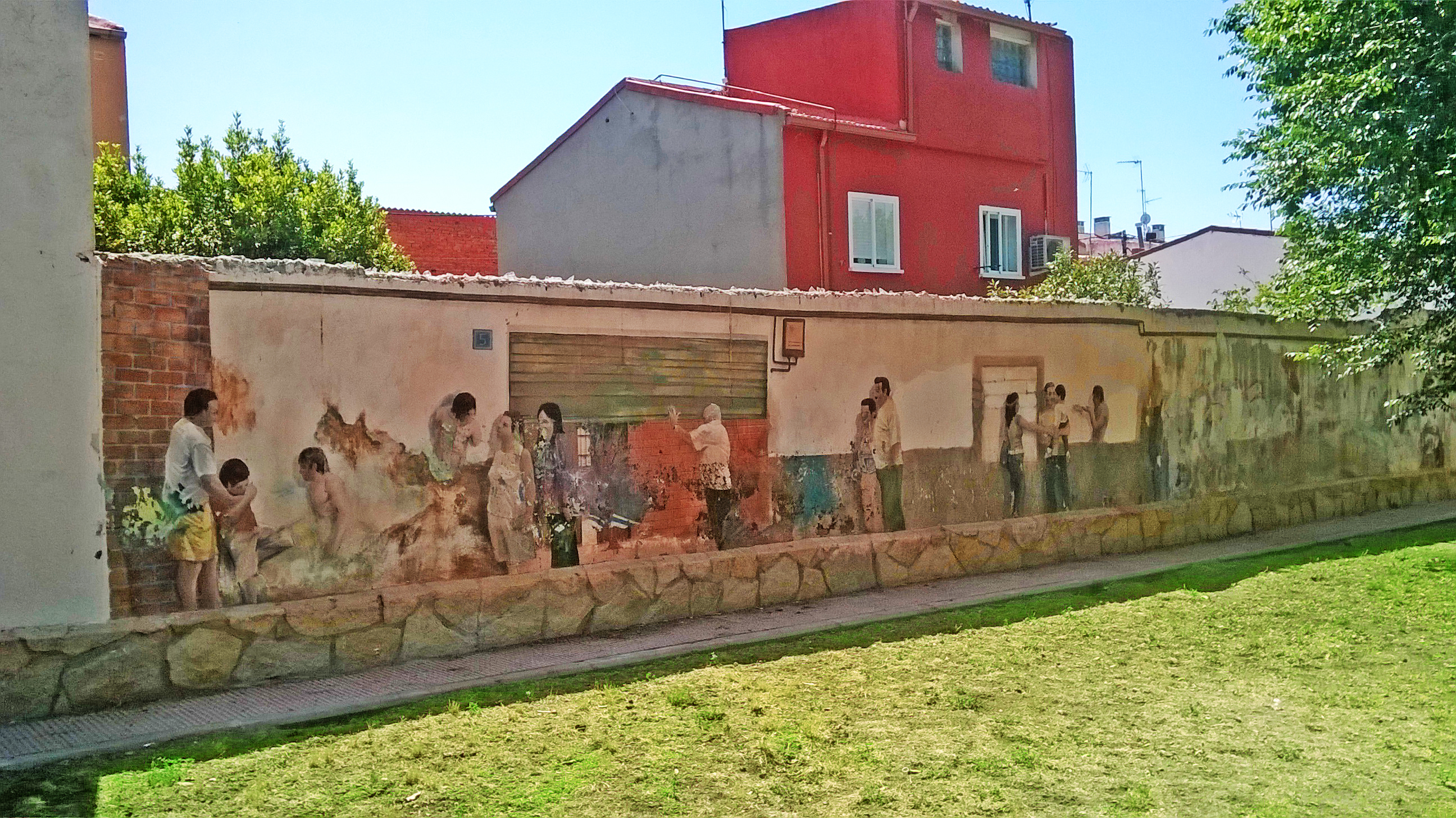
Fachadas con decorado artístico del casco histórico de Parla, en el parque de la Amistad

A principios del siglo XX, Parla tenía una población de 1238 habitantes. Esta población creció a lo largo del siglo XX hasta los más de 120 000 habitantes que tenía en noviembre de 2012.
La expansión demográfica se dio a finales de los años sesenta por los movimientos migratorios que se estaban produciendo en España. Entre las décadas de 1960 y 1970, la población creció un 470 % pasando de 1809 habitantes a 10 317.
Parla sufre un gran crecimiento de población durante la década de 1970, en el contexto de una expansión demográfica del país, donde las poblaciones rurales emigraron a las grandes ciudades en busca de prosperidad y trabajo. Casi un millón de personas emigraron desde Castilla-La Mancha, Andalucía y Extremadura hacia Madrid, ocupando los pueblos de la corona metropolitana, por consecuencia del precio de la vivienda y de las comunicaciones por carretera.
A partir de la década de los 80 se contabilizaban un total de 50 000 habitantes, 26 veces más que a principios de los años 60. El crecimiento permaneció constante a partir de los 80, hasta los años noventa en la que dicho crecimiento empezó estabilizarse. Entre los años 1991 y 1996 se produjo una reducción en el crecimiento de la población parleña. Desde el año 1996 esa tendencia cambia y se inicia un nuevo crecimiento demográfico que dura en la actualidad. Este crecimiento se debe a la llegada de personas procedente de Madrid, de municipios cercanos a Parla. Este nuevo crecimiento demográfico aporta una nueva inmigración proveniente del extranjero, sobre todo de Argelia, Marruecos, Polonia y el África subsahariana.
Pirámide de población
Los datos de la pirámide de población de 2020 se pueden resumir así:
- La población menor de 20 años es el 24,99 % del total.
- La comprendida entre 20-40 años es el 26,74 %.
- La comprendida entre 40-60 años es el 31,57 %.
- La mayor de 60 años es el 16,7 %.

Distritos y barrios
Hoy en día, Parla se encuentra dividido en 3 zonas: Norte, Sur y Este formando un total de 5 distritos (denominados Consejos de barrios) y 16 barrios: Por otro lado la zona Oeste esta proyectada como zona industrial con el desarrollo del Pau5.
| Distrito Norte (dividido en dos secciones)                                | Distrito Norte (dividido en dos secciones) | Distrito Norte (dividido en dos secciones) |
| Distrito Noroeste                                                         | Distrito Noroeste                          | Distrito Noroeste                          |
| Barrio                                                                    | Población del distrito (2021)              |                                            |
| ------------------------------------------------------------------------- | ------------------------------------------ | ------------------------------------------ |
| Casco Viejo                                                               | 26 168 habitantes                          |                                            |
| La Fuente                                                                 | 26 168 habitantes                          |                                            |
| La Granja                                                                 | 26 168 habitantes                          |                                            |
| La Laguna (Laguna Park)                                                   | 26 168 habitantes                          |                                            |
| El Nido                                                                   | 26 168 habitantes                          |                                            |
| Villayuventus I                                                           | 26 168 habitantes                          |                                            |
| Distrito Noreste                                                          |                                            |                                            |
| Barrio 2001                                                               | 26 359 habitantes                          |                                            |
| Centro (calle Pinto y alrededores Casa Cultura)                           | 26 359 habitantes                          |                                            |
| San Ramón: (incluye el barrio de San Nicolás y la colonia García Garrido) | 26 359 habitantes                          |                                            |
| Villayuventus II                                                          | 26 359 habitantes                          |                                            |
| Distrito Sur (dividido en dos secciones)                                  |                                            |                                            |
| Distrito Suroeste                                                         |                                            |                                            |
| Fuentebella                                                               | 22 768 habitantes                          |                                            |
| San Fermín (incluye el Leguario)                                          | 22 768 habitantes                          |                                            |
| La Ermita                                                                 | 22 768 habitantes                          |                                            |
| Parque Inlasa:                                                            | 22 768 habitantes                          |                                            |
| Distrito Sureste                                                          |                                            |                                            |
| Las Américas                                                              | 25 436 habitantes                          |                                            |
| Pryconsa (Zona Reyes y barrio de la Libertad)                             | 25 436 habitantes                          |                                            |
| Distrito Este                                                             |                                            |                                            |
| Parla Este                                                                | 30 580 habitantes                          |                                            |
| Total (al 1 de enero de 2022)                                             | 131 311 habitantes                         |                                            |

Datos sociodemográficos

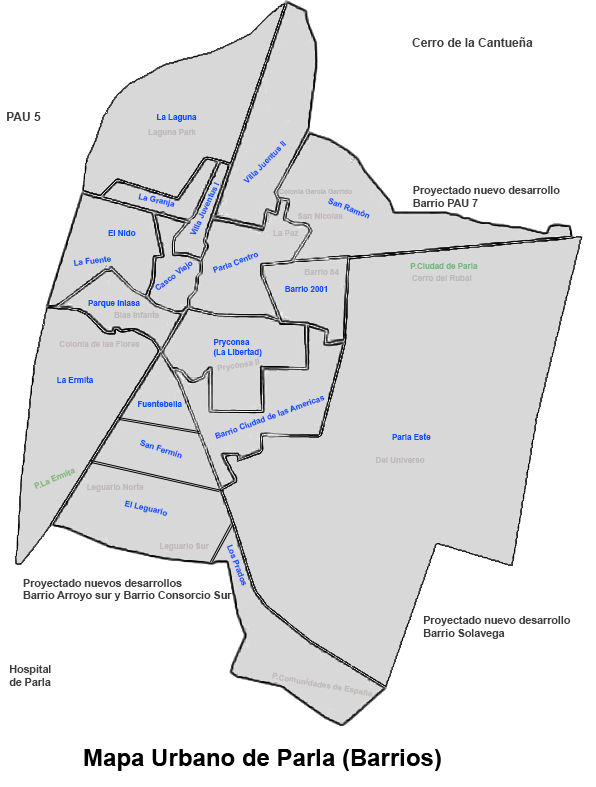
Barrios de Parla

Parla tiene una densidad de población de unos 6900 hab./km². El 18 % de su población es menor de 16 años; el 53 %, esto es, más de la mitad de su población, es menor de 35 años y la tasa de vejez es sólo de un 6,9 %. Esto indica que es su población es fundamentalmente gente joven.
Dicha distribución demográfica se explica, entre otras cosas, por el precio de la vivienda, ya que Parla es una de las ciudades del sur de la Comunidad de Madrid en la cual el precio de la vivienda es más bajo.
El plan general de ordenación urbana de 1997 liberó espacio para la construcción de más de 16 000 viviendas, de las cuales 11 200 pertenecen a la nueva zona llamada Parla-Este, incluyendo un 82% de viviendas que tienen algún tipo de protección pública. Está previsto que sólo en este nuevo barrio se instalen en este año (2007) alrededor de 40 000 personas.
Anillo verde
Está formado por los grandes parques y zonas verdes que rodean el municipio. Comenzando desde el caballón de La Laguna, al norte de la ciudad y en dirección suroeste se llega al parque de La Fuente ubicado junto a la A-42. Siguiendo hacia el sur y tras cruzar los dos parques de La Ermita, se llega al de Castilla y León, que da paso al parque de las Comunidades de España que está dividido en tres recintos con zonas destacables, en el segundo recinto se encuentra un circuito de RC (radio control) y en el tercer recinto se encuentra el popular lago, con zona de pesca, circuito para bicis y zona de barbacoas. Desde este último se accede a la dehesa boyal, por donde pasa el arroyo Humanejos y las vías pecuarias. Y en dirección noreste se llega al Gran Parque del Universo, ubicado en Parla Este, para continuar hasta el cerro de la Cantueña, un espacio protegido por su gran interés natural.

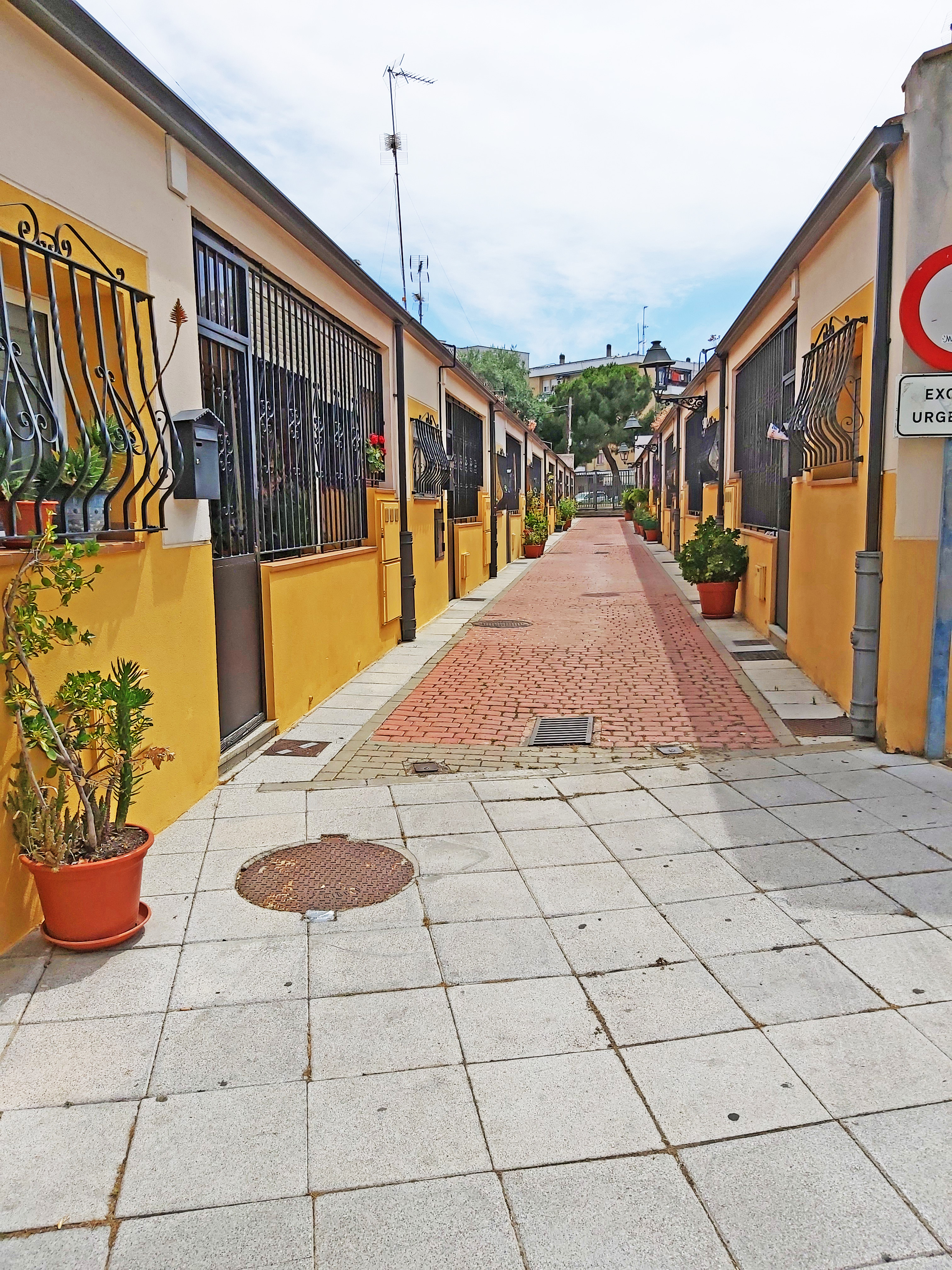
Barrio de San Ramón
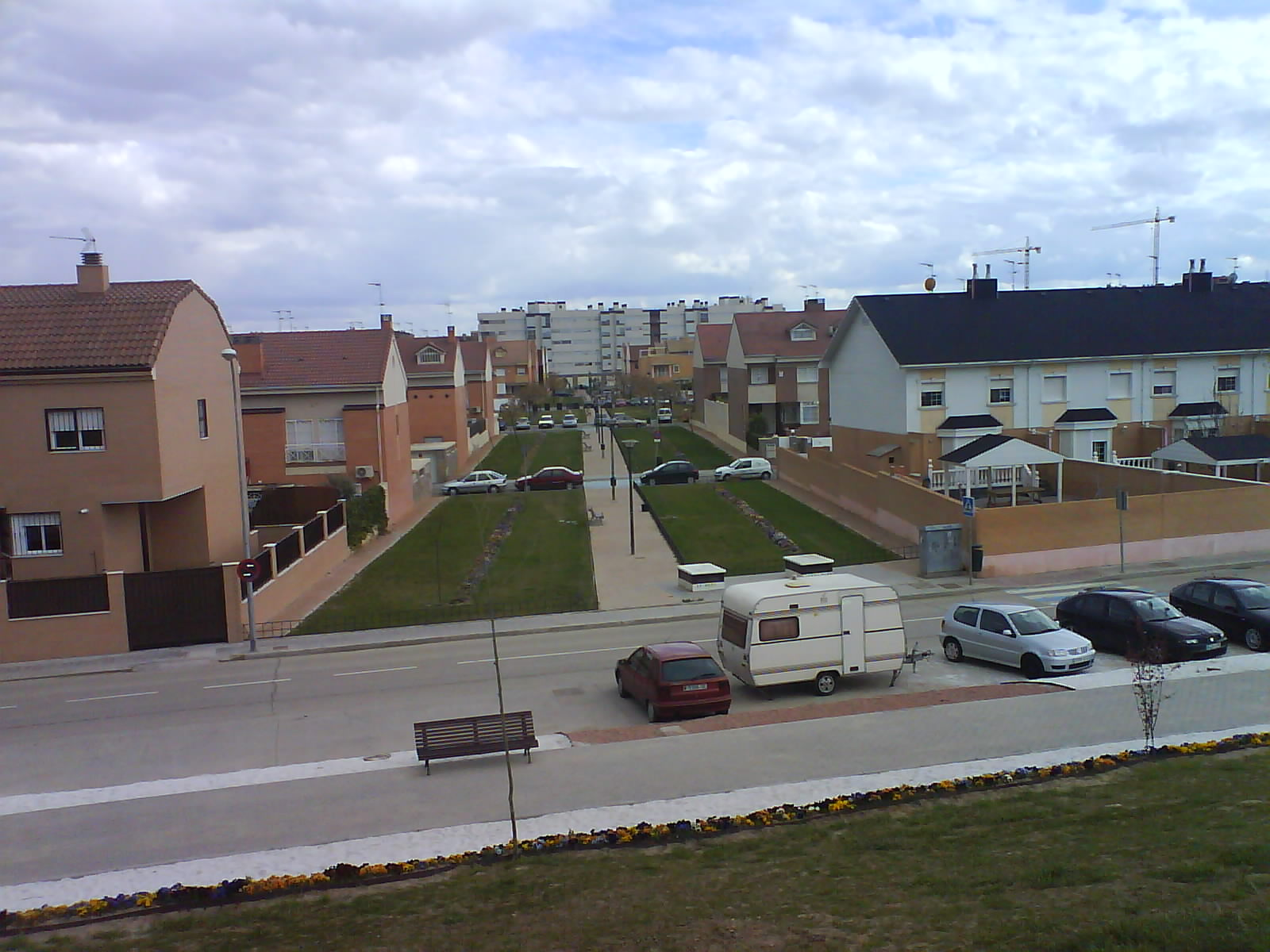
Parque en uno de los interbloques del barrio de La Laguna
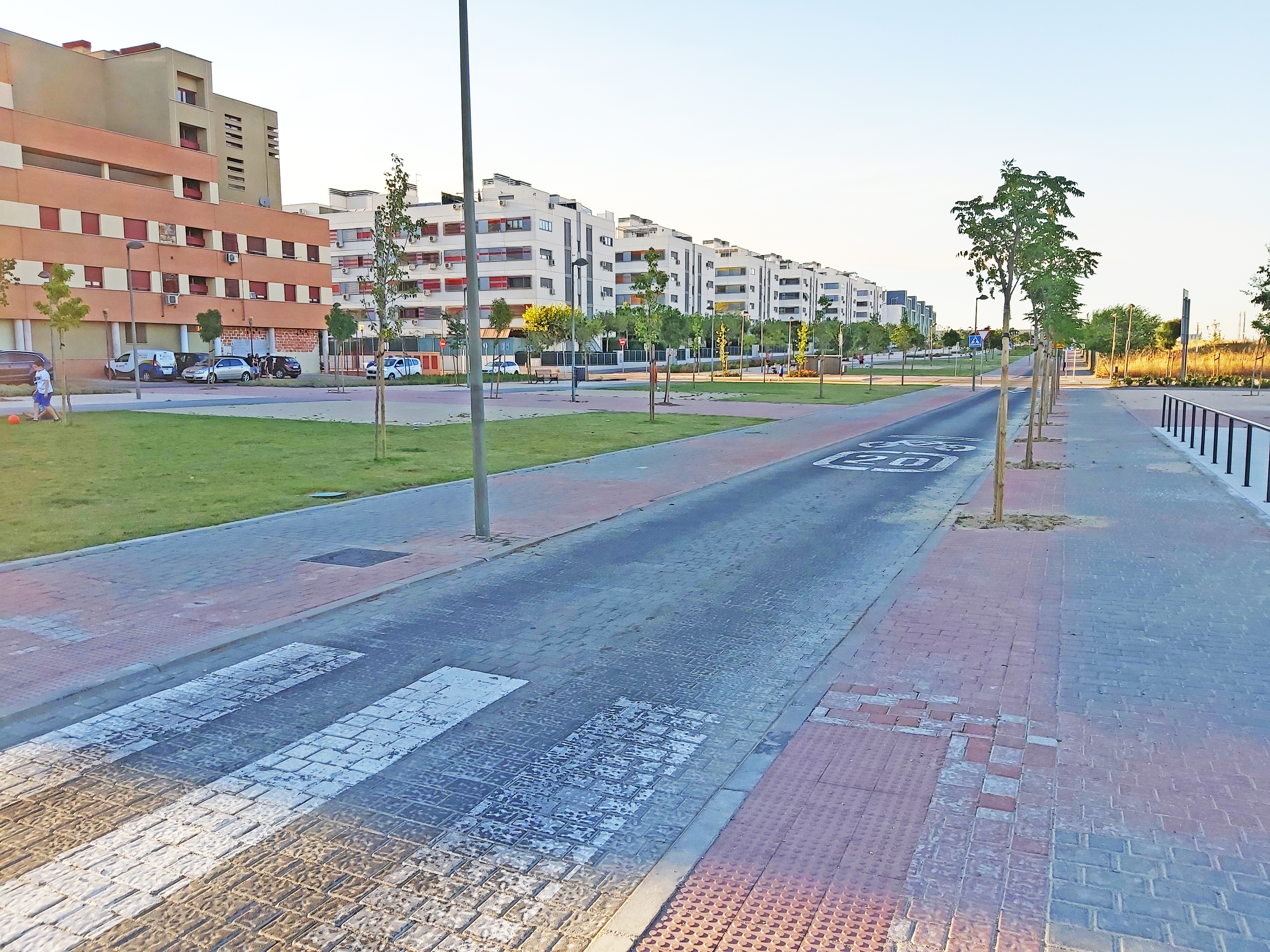
Parque paseo de las osas del barrio de Parla Este

## Transporte y comunicaciones

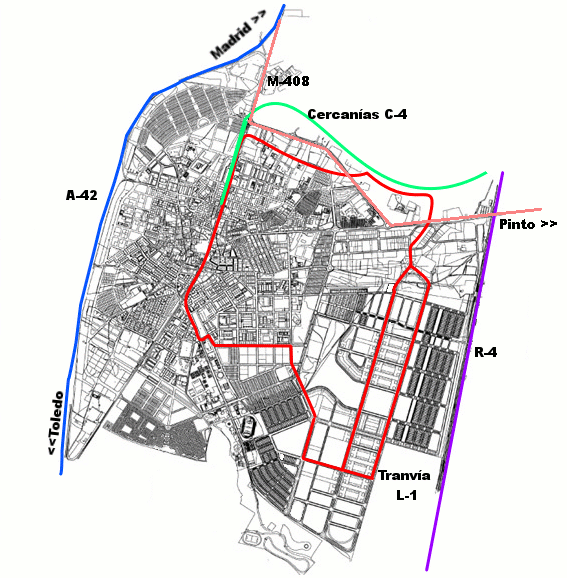
Mapa de las principales vías de comunicaciones de Parla

Parla posee actualmente varias vías de comunicación, siendo dos las principales carreteras y ferrocarril. El servicio interior de transporte público está basado en el tranvía y el autobús. La localidad se encuentra dentro de la corona de tarificación B2 del Consorcio Regional de Transportes de Madrid.

### Red viaria
- A-42: autovía que une Madrid con Toledo, coincidente con la antigua N-401.
- R-4: autopista de peaje que une Madrid con Ocaña, enlazando la carretera M-50 con la AP-36 y la A-4.
- M-408: carretera autonómica que une la localidad de Pinto con Parla.
- M-410: carretera autonómica que une la autopista de peaje R-5 en Arroyomolinos y en un futuro con la autovía A-4 en Valdemoro.

### Transporte público
Ferrocarril
| Línea C-4: Parla - Alcobendas-S.S. Reyes / Colmenar Viejo                                             | Línea C-4: Parla - Alcobendas-S.S. Reyes / Colmenar Viejo | Línea C-4: Parla - Alcobendas-S.S. Reyes / Colmenar Viejo |
| Número de la parada                                                                                   | Nombre de la estación                                     | Nombre de la estación                                     |
| --- | --------------------------------------------------------- | --------------------------------------------------------- |
| 1.º                                                                                                   | Parla                                                     | Parla                                                     |
| 2.º                                                                                                   | Getafe Sector 3                                           | Getafe Sector 3                                           |
| 3.º                                                                                                   | Getafe Centro                                             | Getafe Centro                                             |
| 4.º                                                                                                   | Las Margaritas - Universidad                              | Las Margaritas - Universidad                              |
| 5.º                                                                                                   | Villaverde Alto                                           | Villaverde Alto                                           |
| 6.º                                                                                                   | Villaverde Bajo                                           | Villaverde Bajo                                           |
| 7.º                                                                                                   | Atocha                                                    | Atocha                                                    |
| 8.º                                                                                                   | Sol                                                       | Sol                                                       |
| 9.º                                                                                                   | Nuevos Ministerios                                        | Nuevos Ministerios                                        |
| 10.º                                                                                                  | Chamartín                                                 | Chamartín                                                 |
| 11.º                                                                                                  | Fuencarral                                                | Fuencarral                                                |
| 12.º                                                                                                  | Cantoblanco - Universidad                                 | Cantoblanco - Universidad                                 |
| Las tres últimas estaciones varían según el destino del tren, ya que se divide en dos rutas distintas | C4-A                                                      | C4-B                                                      |
| 13.º                                                                                                  | Universidad Pontificia Comillas                           | El Goloso                                                 |
| 14.º                                                                                                  | Valdelasfuentes                                           | Tres Cantos                                               |
| 15.º                                                                                                  | Alcobendas - San Sebastián de los Reyes                   | Colmenar Viejo                                            |

El tren de Cercanías une la estación de Parla con las localidades de San Sebastián de los Reyes y Alcobendas, o Colmenar Viejo, atravesando el centro de Madrid. Ambos recorridos cuentan actualmente con quince paradas, tan solo cambiando las tres últimas, por lo que la duración del trayecto es aproximadamente 50 minutos o en hora y cuarto, ya que puede variar según las vías dependiendo del final del trayecto.

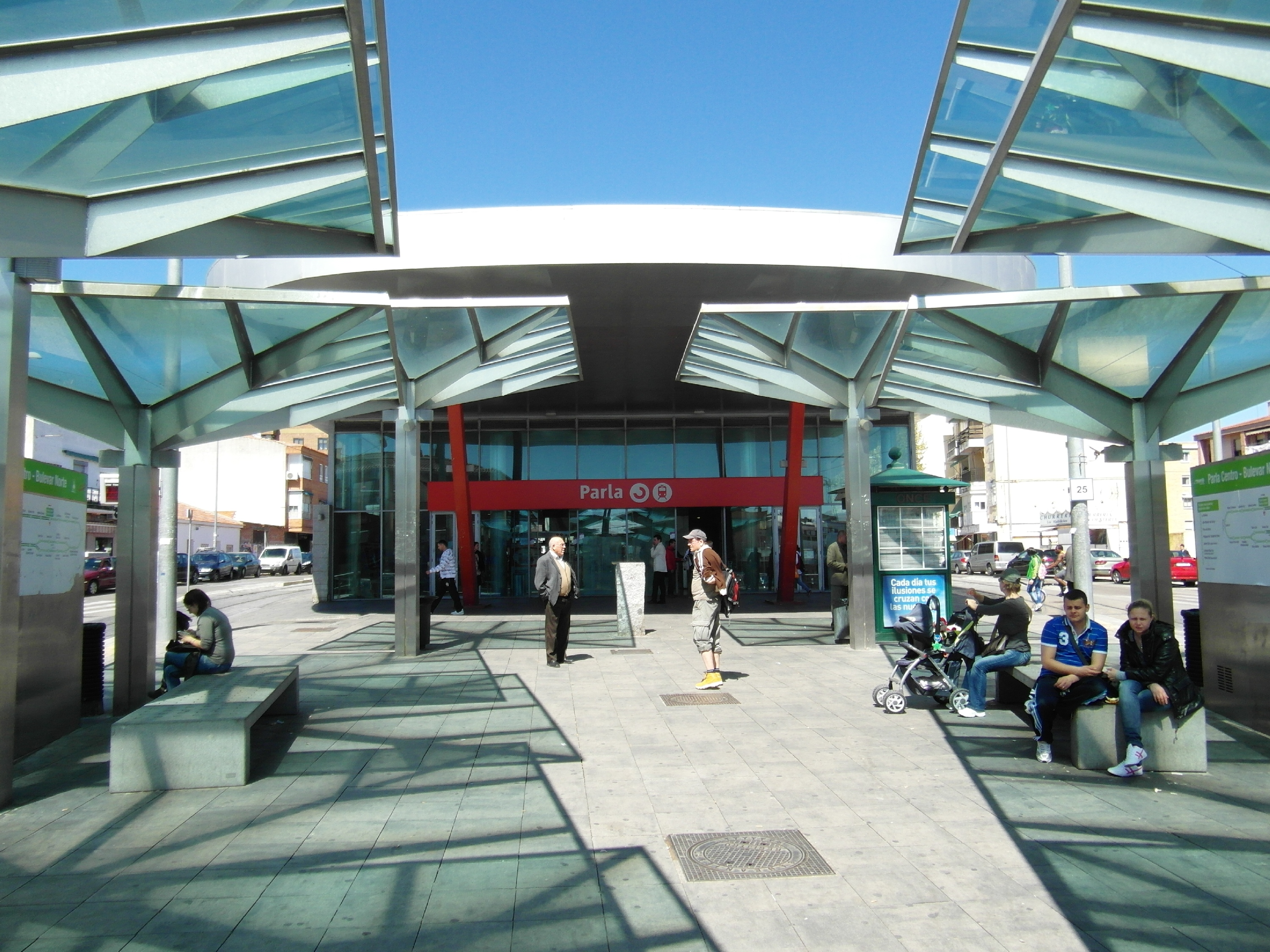
fachada de la estación de Renfe de Parla
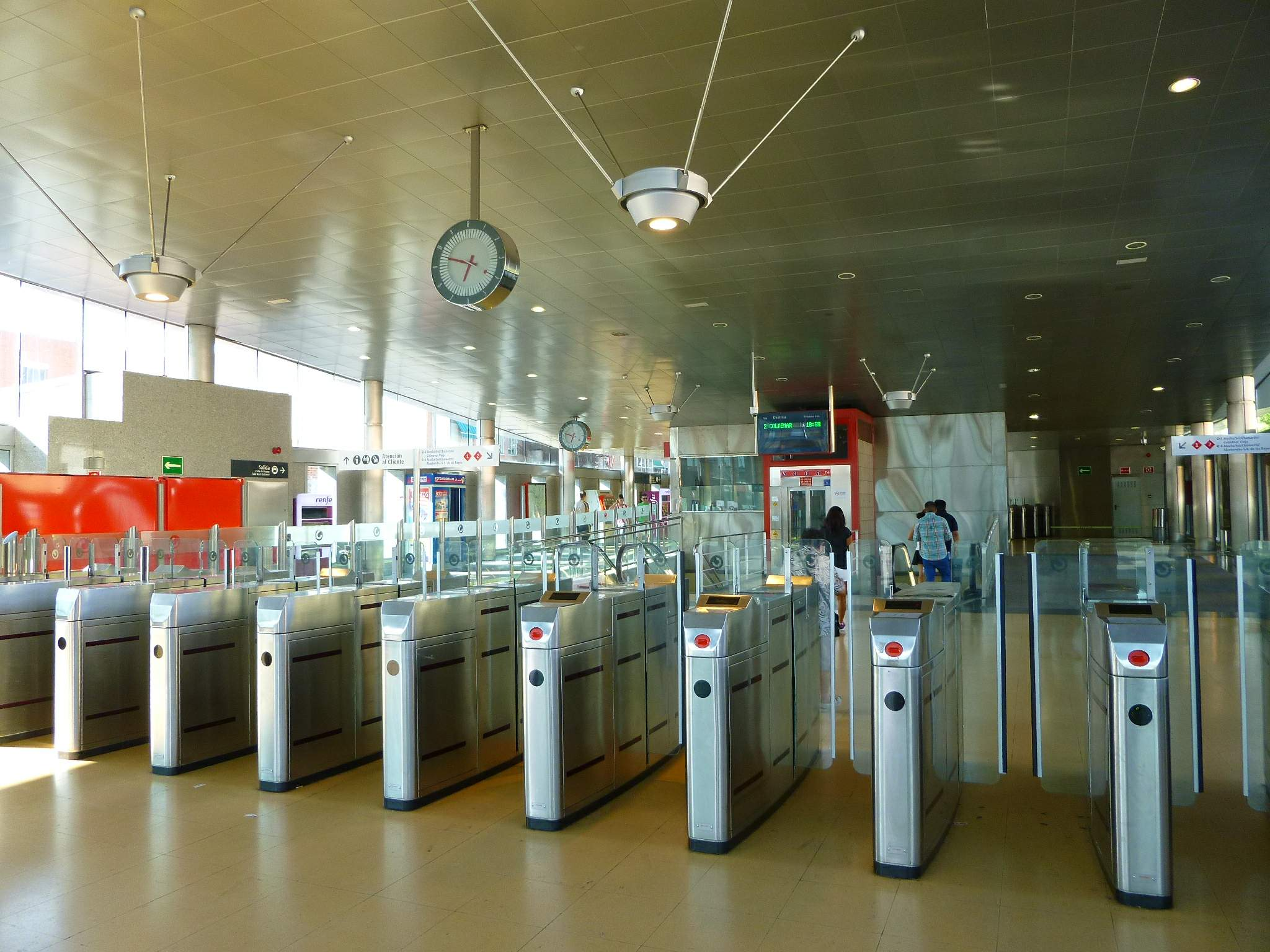
Interior de la estación de Renfe

Tranvía
Es un servicio de línea circular de tranvía, numerada como la línea 4 de Metro Ligero de Madrid. Cuenta con 15 paradas y está conectado con la estación de tren de Cercanías del municipio.

Recorrido del tranvía
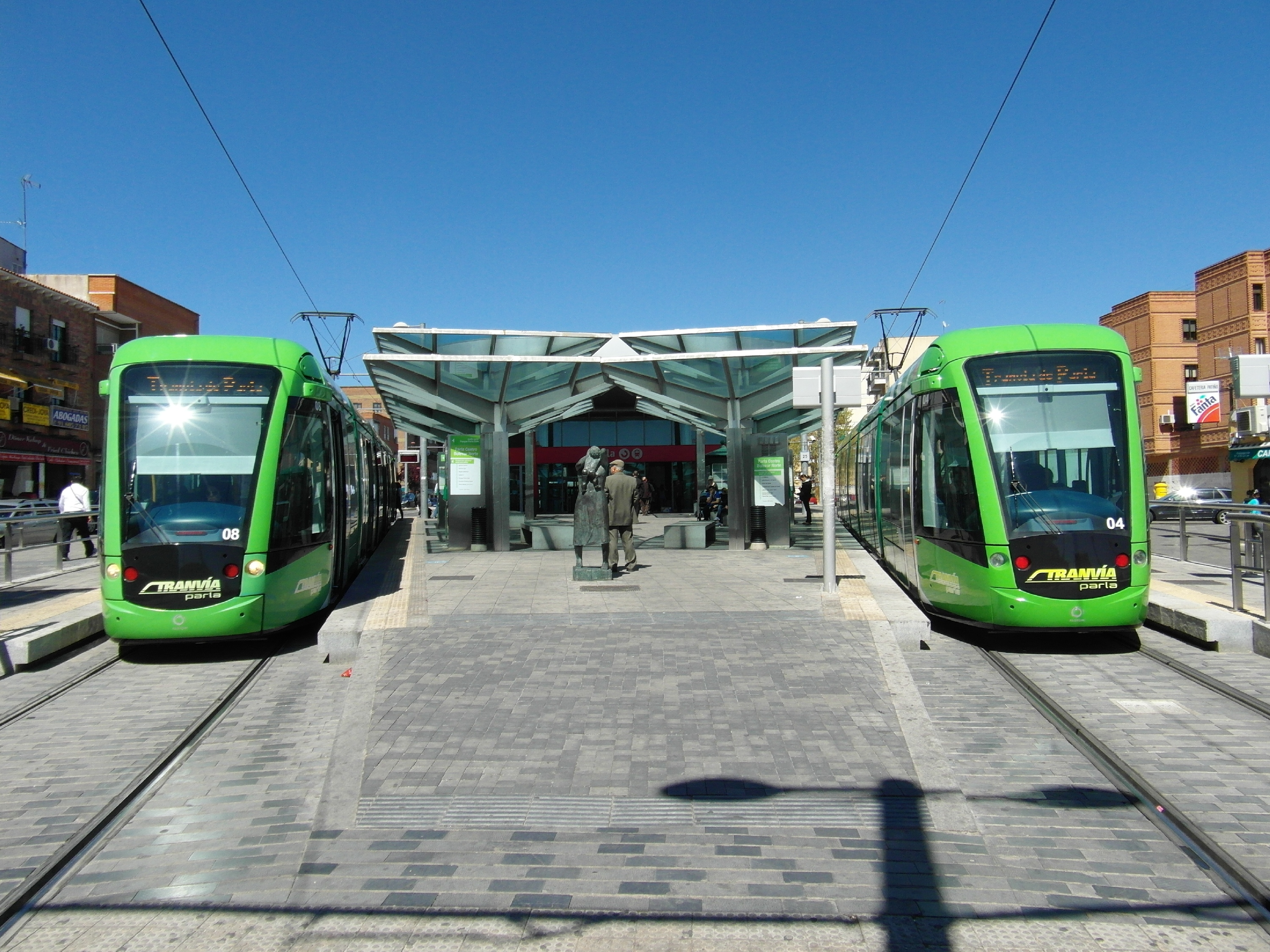
La estación de Renfe cuenta a la salida con un intercambiador al Tranvía de Parla

Autobuses
| Líneas urbanas | Líneas urbanas                                                                              | Líneas urbanas |
| Línea          | Recorrido                                                                                   |                |
| -------------- | ------------------------------------------------------------------------------------------- | -------------- |
| 1              | Circular 1 (por el centro de la ciudad)                                                     |                |
| 2              | Circular 2 (por el centro de la ciudad)                                                     |                |
| 3              | Hospital - Avenida de América - Laguna Park (zonas de la Laguna, Las Américas y Parla Este) |                |
| 4              | Parla (FF.CC) - Parque tecnológico comercial (zona del PAU 5) (suprimida)                   |                |

En 1982 se implantó el servicio de autobuses urbanos de Parla, gestionado por el ayuntamiento como Servicio Municipal de Transportes (SMT), en un principio contaba con dos líneas Circulares el C1 y el C2. Presentaban una decoración de su carrocería bicolor verde blanco pero pronto cambio el color por amarillo, para diferenciarlos de las líneas interurbanas. Unos años después se añadiría una nueva línea el C3. En 2005 con el comienzo de la implantación del tranvía, se remodelaría las rutas y las paradas de los circulares. En 2010 pasaría a ser gestionado por la CRTM y Avanza Movilidad Integral que hicieron algunos ligeros cambios en su ruta y añadieron una nueva línea la L4 que daba el servicio Estación Renfe - Parque Tecnológico, pero no duraría mucho ya que fue suprimida el 29 de diciembre de 2012, siendo desviada parte de su ruta a las líneas C2 y C3. A finales de 2017 se empieza a cambiar el diseño de la carrocería por un bicolor blanco y azul.
| Líneas interurbanas | Líneas interurbanas                                   | Líneas interurbanas |
| Línea               | Recorrido                                             |                     |
| ------------------- | ----------------------------------------------------- | ------------------- |
| 460                 | Madrid (Plaza Elíptica) - Parla - Batres              |                     |
| 461                 | Madrid (Plaza Elíptica) - Parla                       |                     |
| 462                 | Getafe - Parla                                        |                     |
| 463                 | Madrid (Plaza Elíptica) - Parla - Torrejón de Velasco |                     |
| 464                 | Madrid (Plaza Elíptica) - Parla - Yunclillos          |                     |
| 466                 | Parla - Valdemoro                                     |                     |
| 469                 | Madrid (Plaza Elíptica) - Parla (Por Parla Este)      |                     |
| 471                 | Humanes - Fuenlabrada - Parla-Pinto                   |                     |
| VAC-023             | Madrid (Plaza Elíptica) - Parla - Toledo              |                     |
| VAC-152             | Madrid (Estación Sur) - Piedrabuena                   |                     |
| N806                | Madrid (Atocha) - Parla                               |                     |

Parla cuenta con autobuses interurbanos enlazando el municipio con Madrid, Toledo y municipios cercanos como Humanes de Madrid, Fuenlabrada, Pinto, Valdemoro, Torrejón de Velasco, Yunclillos o Batres.

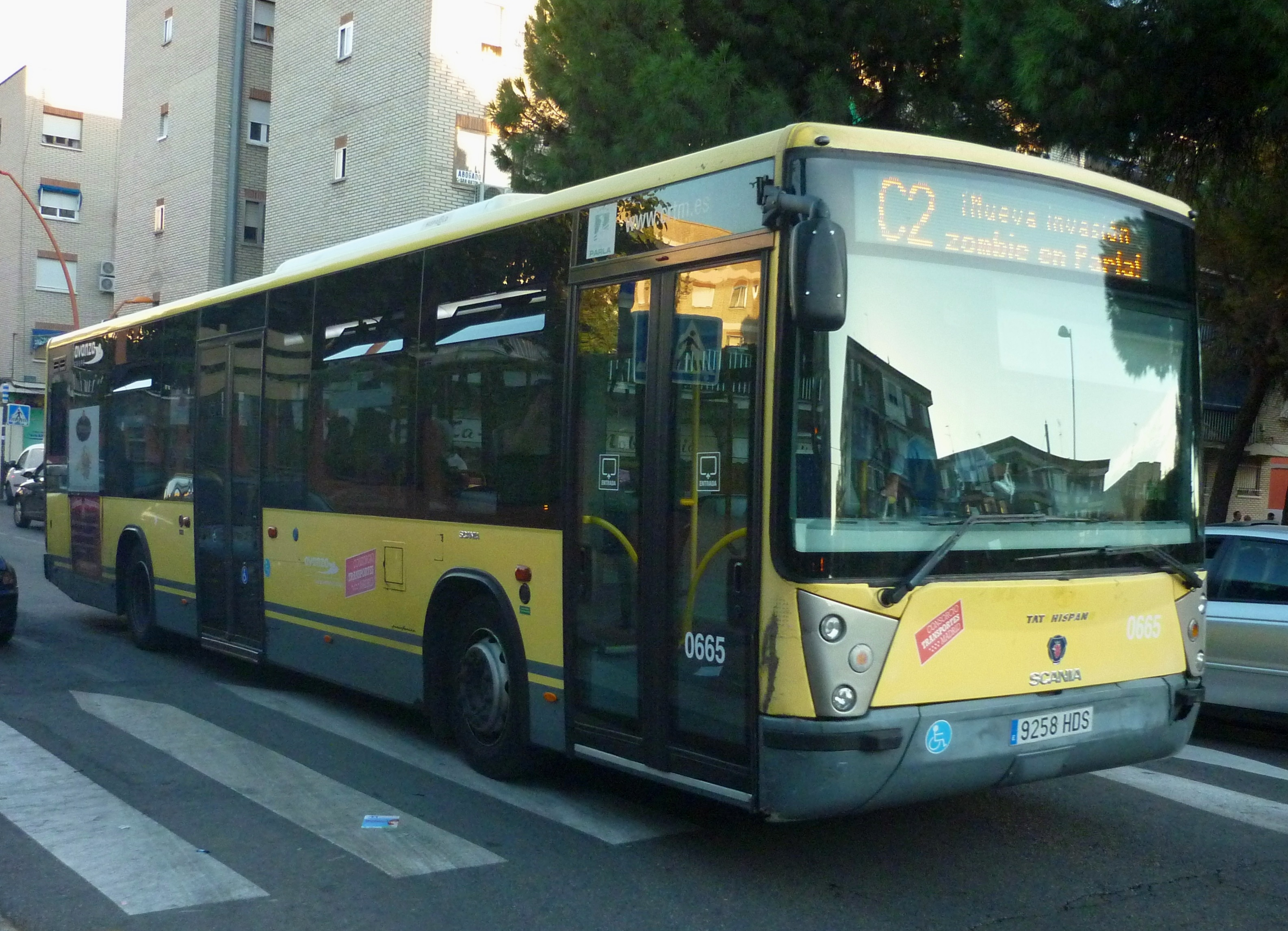
Antiguo diseño del circular de Parla
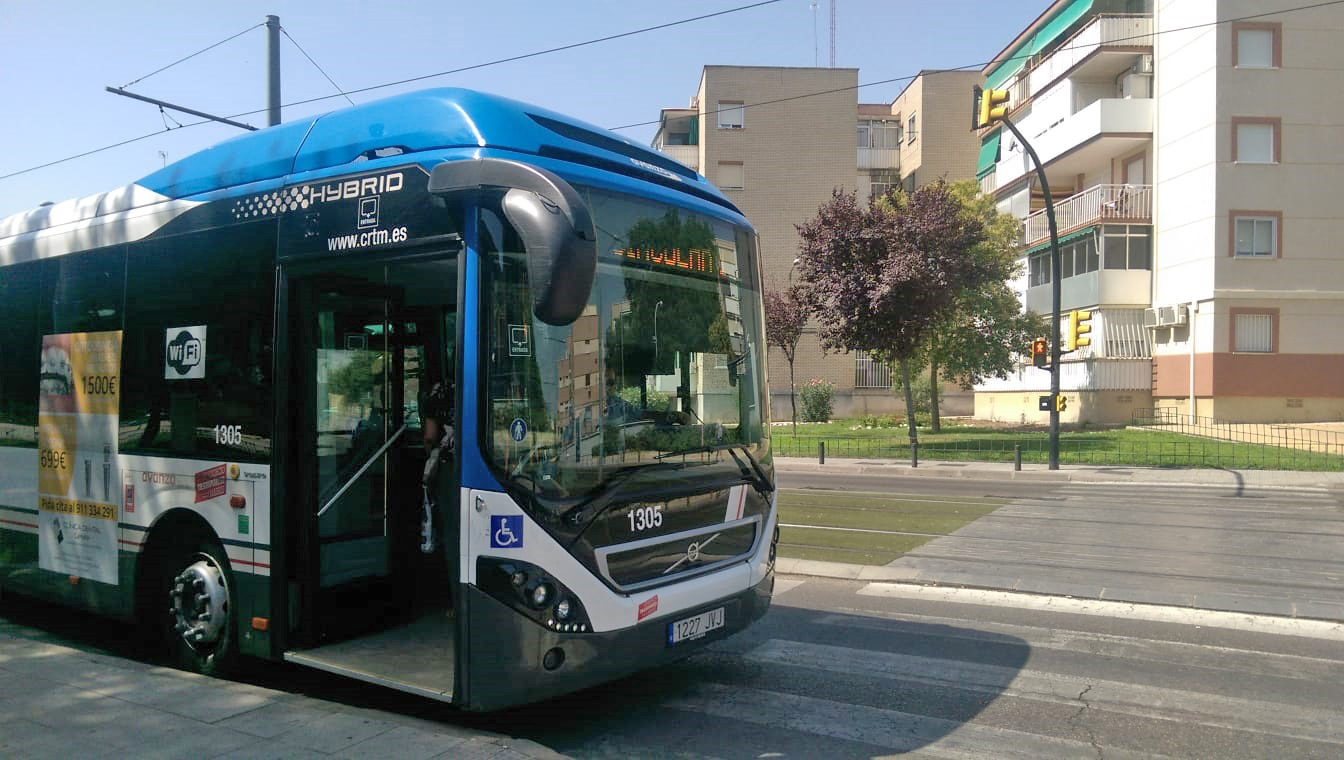
Autobús urbano circular de Parla con el nuevo diseño de 2018

Taxis
Cuenta con dos paradas de taxi situadas la primera en la calle Real al lado de la estación de Renfe y una segunda parada en centro comercial el Ferial.

## Economía
Datos socioeconómicos

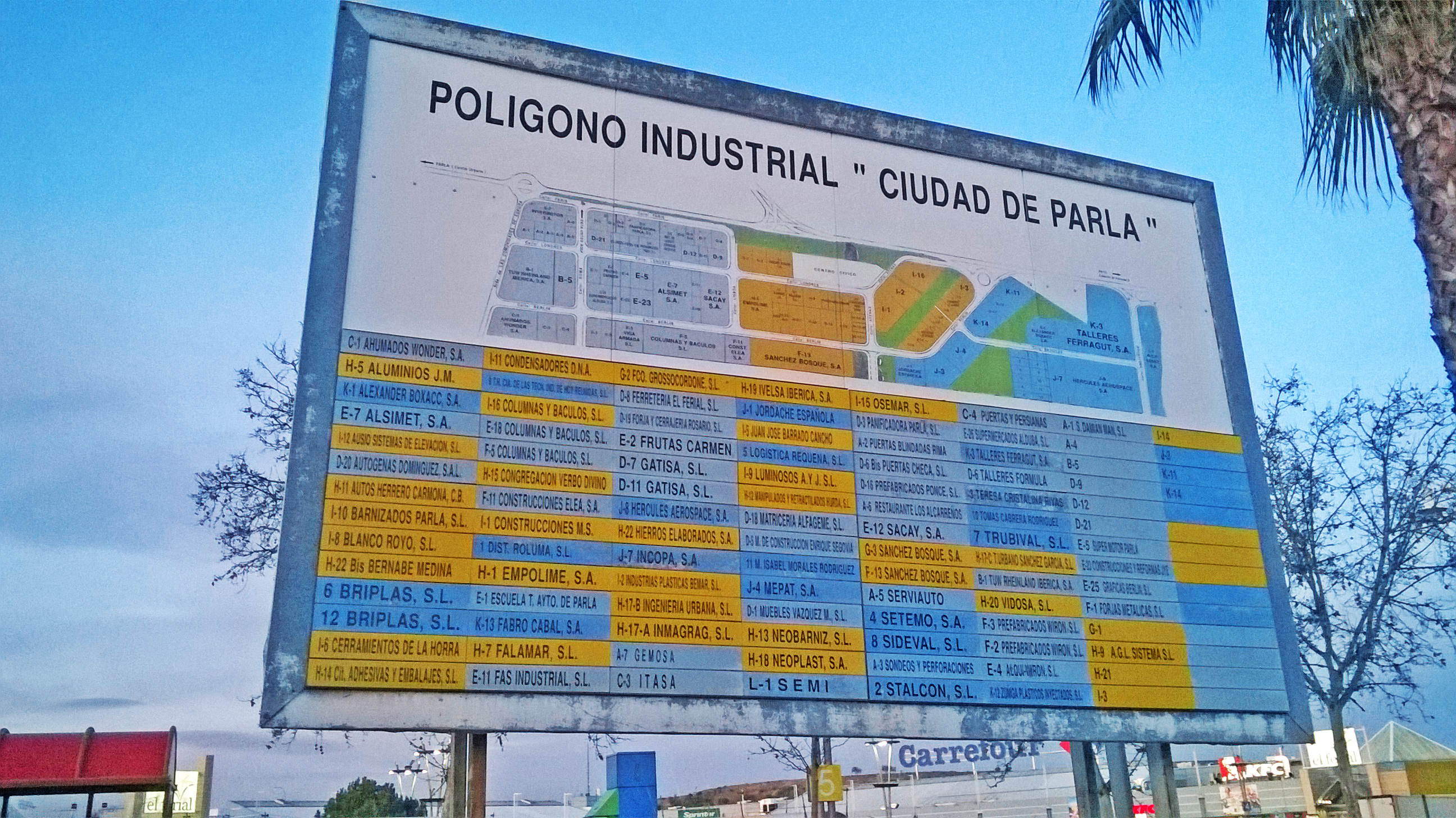
Cartel del polígono Ciudad de Parla

El sector primario comienza a ser marginal, con una superficie agraria dedicada casi exclusivamente a la labranza. La causa de esta situación de marginalidad se debe entre otros importantes motivos a la alta presión urbanística que padece el municipio, la cual va restando superficie agropecuaria rápidamente.
La población ocupada en el sector secundario o industrial supone un 27,5 % del total, concentrados en maquinaria industrial, alimentación y otras industrias manufactureras. La puesta en marcha del parque empresarial ha supuesto un impulso a estas áreas, a costa de la destrucción del entorno natural, en el cual se concentran numerosas especies animales y vegetales, así como hábitats irreemplazables (lagunas y arroyos estacionales, olivares y estepas cerealistas).
Dentro del sector servicios destacan el comercio al por menor, los servicios personales y la administración pública. Cabe señalar, que el comercio y la hostelería, representan las 3/5 partes del tejido productivo de Parla y está compuesto casi por entero por pequeñas y medianas empresas. En Parla, la renta per cápita asciende a 19 028,83 €.
En noviembre de 2010 se da el dato por la delegada del Gobierno y alcalde de Parla que dicha localidad está 19 puntos por encima de la media de la Comunidad de Madrid en seguridad ciudadana.
Zona industrial
El municipio parleño cuenta actualmente con 6 zonas industriales:
| Tipo                                            | Denominación                | Superficie |
| ----------------------------------------------- | --------------------------- | ---------- |
| Polígono industrial                             | Ciudad de Parla             |            |
| Polígono industrial                             | La Ermita Industrial        |            |
| Polígono industrial                             | Cerro del Rubal             |            |
| Polígono industrial                             | García Rivera / Buena vista |            |
| Polígono industrial                             | Los Borrachitos             |            |
| Parque empresarial Parque tecnológico comercial | Parla Progresa (Pau5)       |            |

Comercio

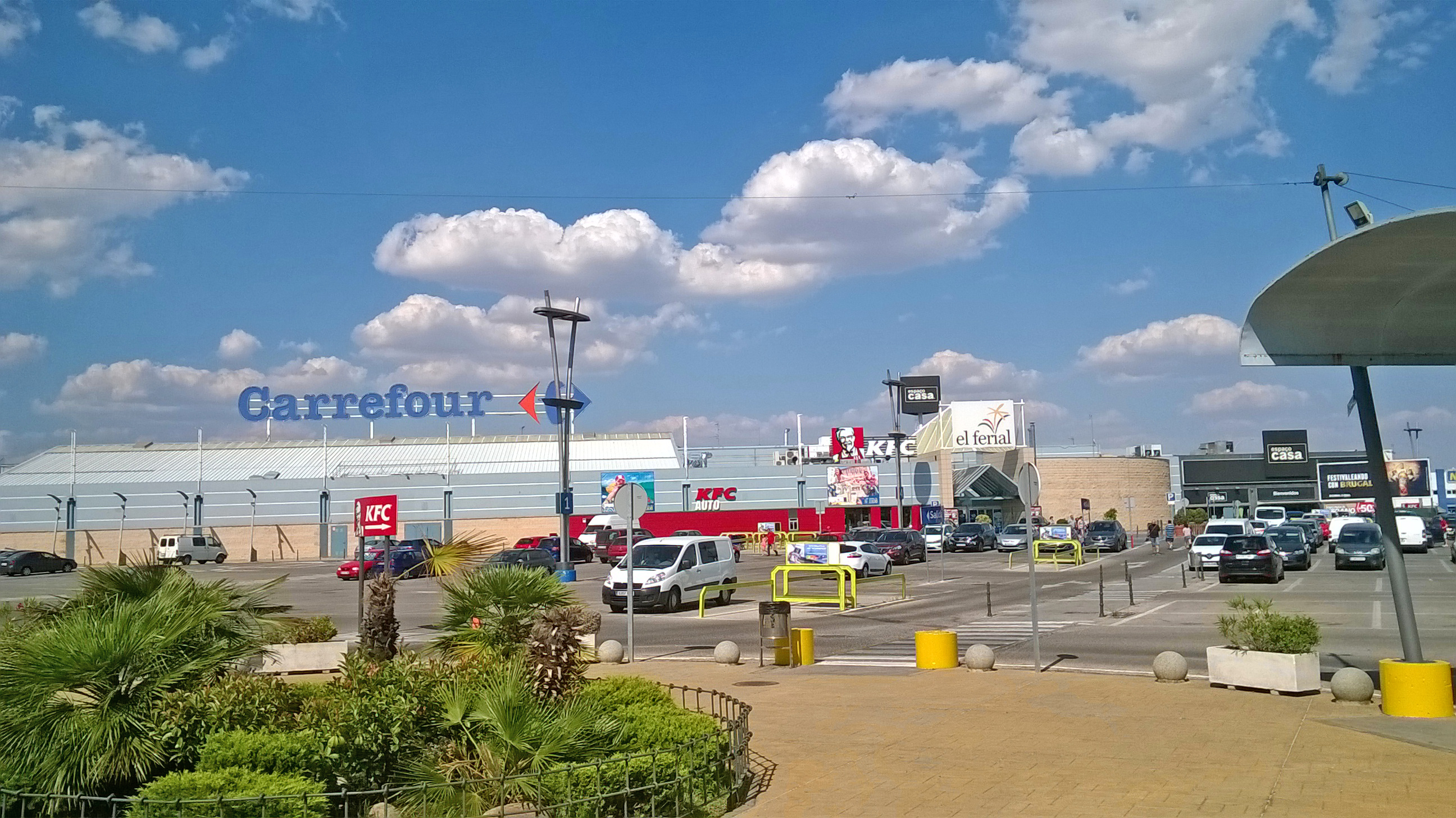
Centro comercial El Ferial

Parla cuenta con muchas tiendas situadas en el centro urbano y varios centros comerciales y de ocio por diversas zonas de la ciudad. En el centro de Parla, la zona con más tiendas y comercios es la calle Real y la calle Pinto, que atraviesa el municipio de norte a sur. Gran parte de estas calles es peatonal, lo que hace más cómodo el ir de compras a pie. Otra zona céntrica comercial es la calle Reina Victoria.
También existe los antiguos y tradicionales mercados de tipo galerías, destaca entre ellos el histórico y pequeño centro comercial Ranaher, que fue el primer edificio comercial de Parla. En dirección Fuentebella se encuentra el centro comercial Merca 2 Parla, construido en los años 80 por Mercasa, incluye un mercado tradicional, restaurantes, varias tiendas y una pista de patinaje esta última se sustituye en 1989 por un supermercado de la empresa Hiper Usera denominada Hiper Parla, actual Tucash perteneciente al grupo Ifa. En las afueras de Parla dirección Pinto, está El Ferial, inaugurado en 1995, por el Desarrollo Comercial de Parla, S.A. cuenta con un Continente que después pasaría a denominarse Carrefour, varios restaurantes, y tiendas de ropa. Y por último inaugurado en diciembre de 2009 por Frey Invest, el nuevo parque comercial Parla Natura, situado en el nuevo parque empresarial, al que se llega por la A42, cuenta con un Decathlon y con varias tiendas en un concepto comercial al aire libre. Se espera que estos 2 últimos centros comerciales se les realice una ampliación en un futuro próximo que ya esta bajo proyecto, al igual que se espera la construcción de un nuevo centro comercial aprobado en proyecto desde noviembre de 2011, estará situado en Parla Este y se dividirá en 2 zonas cultural y de ocio. Por otra parte existe el pequeño edificio Plaza Real, centro comercial que se enfoca en un concepto reducido y el edificio comercial El Olivo.
Evolución de la deuda viva
El concepto de deuda viva contempla solo las deudas con cajas y bancos relativas a créditos financieros, valores de renta fija y préstamos o créditos transferidos a terceros, excluyéndose, por tanto, la deuda comercial.
| Gráfica de evolución de la deuda viva del ayuntamiento entre 2008 y 2023                                |
| |
| Deuda viva del ayuntamiento en miles de euros según datos del Ministerio de Hacienda y Función Pública. |

## Símbolos
El escudo de armas oficial de Parla fue aprobado el 12 de noviembre de 1976 y es descrito en el lenguaje heráldico del modo siguiente:

Escudo partido. Primero,de sinople, una avutarda de oro manchada de sable. Segundo, de oro, tres fajas de sinople. Timbrado con la Corona Real de España.
Boletín Oficial del Estado nº 295 de 9 de diciembre de 1976.

Por su parte, la bandera de Parla es de color carmesí en cuyo centro se dispone el escudo oficial aprobada en 2016 ya que anteriormente la bandera no estaba registrada oficialmente por lo que había variaciones.

## Administración y política

### Gobierno municipal

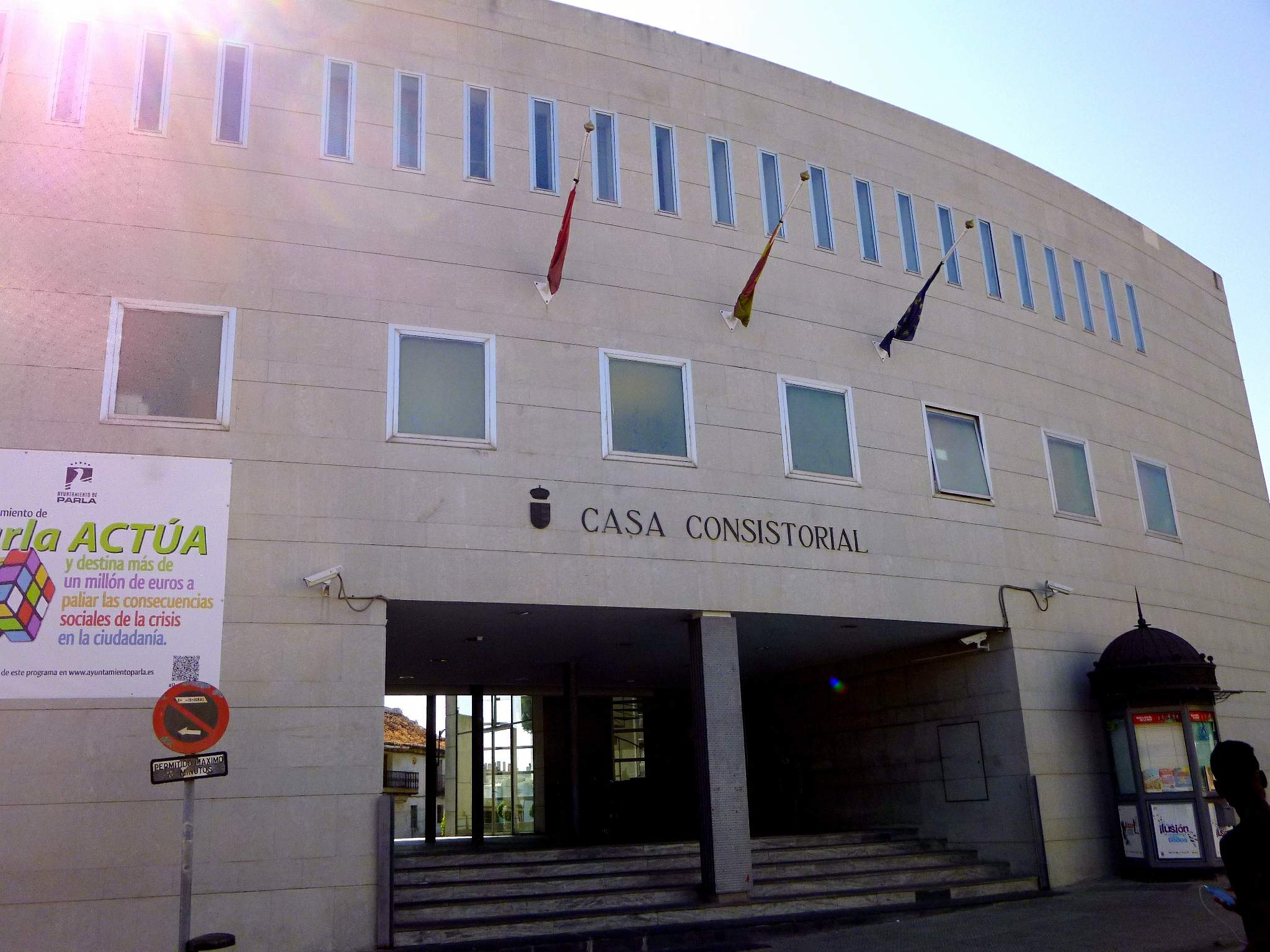
Ayuntamiento de Parla

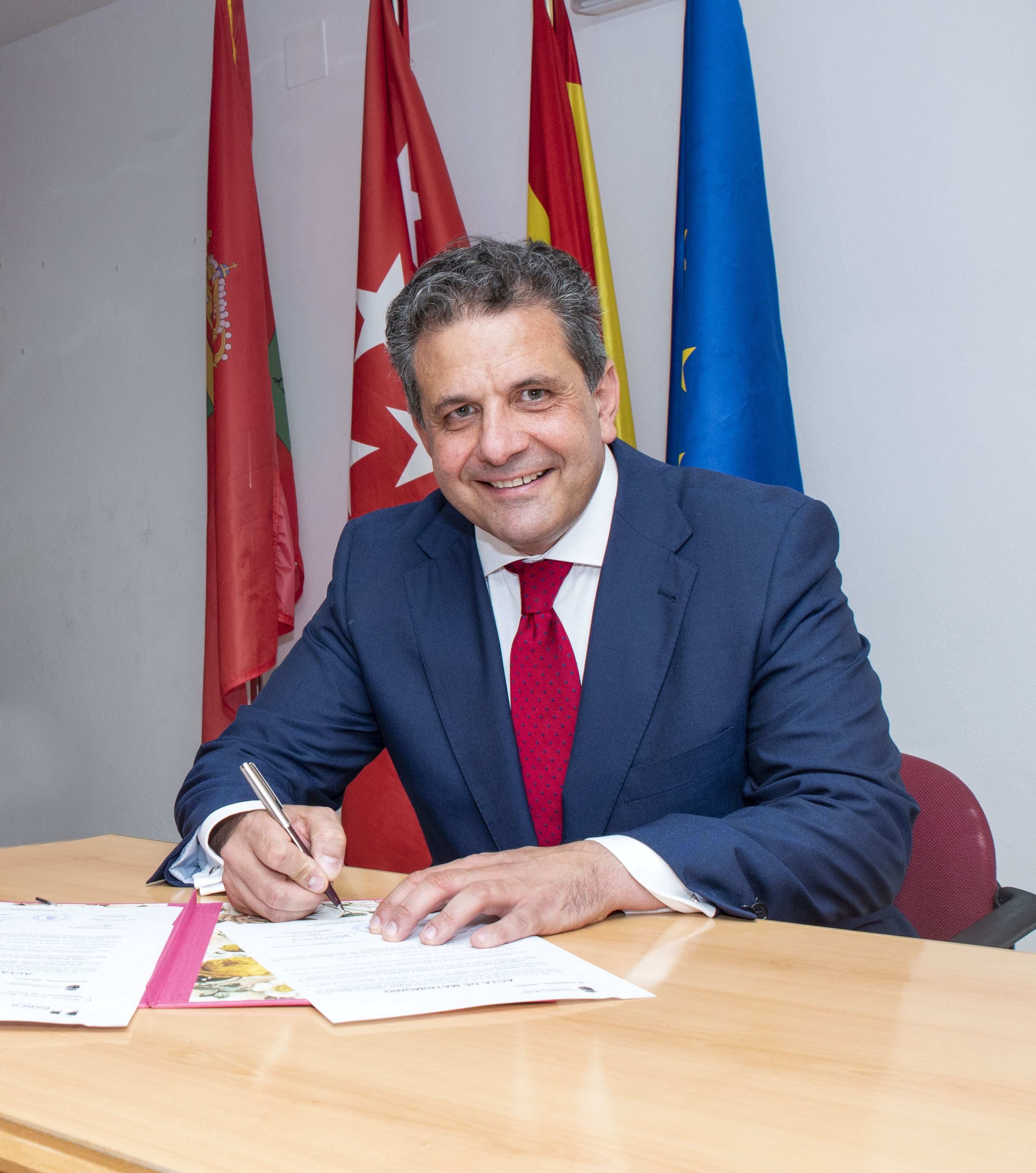
Ramón Jurado Rodríguez, alcalde de Parla desde 2019

En 1979 en las primeras elecciones de la constitución española, salió elegido Francisco González Fernández, del PSOE, como primer alcalde de Parla y en las siguientes elecciones celebradas en 1983 volvió a ser elegido. El siguiente alcalde de Parla elegido en 1987 fue Pedro Bermejo Martín del PSOE, el tercer alcalde del municipio fue José Manuel Ibáñez Méndez, elegido en 2 legislaturas consecutivas en 1991 y en 1995. En 1999 el siguiente alcalde sería Tomás Gómez Franco del PSOE que consiguió mayoría simple con el 41,17 % de los votos, y que en las siguientes elecciones del año 2003 logró la mayoría absoluta con el 75,35 % de los votos, llegando ser el alcalde más votado de España en municipios de más de 50 000 habitantes. En 2007 volvió a repetir como alcalde de Parla con un 74,43 % de los votos, pero en noviembre de 2008 tomara la decisión de abandonar la alcaldía, para centrarse en su cargo como secretario general de la federación madrileña del PSOE, siendo su sustituto José María Fraile, del Partido Socialista Obrero Español, que en las siguientes elecciones de 2011 sería elegido como alcalde. En 2014 José María Fraile fue sustituido por Beatriz Arceredillo Martín del PSOE que terminaría la legislatura en 2015. El motivo del cambio fue por la detención de Fraile en el marco de las investigaciones de corrupción en la Operación Púnica. Beatriz Arceredillo consiguió el bastón pese a que la mitad de su grupo no la votó.
Tras las Elecciones municipales de 2015 en Parla, el alcalde del municipio será Luis Martínez Hervás, del Partido Popular (PP). El Partido Popular consiguió la alcaldía al no haber acuerdo entre el resto de fuerzas antes de la investidura, por lo que Martínez Hervás se convirtió en alcalde al encabezar la lista más votada (con el 23,24 % y 7 concejales). Sin embargo, las cuatro principales fuerzas de la izquierda sumaron un 63,69 % de los votos y obtuvieron 20 concejales en conjunto. Con la investidura de Martínez Hervás, el PP se hizo con este municipio por primera vez en su historia y puso fin a 36 años seguidos de gobiernos del PSOE.
A partir de las elecciones municipales de 2019 en Parla, el alcalde del municipio es Ramón Jurado Rodríguez del (PSOE), partido que vuelve a recuperar la alcaldía en el municipio gracias al acuerdo con (UP) consiguiendo mayoría simple, y a la decisión de abstención de Mover Parla que tuvo la última palabra para elegir entre un gobierno del PSOE o del PP en el municipio. Ramón Jurado es hermano de Wilfredo Jurado, el que fuera concejal de Urbanismo en el primer gobierno de Tomás Gómez.
| Periodo   | Nombre              | Partido | Partido                                  |
| --------- | ------------------- | ------- | ---------------------------------------- |
| 1979–1987 | Francisco González  |         | Partido Socialista Obrero Español (PSOE) |
| 1987–1991 | Pedro Bermejo       |         | Partido Socialista Obrero Español (PSOE) |
| 1991–1999 | José Manuel Ibáñez  |         | Partido Socialista Obrero Español (PSOE) |
| 1999–2008 | Tomás Gómez         |         | Partido Socialista Obrero Español (PSOE) |
| 2008–2014 | José María Fraile   |         | Partido Socialista Obrero Español (PSOE) |
| 2014–2015 | Beatriz Arceredillo |         | Partido Socialista Obrero Español (PSOE) |
| 2015–2019 | Luis Martínez       |         | Partido Popular (PP)                     |
| 2019-act. | Ramón Jurado        |         | Partido Socialista Obrero Español (PSOE) |

Los partidos políticos más importantes a nivel ámbito local son el PSOE, el PP y partidos de izquierda como IU.
| Partido político                           | 2023  | 2023   | 2023       | 2019  | 2019   | 2019       | 2015  | 2015   | 2015       | 2011  | 2011   | 2011       | 2007  | 2007   | 2007       |
| Partido político                           | %     | Votos  | Concejales | %     | Votos  | Concejales | %     | Votos  | Concejales | %     | Votos  | Concejales | %     | Votos  | Concejales |
| Partido Socialista Obrero Español (PSOE)   | 37,89 | 18 500 | 11         | 29,01 | 13 159 | 9          | 16,07 | 7560   | 5          | 37,14 | 17 274 | 11         | 74,43 | 29 281 | 20         |
| Partido Popular (PP)                       | 30,55 | 14 919 | 9          | 19,05 | 8643   | 5          | 23,24 | 10 935 | 7          | 37,09 | 17 252 | 11         | 16,61 | 6534   | 4          |
| Vox                                        | 11,97 | 5848   | 3          | 10,57 | 4796   | 3          | 1,54  | 723    | 0          | —     | —      | —          | —     | —      | —          |
| Más Madrid                                 | 7,45  | 3640   | 2          | 4,92  | 2222   | 0          | —     | —      | —          | —     | —      | —          | —     | —      | —          |
| Podemos-Izquierda Unida-Los Verdes (IU-LV) | 7,03  | 3433   | 2          | 14,87 | 6746   | 4          | 9,63  | 4531   | 3          | 14,34 | 6671   | 4          | 6,15  | 2421   | 1          |
| Ciudadanos (CS)                            | 1,76  | 860    | 0          | 13,05 | 5919   | 4          | —     | —      | —          | —     | —      | —          | —     | —      | —          |
| Mover Parla                                | —     | —      | —          | 6,42  | 2912   | 2          | 19,4  | 9131   | 6          | —     | —      | —          | —     | —      | —          |
| Cambiemos Parla                            | —     | —      | —          | —     | —      | —          | 18,59 | 8746   | 6          | —     | —      | —          | —     | —      | —          |
| Unión Progreso y Democracia (UPyD)         | —     | —      | —          | —     | —      | —          | 4,48  | 2277   | 0          | 5,52  | 2568   | 1          | —     | —      | —          |

Parla se caracteriza por tener una población mayoritariamente obrera, debido a esto los partidos políticos de izquierda han sido más influyentes en la política local, siendo el PSOE el partido más destacado. Forma parte del conocido como «cinturón rojo» de la Comunidad de Madrid. 
El Ayuntamiento de Parla se divide en las siguientes concejalías:
- Concejalía de Presidencia

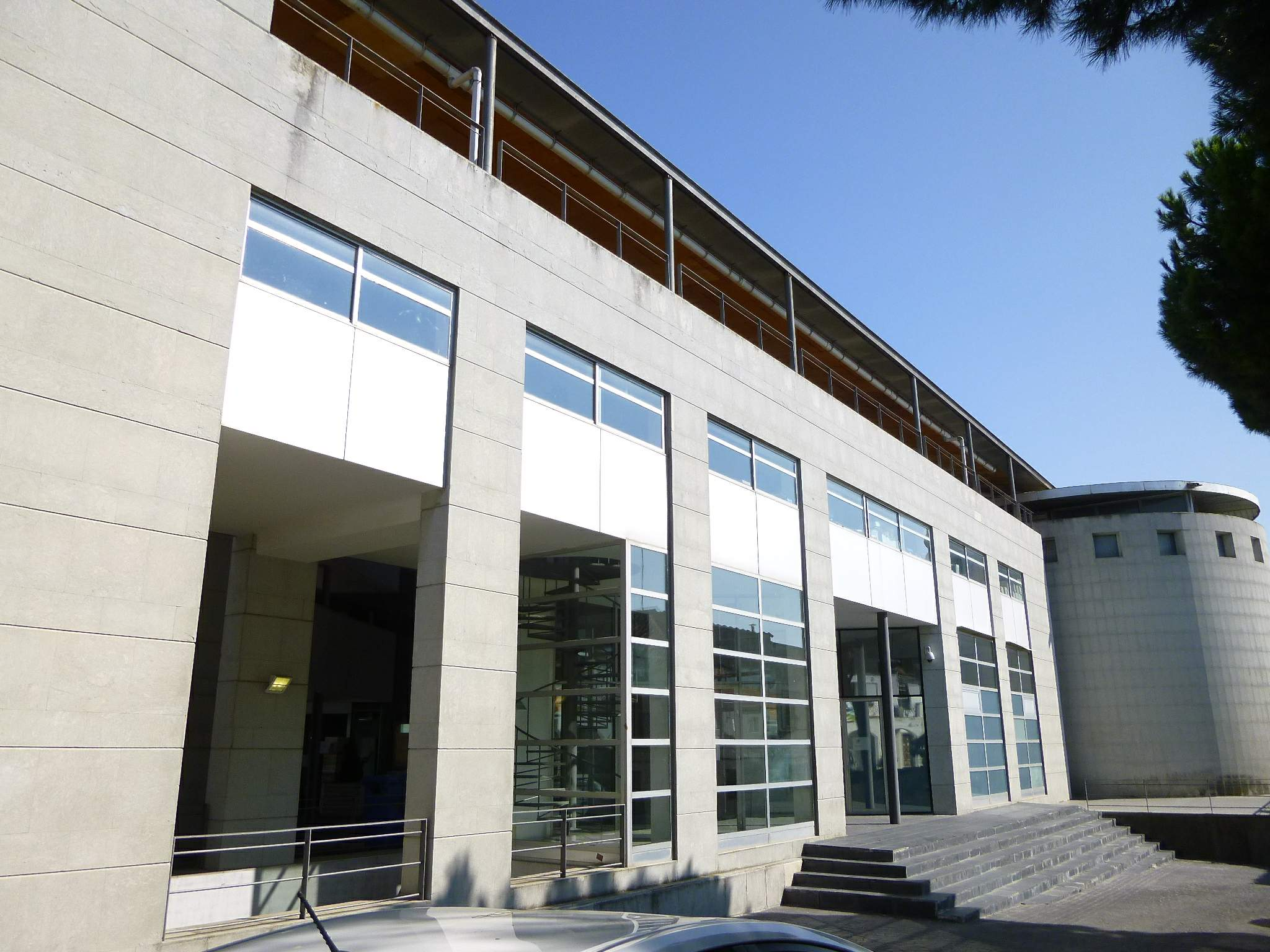
El nuevo edificio del Ayuntamiento de Parla fue inaugurado en 1992

- Concejalía de Hacienda y Patrimonio
- Concejalía de Seguridad Ciudadana
- Concejalía de Recursos Humanos
- Concejalía de Servicios Sociales
- Concejalía de Mujer
- Concejalía de Infancia
- Concejalía de Tercera Edad
- Concejalía de Cooperación Internacional
- Concejalía de Áreas Territoriales
- Concejalía de Obras
- Concejalía de Medio Ambiente
- Concejalía de Transportes
- Concejalía de Planificación Urbanística y Desarrollo Industrial y Local
- Concejalía de Empleo y Formación
- Concejalía de Consumo, Comercio y Actividades
- Concejalía de Juventud
- Concejalía de Educación
- Concejalía de Deportes
- Concejalía de Cultura
- Concejalía de Sanidad
- Concejalía de Servicios Generales

### Premios

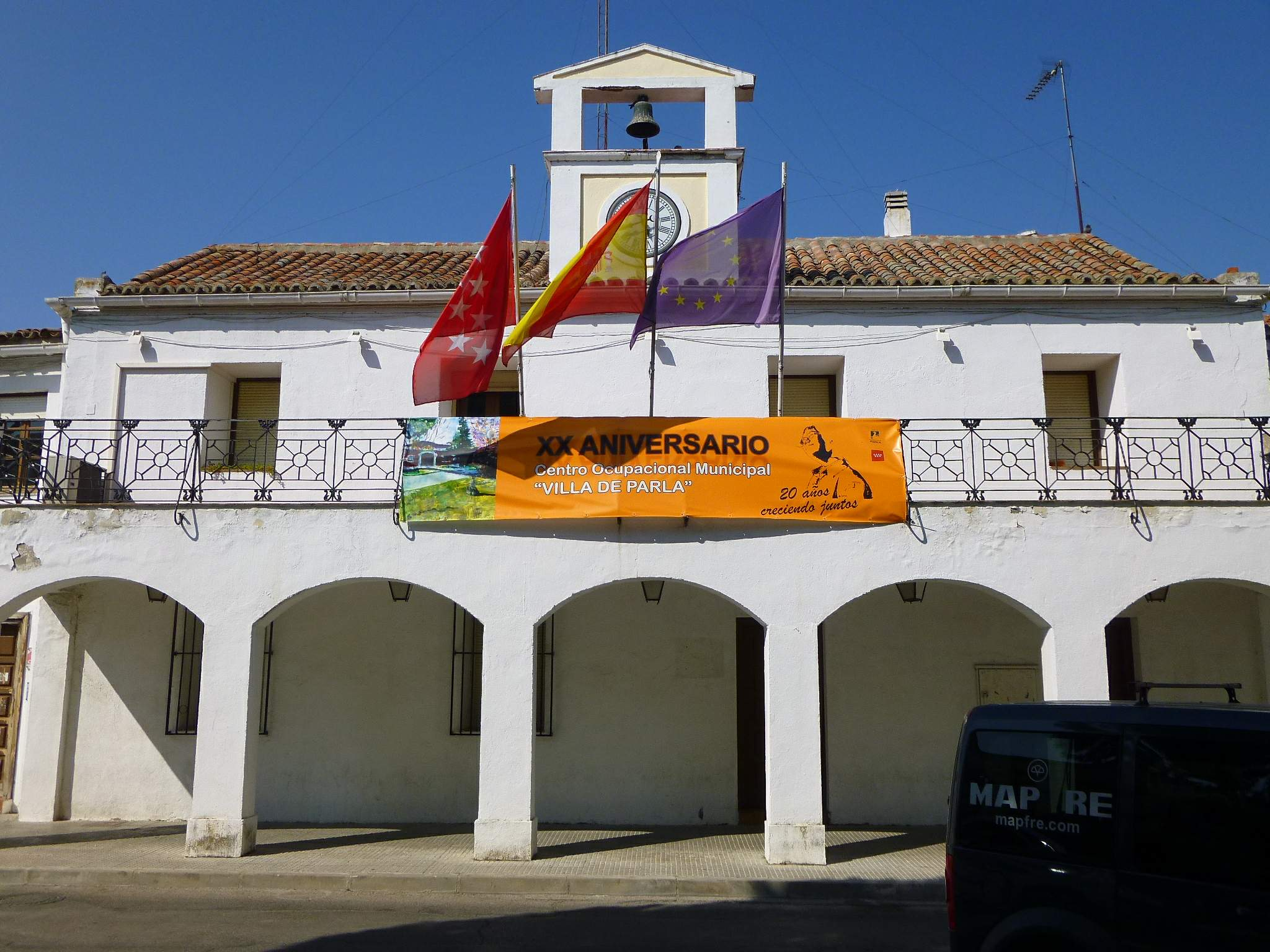
La casa consistorial, antiguo Ayuntamiento de Parla

- En 1992 A la nueva casa constitucional se le otorgó el Premio Nacional de Arquitectura.[63]

- En 2006 el parque jardín botánico (Museo del Bonsái) es el ganador del Premio Alhambra.[64]

- En 2008 el parque del Universo (parque de Parla-Este) ha sido el proyecto ganador del premio Alhambra.[65]

- En 2012 Parla recibe el Premio Ciudad Digital de Google. (ciudades cuyas pymes son más activas en Internet).[66]

- En 2018 se le otorga a Parla su primera Pajarita Azul,[67] y en 2019 la segunda (premio a la gestión del Ayuntamiento en el reciclaje de papel y cartón).[68]

- En 2018, 2019 y 2020, premio Visión Zero DGT (municipios que han conseguido el objetivo de cero víctimas mortales en accidentes de tráfico).[69]

Premios a las concejalías
El ayuntamiento de Parla ha recibido varios premios, otorgados a las diferentes concejalías. 
- A la concejalía de Sanidad por el funcionamiento del Hospital Infanta Cristina.[70]

- A la concejalía Seguridad ciudadana en noviembre de 2010 se da el dato por la delegada del Gobierno y alcalde de Parla que dicha localidad está 19 puntos por encima de la media de la Comunidad de Madrid en seguridad ciudadana.[cita requerida]

- A la concejalía de Transporte por el funcionamiento y eficacia del Tranvía de Parla.[cita requerida]

- A la concejalía de Obras por la construcción de 17 000 viviendas en Parla Este.[cita requerida]

### Organización territorial

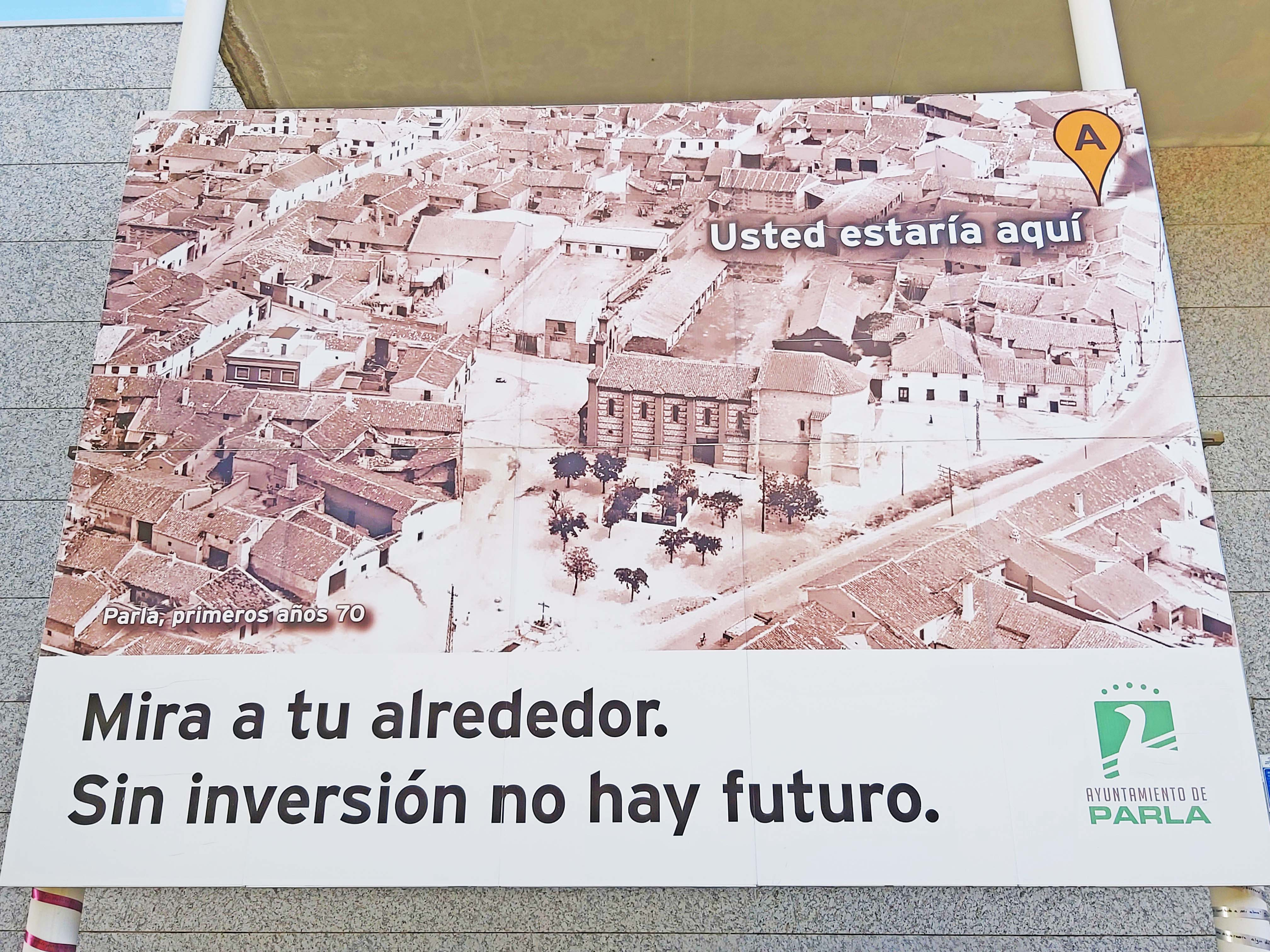
Parla aproximadamente en los años 1970

Los consejos de barrio son órganos de descentralización administrativa, donde se impulsa la participación ciudadana en el que tienen cabida los asuntos de cada barrio.
Parla está dividida en cuatro consejos de barrio, con ello se pretende aproximar la administración a la ciudadanía. Son espacios de encuentro entre los ciudadanos y la Administración local, sirviendo de órganos de consulta y participación en los asuntos de barrio y locales.

## Equipamientos y servicios

### Educación
En Parla hay 22 guarderías (9 públicas y 13 privadas), 22 colegios públicos de educación infantil y primaria, 1 colegio de educación especial, 8 institutos de educación secundaria y 3 colegios privado-concertados (con y sin concierto), uno de ellos católico.
Centros educativos
Colegios
| Nombre del centro escolar                    | Idioma     |
| -------------------------------------------- | ---------- |
| CP Antonio Machado                           | Castellano |
| CP Ciudad de Mérida (antes Francisco Franco) | Castellano |
| CP Ciudad de Parla                           | Castellano |
| CP Clara Campoamor                           | Castellano |
| CP Gerardo Diego                             | Castellano |
| CP Julián Besteiro                           | Castellano |
| CP La Paloma (antes 31 de Octubre)           | Castellano |
| CP Los lagos                                 | Castellano |
| CP Luis Vives                                | Castellano |
| CP María Moliner                             | Castellano |
| CP Miguel Delibes                            | Castellano |
| CP Miguel Hernández                          | Castellano |
| CP Pablo Picasso                             | Castellano |
| CP Rosa Luxemburgo                           | Castellano |
| CP Rosa Montero                              | Castellano |
| CP Seneca                                    | Castellano |
| CP Virgen del Carmen                         | Castellano |
| CP Magerit (antes Carrero Blanco)            | Bilingüe   |
| CP Giner de los Ríos                         | Bilingüe   |
| CP José Hierro                               | Bilingüe   |
| CP Madre Teresa de Calcuta                   | Bilingüe   |
| CP Blas de Lezo                              | Bilingüe   |
| CPEE María Montessori (Educación especial)   | Castellano |
| Colegios privados/concertados                |            |
| Colegio privado Aquila                       | Bilingüe   |
| Colegio privado Torrente Ballester           | Bilingüe   |
| Colegio privado (católico) Juan Pablo II     | Bilingüe   |

Institutos
| Nombre del centro escolar                               | Idioma     |
| ------------------------------------------------------- | ---------- |
| IES El Olivo                                            | Castellano |
| IES Enrique Tierno Galván                               | Castellano |
| IES Humanejos (Módulo dos antes CP Miguel de Cervantes) | Bilingüe   |
| IES Las Américas (antes C.P Lope de Vega)               | Castellano |
| IES La Laguna                                           | Castellano |
| IES Manuel Elkin Patarroyo                              | Castellano |
| IES Narcis Monturiol (Módulo dos antes CP Antonio Gala) | Bilingüe   |
| IES Nicolás Copérnico (antes Jimena Menéndez Pidal).    | Bilingüe   |

Formación
- Centro de adultos (antiguo colegio Ramón y Cajal).

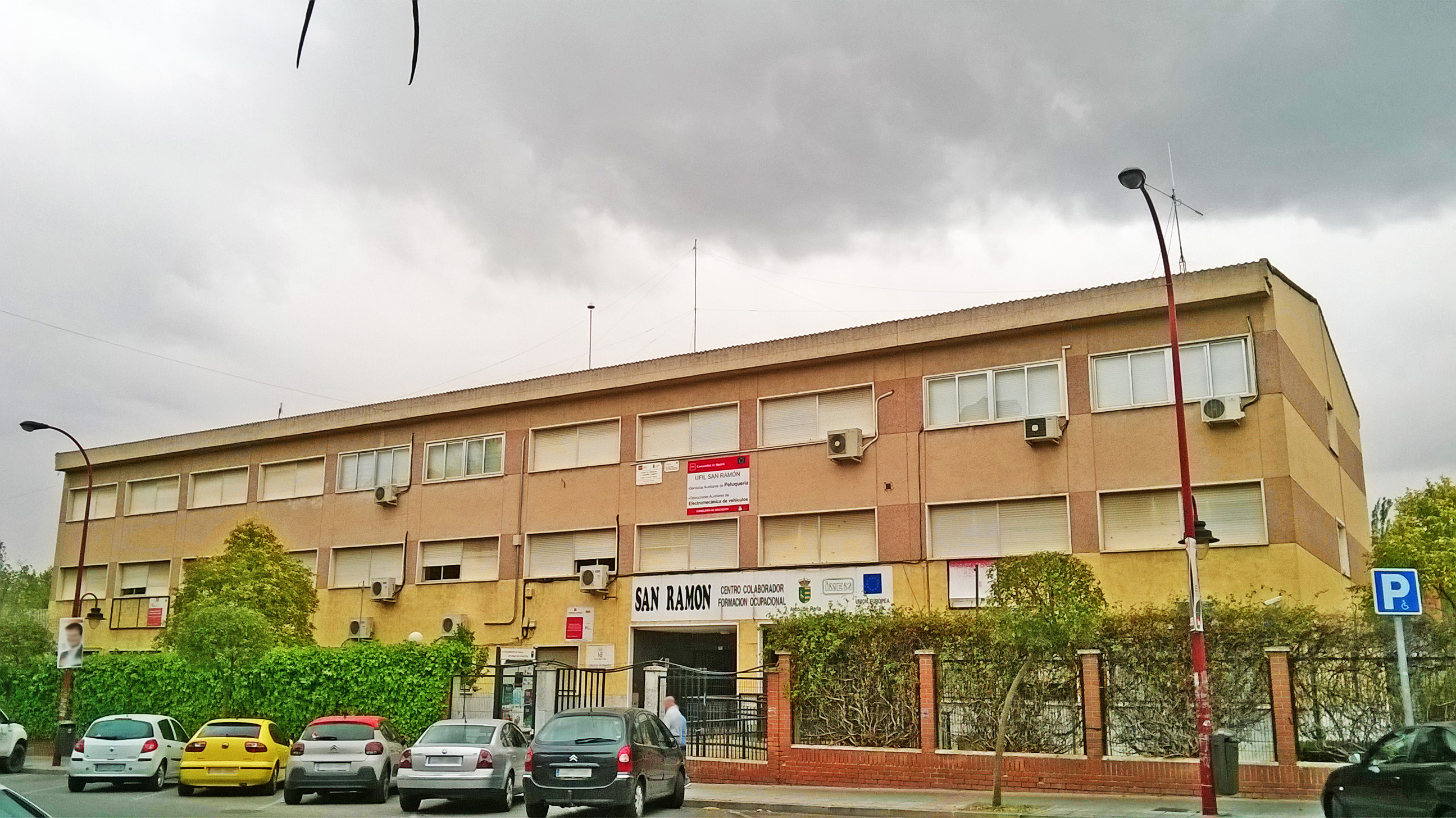
San Ramón centro de formación

- San Ramón Centro de formación y cursos (antiguo colegio San Ramón)
- Escuela de idiomas (antiguo colegio Vicente Alexandre)
- Centro de la UNED Javier Tusell (antiguo colegio Pío XII)
- Centro de formación municipal Nave Rosa. Se centra en formación de cerrajería, carpintería, soldadura y aluminio'
- Escuelas en formación emergencias Villa de Parla (antigua perrera municipal) en la avenida de Juan Carlos I

Universidad Nacional de Educación a Distancia
Parla es sede administrativa del Centro Asociado Madrid Sur de la UNED, integrado en el Campus Sureste. La presencia en Parla se remonta al curso 1984-85. En marzo de 2011 quedó constituido el Centro Asociado Madrid Sur, con Aulas Universitarias en los distintos municipios de Alcorcón, Fuenlabrada, Getafe, Leganés, Móstoles, Parla, Pinto y Valdemoro. La oferta formativa de la UNED se encuentra repartida entre los distintos Aulas, y la dirección administrativa y sede en Parla (centro Javier Tusell, calle Pintor Rosales s/n). El Centro Asociado Madrid Sur cuenta en la actualidad con más de 8000 alumnos matriculados, estando más de 500 matriculados en Parla.[cita requerida]
La oferta formativa de Parla es la siguiente: Acceso a la universidad para mayores de 25 y 45 años, Grado en Psicología, Grado en Educación Social, Grado en Pedagogía, Enseñanza de idiomas (CUID): Inglés y UNED Sénior. La UNED se encuentra en la primera planta y dispone de 9 aulas distribuidas en dos pasillos, aseos (femenino, masculino y minusválidos), la sala de reuniones, el salón de actos con capacidad para 80-90 personas, una sala de lectura con capacidad para 50-60 puestos, un despacho de tutores y los despachos para el personal de administración y servicios y la dirección del centro.
En la planta baja existen cuatro despachos intercomunicados desde los que se lleva a cabo el programa de orientación para el empleo y asistencia para el autoempleo (OPEA) dirigido a demandantes de empleo y subvencionado por la Comunidad de Madrid, y puesto en marcha el curso pasado a iniciativa del centro asociado de la UNED en Madrid.

### Sanidad

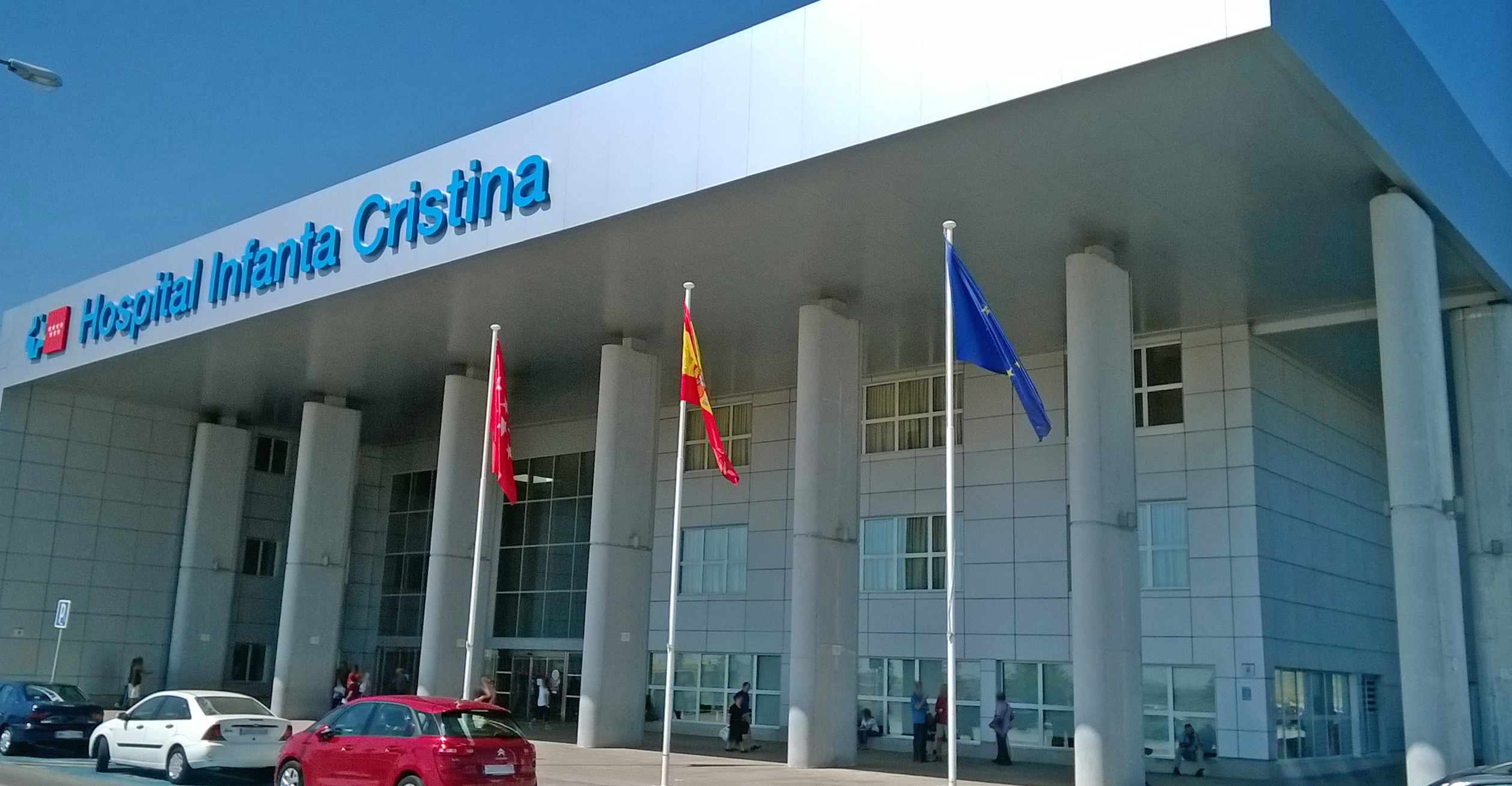
Hospital Infanta Cristina

El municipio se encuentra ubicado en el Área 10 del mapa sanitario de la Comunidad de Madrid. El Hospital Infanta Cristina, situado en el sur del término municipal, es el centro médico de referencia. Existen también cuatro centros de salud públicos.
| Centro hospitalario o de salud | Tipo    | Dirección                                     | Teléfono                  |
| ------------------------------ | ------- | --------------------------------------------- | ------------------------- |
| Hospital Infanta Cristina      | Público | Avenida 9 de junio, n.º 2 CP 28980 Parla      | 911 913 104 - 911 913 000 |
| CS Isabel II                   | Público | C/ Isabel II, s/n, CP 28982 Parla             | 916 982 236 - 916 982 405 |
| CS San Blas                    | Público | C/ San Blas, 24, CP 28981 Parla               | 916 996 694 - 916 996 887 |
| CS Pintores                    | Público | C/ Cuenca, s/n - prolongación, CP 28981 Parla | 916 054 898 - 916 054 912 |
| CS Las Américas                | Público | Avda. de las Américas, 6, CP 28983 Parla      | 916 644 197               |
| Fuente: Ayuntamiento de Parla  |         |                                               |                           |

Por otro lado también cuenta con otros servicios de salud como:
- Centro de la Cruz Roja
- AFA Parla, centro de día terapéutico, ubicado la calle de Jericó
- Asociación de Esclerosis Múltiple de Parla (APADEM) ubicado en la calle de Jericó
- Asociación de personas sordas en la calle de la Presa
- Atención temprana para menores con discapacidad Adempa en la calle de la Villa Verde posterior
- Centro de salud contra el alcoholismo en la calle de Ataulfo Argenta
- Centro de atención integral a las drogodependencias (CAID) en la calle Humanes posterior
- Centro de salud mental en la calle de Pablo Sorozábal

### Centro de mayores
- Centro de día Ilunium, ubicado en la calle Felipe II
- Centro de día José Luis San pedro, ubicado en la calle Pinto, enfrente de la parroquia de la Paz
- Centro de día Solyvida (Vitalia), ubicado en la calle Fernando III El Santo
- Centro de día Nuestra Señora de la Soledad, ubicado al lado de la ermita
- Hogar del jubilado, ubicado en la calle Humanes (anteriormente fue una de las escuelas nacionales del siglo pasado)

### Justicia y seguridad ciudadana
Parla cuenta con un edificio de Juzgados, construido a principios de los años 2000 que vino a sustituir los antiguos locales de los Juzgados, para unificarlos en un solo punto, también integra el registro civil. Respecto a la seguridad ciudadana, Parla cuenta con la comisaría de Policía Nacional (patrulla montada), además de la nueva comisaría municipal que integra dentro de sus instalaciones tanto a policía local como al programa BESCAM de la Comunidad de Madrid, Protección Civil y Guardia Civil (Intervención de Armas y Explosivos) que anteriormente se ubicaban en el antiguo cuartel ya desaparecido. El municipio también cuenta con un nuevo parque de Bomberos construido en 2014 que sustituye a las antiguas instalaciones construidas en 1978. Por otro lado Parla cuenta con cámaras de seguridad en las calles y radares por diferentes puntos de la ciudad.

### Otros servicios municipales
- Centro de servicios sociales, Oficina Municipal de Información al Consumidor (OMIC) y Agencia Municipal de Empleo, ubicado en la calle de Ramón y Cajal.

- Oficina Municipal de Gestión Tributaria (OMGT), en la calle de Severo Ochoa

- Centro Ocupacional Villa de Parla, ubicado en la avenida de las Américas

- Centro de Iniciativas Empresariales del Ayuntamiento de Parla ubicado en la avenida del Leguario

- Oficina de empleo ubicada en la calle de Carolina Coronado

- Oficina Servicio de Atención al Ciudadano (SAC), ubicada en Parla Este

- Centro de políticas sociales y familia, en la calle de Juan Carlos I (antiguas instalaciones de los bomberos) y complementándose en la calle de Laura Esquivel

- Gabinete de comunicación y prensa en el antiguo ayuntamiento, parte de arriba zona derecha

- Unidad de Protección a Infancia y Familia (UPIF), en la calle de Alcorcón posterior

- Centro de protección animal, en la calle de Bruselas

- Cementerio municipal y tanatorio, en la avenida de Juan Carlos I

- Registro de la Propiedad y Oficina Liquidadora, en la calle de San Antón

- Oficinas de Correos en la calle de Alfonso XIII, calle de San Antón y calle de la estrella Antares

- Oficinas de la Concejalía de la Igualdad, detrás del centro de salud San Blas

- Puntos limpios en la avenida de Ronda y la calle de Bruselas

## Patrimonio

### Arquitectura

#### Arquitectura religiosa
Iglesia de Nuestra señora de la Asunción
También conocida como iglesia vieja, data del siglo XVI y fue reconstruida a lo largo del siglo XX se encuentra ubicada en el centro de Parla.
Ermita de Nuestra Señora de la Soledad
Su construcción comenzó en el siglo XVI, más tarde a mediados del siglo XVII fue reconstruida por el arquitecto Bartolomé Hurtado García.
En la arquitectura religiosa el municipio ha contado con diferentes infraestructuras de diferentes épocas, en la actualidad tanto la iglesia de Nuestra señora de la Asunción como la ermita de Nuestra Señora de la Soledad, son las dos únicas edificaciones religiosas que se conservan de los siglos pasados, consideradas como parte del patrimonio histórico de Parla, formando parte de los edificios más antiguos que hay en pie, pues muchos de estas construcciones desaparecieron a lo largo de la historia, como las más antiguas la iglesia de Santa María de Parla que fue sustituida por la actual de Nuestra Señora de la Asunción y la desaparecida iglesia gótico-mudéjar de Humanejos ubicada en el antiguo asentamiento de Humanejos, que hoy día forma parte del municipio parleño, además de las ermitas de «Nuestra Señora de la Concepción y de Santa Ana» construida alrededor de finales del siglo XVI en el camino real hacia Madrid y desaparecida tras la guerra de sucesión, la de «San Roque» construida a comienzos del siglo XVII situada al final de la calle que lleva su nombre al pago de los barriales junto a las eras de San Roque y la de «Nuestra Señora de la Purificación y San Sebastián», construida a finales del siglo XVI, situada a la entrada del camino real hacia Toledo, en las proximidades de la dehesa boyal y el arroyo, al límite de Parla con Humanejos, desapareció al igual que la de San Roque durante la guerra de la independencia. Anterior a estas ermitas existió en el límite entre Parla y Pinto una ermita compartida entre los dos municipios, desaparecida por problemas burocráticos. Por otro lado se construyeron entre la década de los años 1970 y 1990 tres nuevas iglesias en Parla, la primera denominada como parroquia de Nuestra Señora de la Paz, le siguió la parroquia de Cristo Liberador y la tercera la parroquia de los Santos Justo y pastor. Mientras que a comienzo de la década de los años 2000 se construyen las parroquias de «San Fráncico de Sales» y la parroquia de «San Bernardo», formando todas ellas el arciprestazgo de Parla.

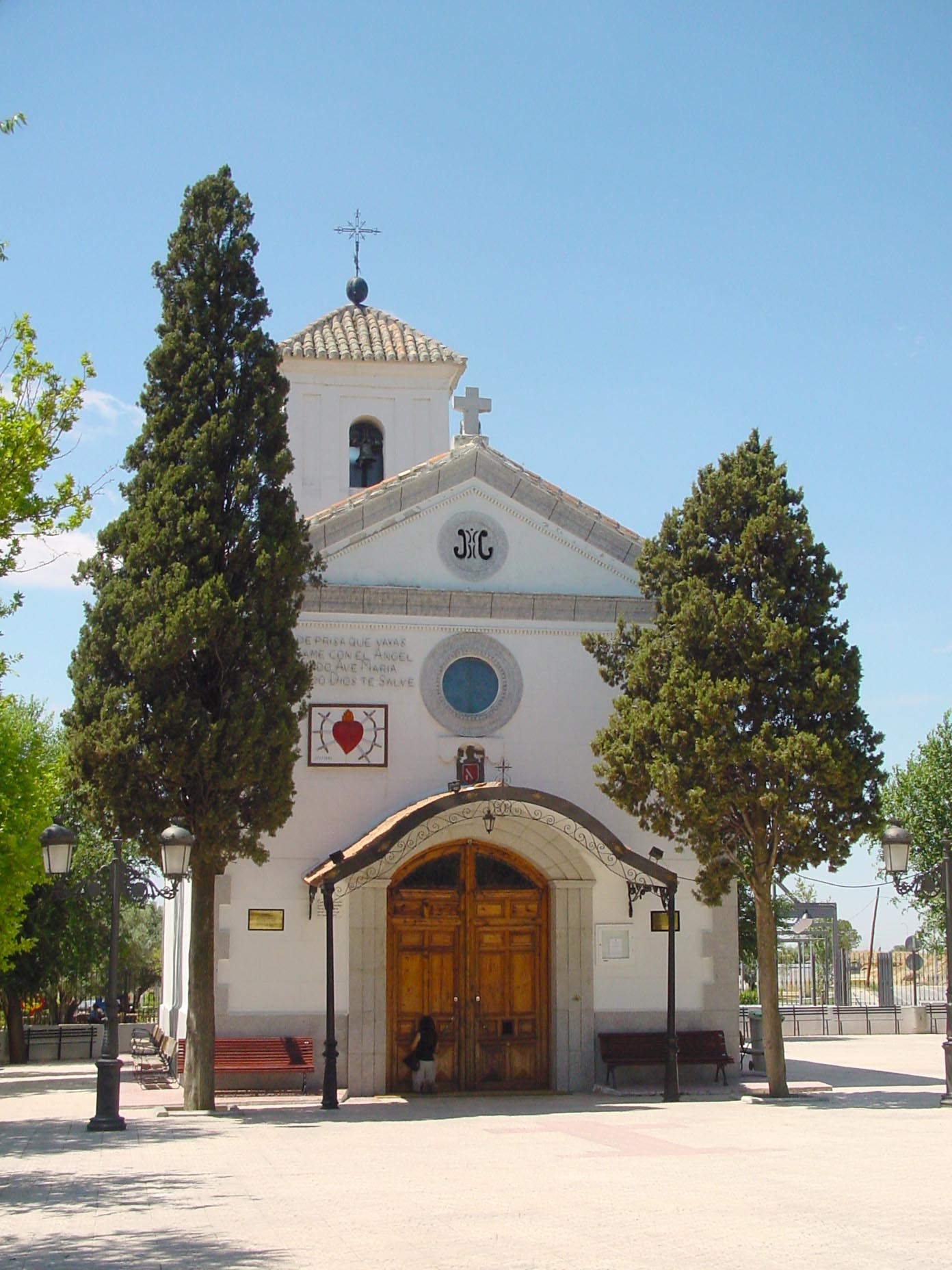
La Ermita de Nuestra Señora de la Soledad construida por Bartolomé Hurtado García
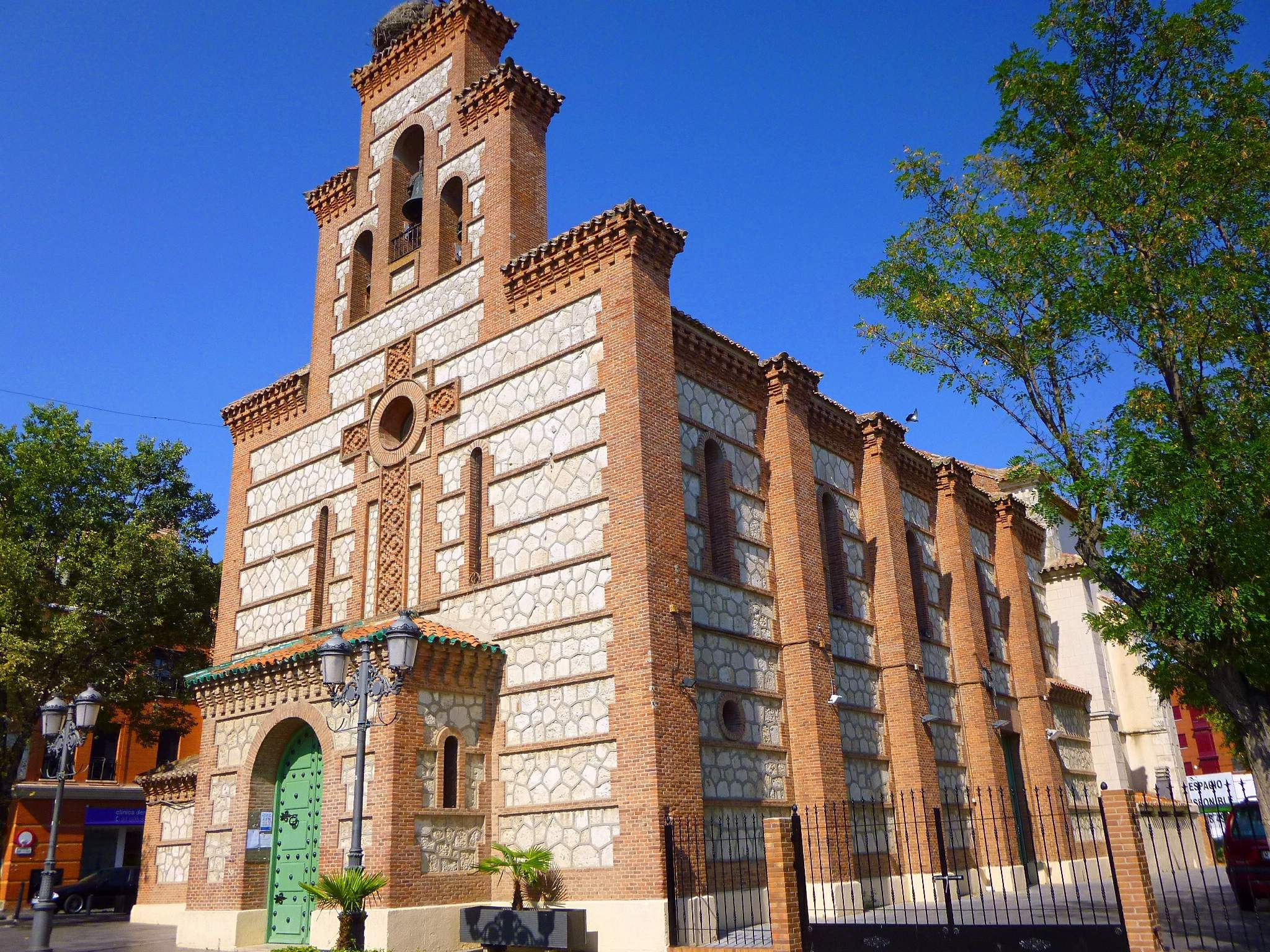
Iglesia de Nuestra Señora de la Asunción, más conocida como la «iglesia Vieja» por ser la más antigua del municipio que queda en pie
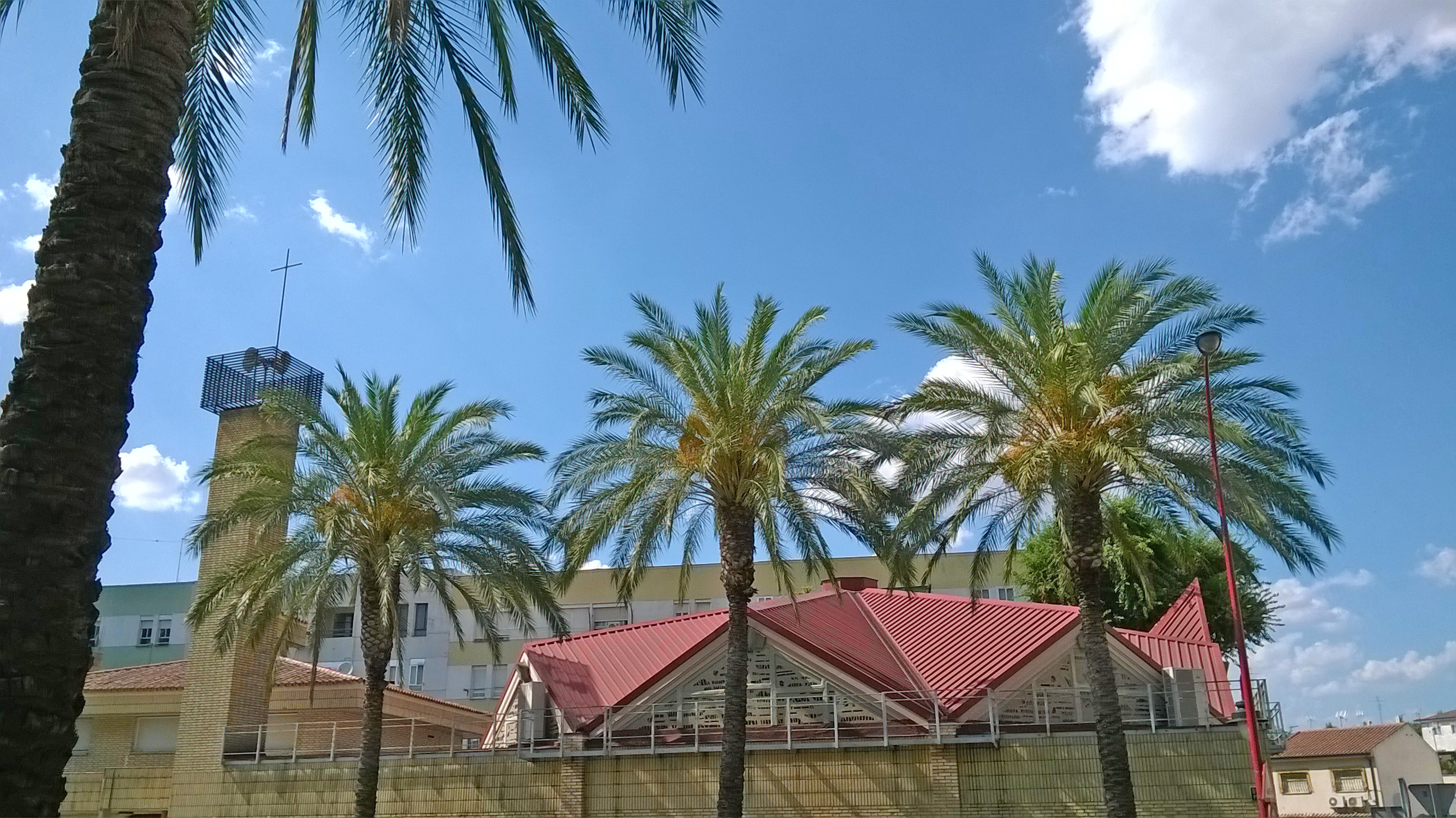
Parroquia de Nuestra Señora de la Paz
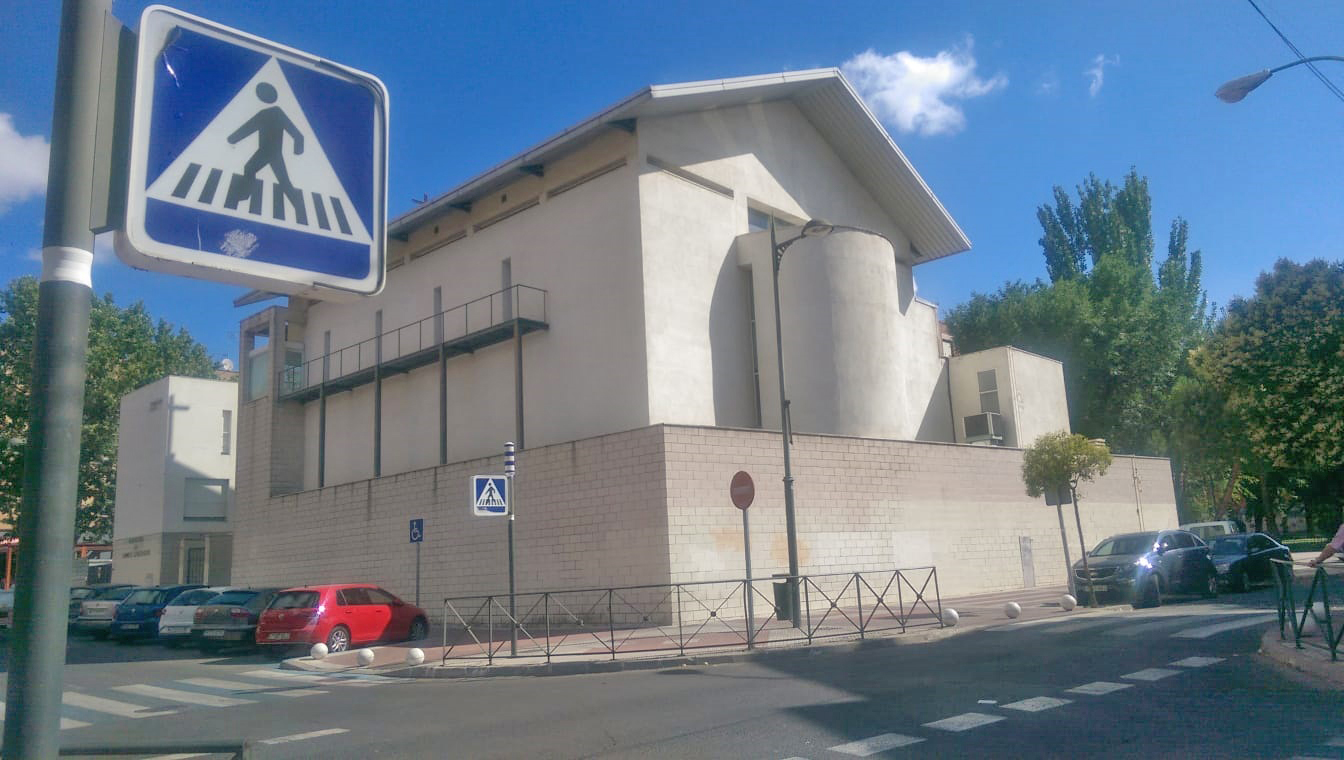
Parroquia Cristo Liberador
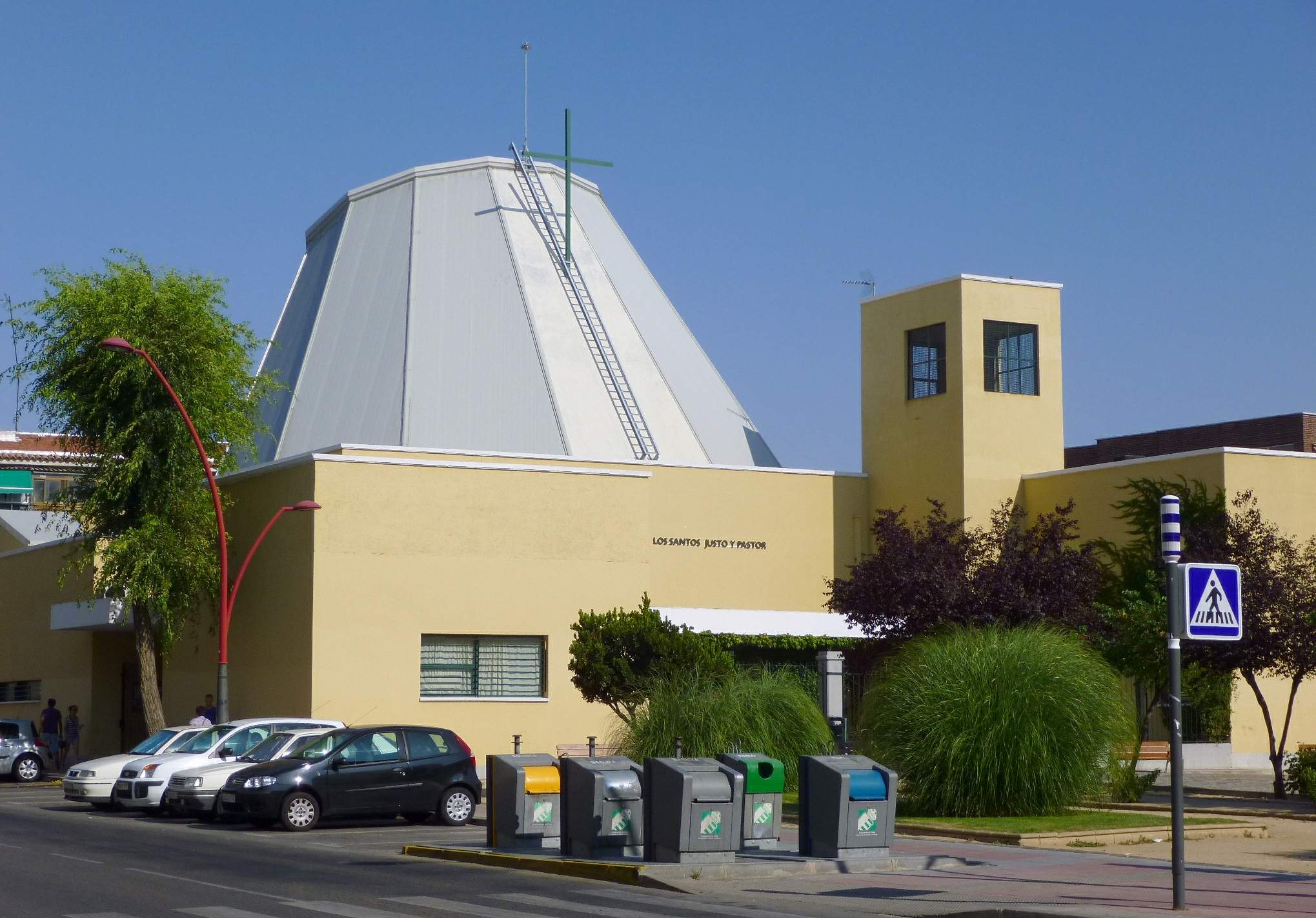
Parroquia de los Santos Justo y Pastor. Fue construida bajo el antiguo cementerio de Parla

#### Arquitectura civil
Antigua casa consistorial
Se reconstruyó a comienzos del siglo XX, se encuentra ubicado en la plaza de la Constitución, antiguamente llamada plaza Mayor. Al lado izquierdo se encuentra la nueva sede del ayuntamiento o casa consistorial, se inauguró a principios de los 1990 siendo alcalde José Manuel Ibáñez, un edificio que consiguió el Premio Nacional de Arquitectura, y al lado derecho se encuentra la casa de Bartolomé Hurtado.
Casa Grande de Bartolomé Hurtado
Ubicada en la plaza de la Constitución número 6. Es una de las casas más antiguas de Parla se construyó en el siglo XVII (entre 1665 y 1670), tiene más de 930 metros cuadrados, conocida como casa grande. Su dueño, el Arquitecto Real Bartolomé Hurtado García, la construyó con el objetivo de pasar grandes temporadas de descanso en ella. Tras la muerte del arquitecto, en septiembre de 1698, la casa fue heredada por uno de sus hijos, Agustín Hurtado Beloso, que según el testamento debía mantenerla y conservar el escudo del Arquitecto Real hasta su muerte y después pasaría a manos de la hermandad de Nuestra Señora de la Soledad. Con el paso de los años la casa fue adquirida por diferentes propietarios. En el año 2005 la Dirección General de Patrimonio aprueba cofinanciar la rehabilitación de la casa que se encuentra en proyecto de restauración, el cual recuperara su ladrillo toledano y piedra, recuperando su estética original, el edificio prevé que será utilizado como museo arqueológico de Parla.
Antigua Tahona-Casa horno
En la plaza de la constitución además de los dos edificios del ayuntamiento, y la casa de Bartolomé Hurtado, se encuentra otra casa protegida por su antigüedad, situada en el número 3, pues costa que puede ser aproximadamente del siglo XVII, de la misma época que la de Bartolomé, incluso podría ser el mismo el arquitecto que la diseño, pues en el libro Arquitectura y Desarrollo Urbano de Madrid Zona Sur, (Tomo XII), se menciona que ambas casas podrían haber formado un mismo inmueble y que con el paso de los años se dividiría en varias partes. Siendo una construcción que originalmente contaba con dos plantas con balcones y estaba realizada en ladrillo toledano, posteriormente se enfosco y se pintó de blanco como paso en la mayoría de las casa del casco antiguo del municipio, en el siglo XX fue utilizada como Tahona, la cual contaba con un gran horno para la fabricación de pan, magdalenas, bollería y productos típicos artesanales que suministraban a todo el municipio de ahí que popularmente se le conozca como casa horno, aunque en los últimos años se le denomino como panificadora Bello. Lindando por la parte de atrás, se encontraba la antigua casa hospital de Santa María y San Bartolomé (ya desaparecida). Se ha planteado rehabilitar dicha casa y darle, algún servicio municipal como podría ser convertirla en biblioteca.
Antigua escuela de la villa de Parla Lope de Vega
También conocida por su diminutivo «La Villa» ya que en origen recibieron el nombre de «Escuelas de la villa de Parla: Lope de Vega», fue construida a principios del siglo XX, cuando Balbino Bermejo era alcalde de Parla. El edificio contaba con dos módulos con aulas divididas para niños y niñas, aseos y despacho para el profesorado. Su estilo se fundamenta en el denominado arte Toledano, consta de un soportal sujeto por varias columnas de madera, pensado para proteger de la lluvia y dos chimeneas a lo alto para calentar las aulas, en los laterales del edificio se encontraban las puertas de acceso a las diferentes aulas, en el año 1941 el edificio sufrió una rehabilitación para reparar los daños que se habían producido tras la Guerra Civil. Era la principal de las antiguas escuelas nacionales locales de la época, que se agrupaban en las entonces existentes en la calle de San Roque, callejón de los Hoyos, Rubical, Fuentebella y Villa Juventus, entre otras. Durante los últimos años del siglo XX fue la biblioteca municipal de Parla, hasta que en el año 2000 se convirtió en Centro de Formación y Representación de las Artes Escénicas (conocido como Laboratorio Escena Sur). Cada año acoge la representación del popular Belén Viviente, está situada en la plaza de la Guardia Civil. Finalizando el año 2022 después de un proceso de restauración del edificio, pasa a ser utilizado como sala de exposiciones y eventos, el cual se ha denominado la sala interior de las antiguas escuelas como centro cultural Almudena Grandes, además de remodelar todo su entorno pasa a ser peatonal.

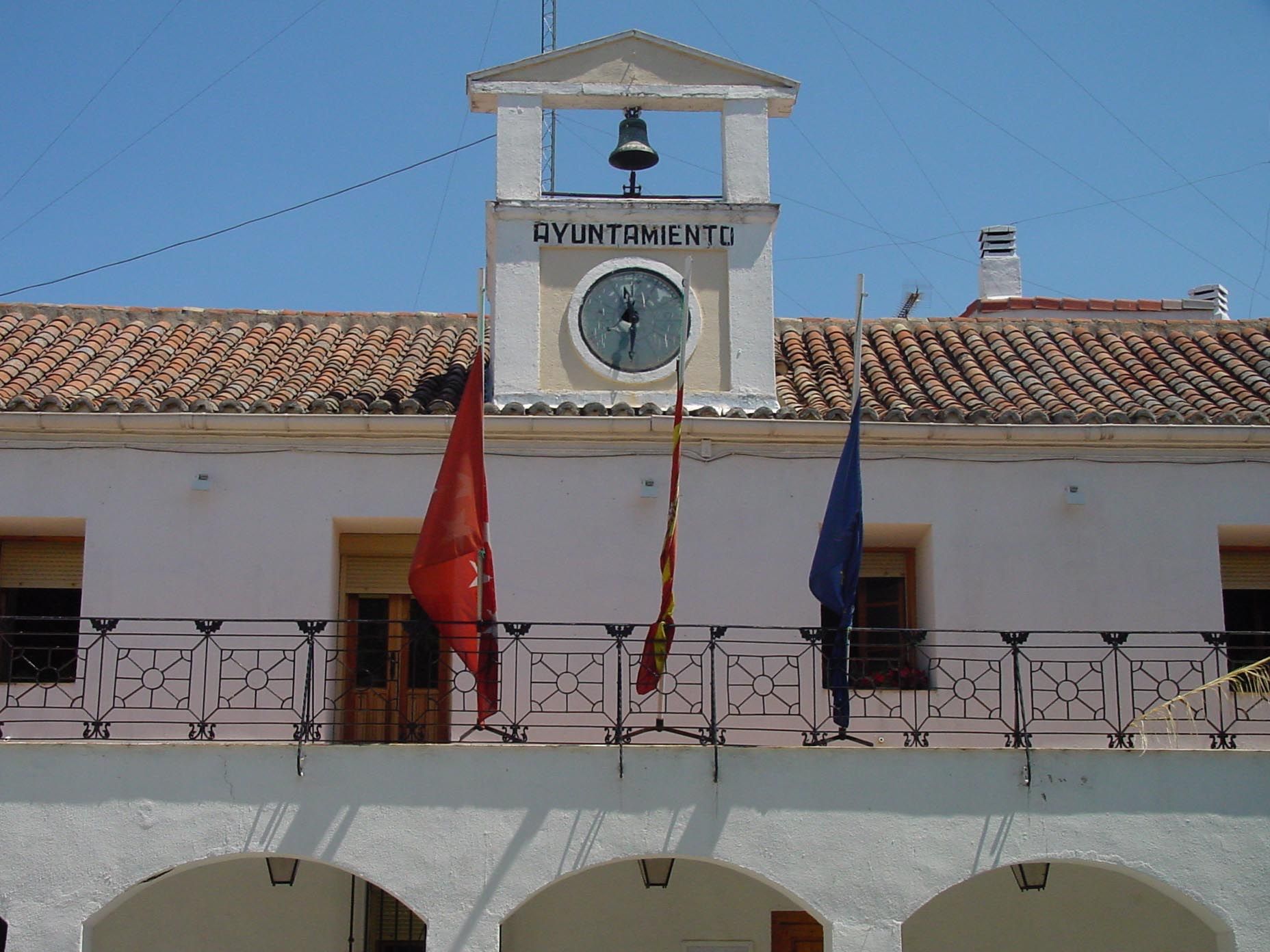
Viejo ayuntamiento con las banderas de España, Europa y comunidad de Madrid
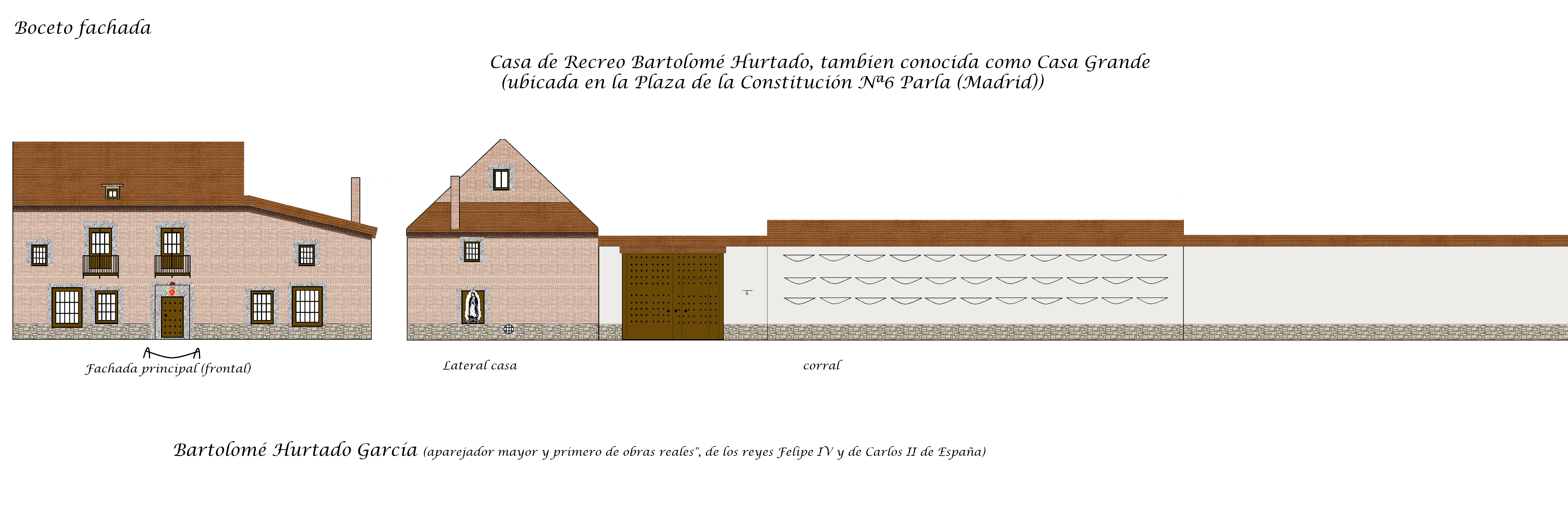
Casa Grande de Bartolomé Hurtado boceto de como era su estado original de ladrillo
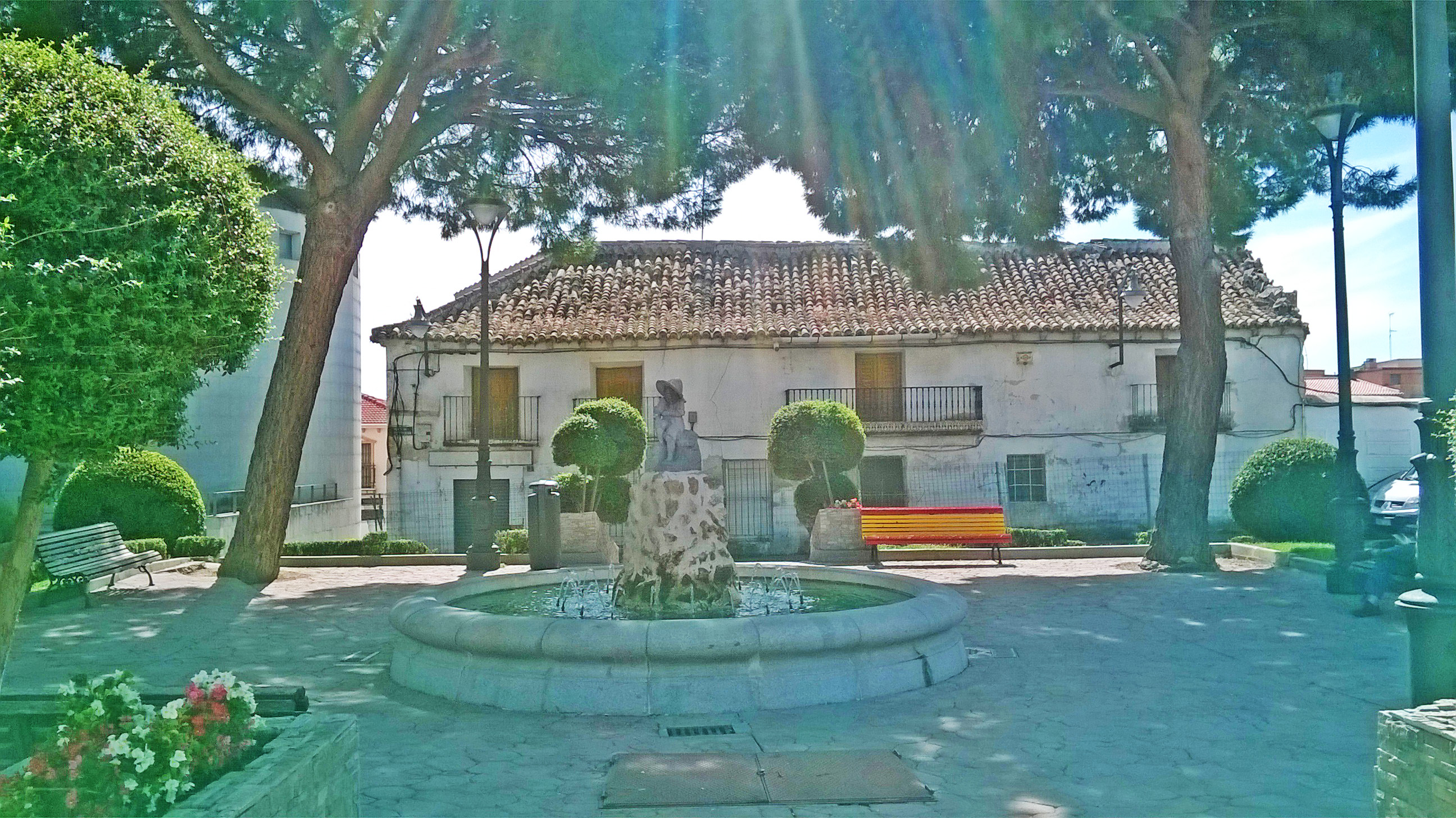
Antigua casa horno, en la plaza de la Constitución. En el centro de la plaza se ubica la fuente del pescador, obra del escultor Paco Lara
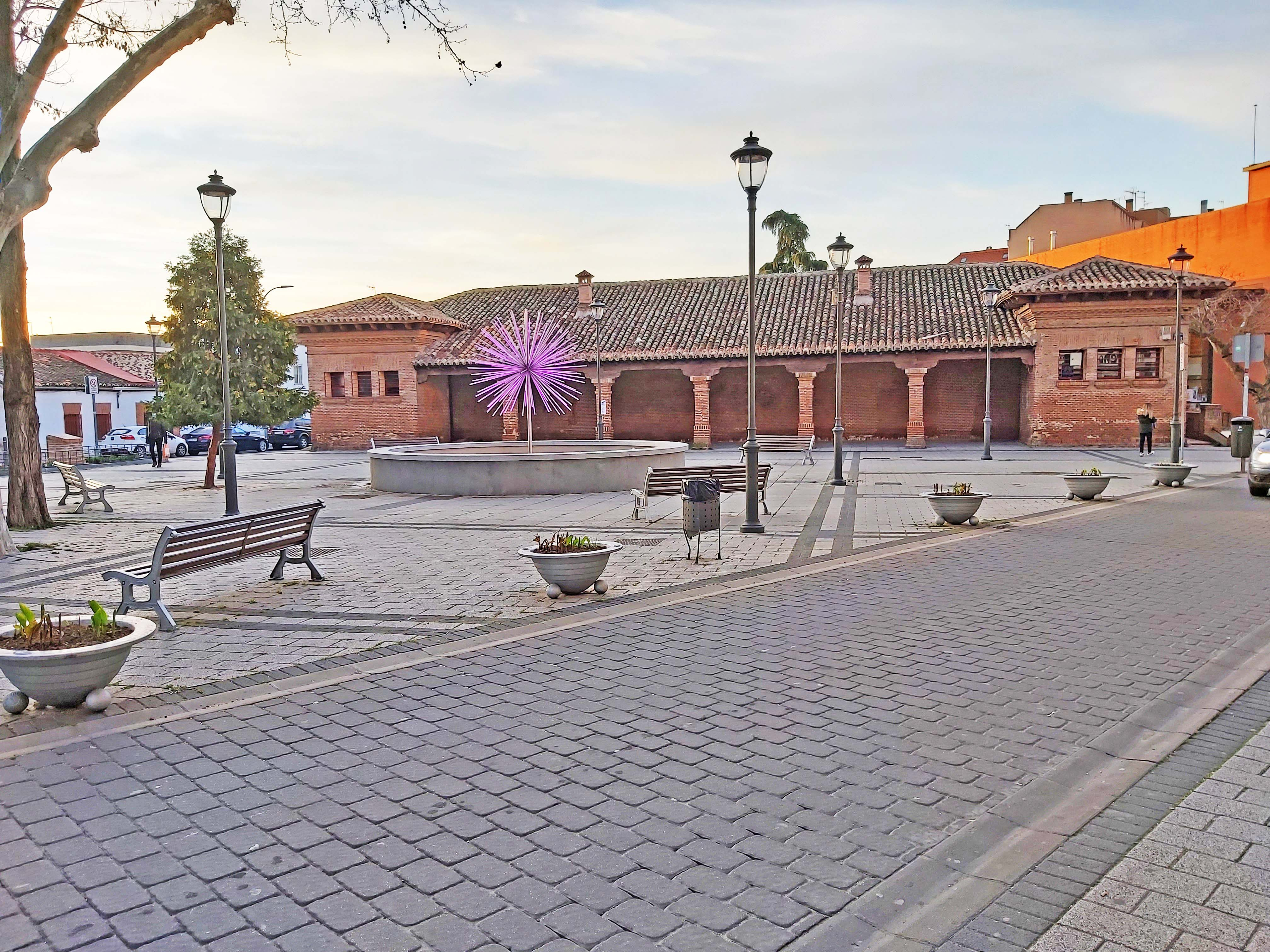
En la plaza de la Guardia Civil anteriormente denominada como plaza de los enanos, se ubica la antigua escuela de Parla

### Escultura urbana
En Parla existente diferentes esculturas urbanas, ubicadas en diferentes espacios de la vía urbana, plazas, parques e incluso algunas forman un conjunto arquitectónico con fuentes, otras se ubican en rotondas, aunque las más destacables a nivel histórico cultural son: 
Monumento del Calvario y vía crucis
Representación de la crucifixión de Cristo, formado por un conjunto de figuras en color blanco (las tres Marías, un soldado romano y tres cruces grandes realizadas en piedra donde la cruz central tiene una figura de Jesucristo y las laterales a los dos ladrones crucificados), dentro de un recinto vallado ajardinado, donde también se encuentra el escudo de Bartolomé Hurtado García. El monumento del calvario es acompañado en conjunto por un vía crucis, formado por un recorrido que empieza desde la entrada de la ermita de nuestra Señora de la Soledad, denominado como las catorce estaciones, realizado con unas cruces iguales a las que tiene el monumento pero más pequeñas, y cada una con un grabado circular, representado las diferentes escenas del calvario, siendo el monumento la representación de la Duodécima estación. Se construyó en 1962 en sustitución del antiguo calvario del siglo XIX que consistía en un conjunto arquitectónico con tres cruces de hierro a lo alto, acompañado del antiguo vía crucis formado por grandes piedra y cruces de hierro como las del antiguo monumento.
Cola de la ballena
La cola de la ballena representa una leyenda urbana del barrio de la laguna, donde se dice que en la antigua laguna que se secó vivía una ballena, este monumento se encuentra situado en el parque de la ballena construido en el año 2000, cerca de la entrada norte de Parla en el barrio de la Laguna. Dicho parque representa esta leyenda con la escultura a lo alto de un caballón y un pequeño estanque con un chorro simulando el chorro que producen las ballenas.
Cuadros urbanos
Estas obras forman parte de la arquitectura urbana del municipio parleño que decoran las calles desde el año 2010, se colocaron un total de ocho, en diferentes zonas del municipio, plaza Adolfo Marsillac, plaza Dolores Ibárruri, calle Pinto, parque Extremadura, parque del Universo, bulevar Sur, viario de Ronda y parque de la iglesia Justo y Pastor. Los nombres de dichas obras son: Dúo, Hombre sentado, Los bañistas, La Cheminee, Bodegón, Tres músicos, Guernica y La Guitarra.

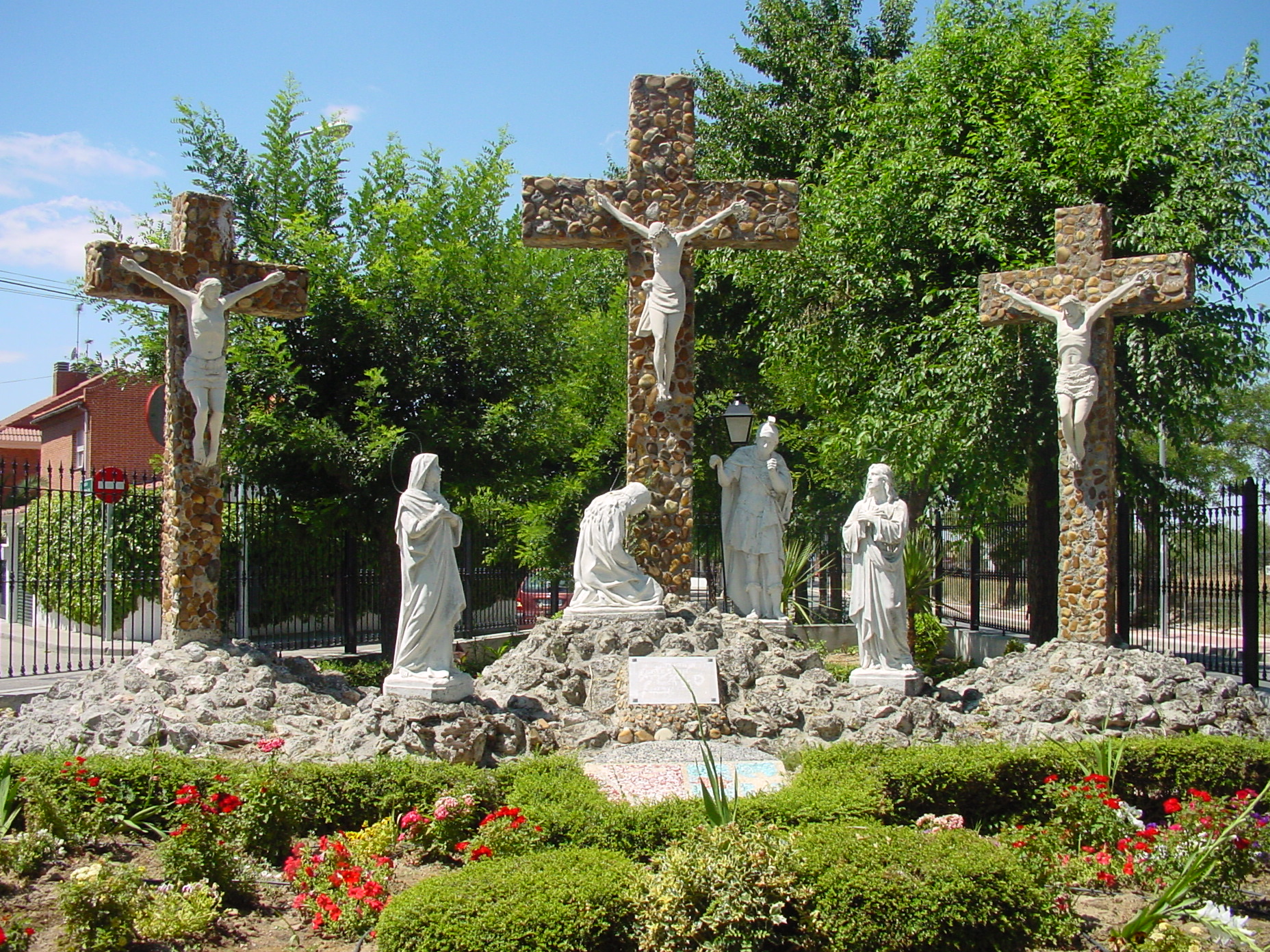
Monumento del Calvario, forma parte del vía crucis
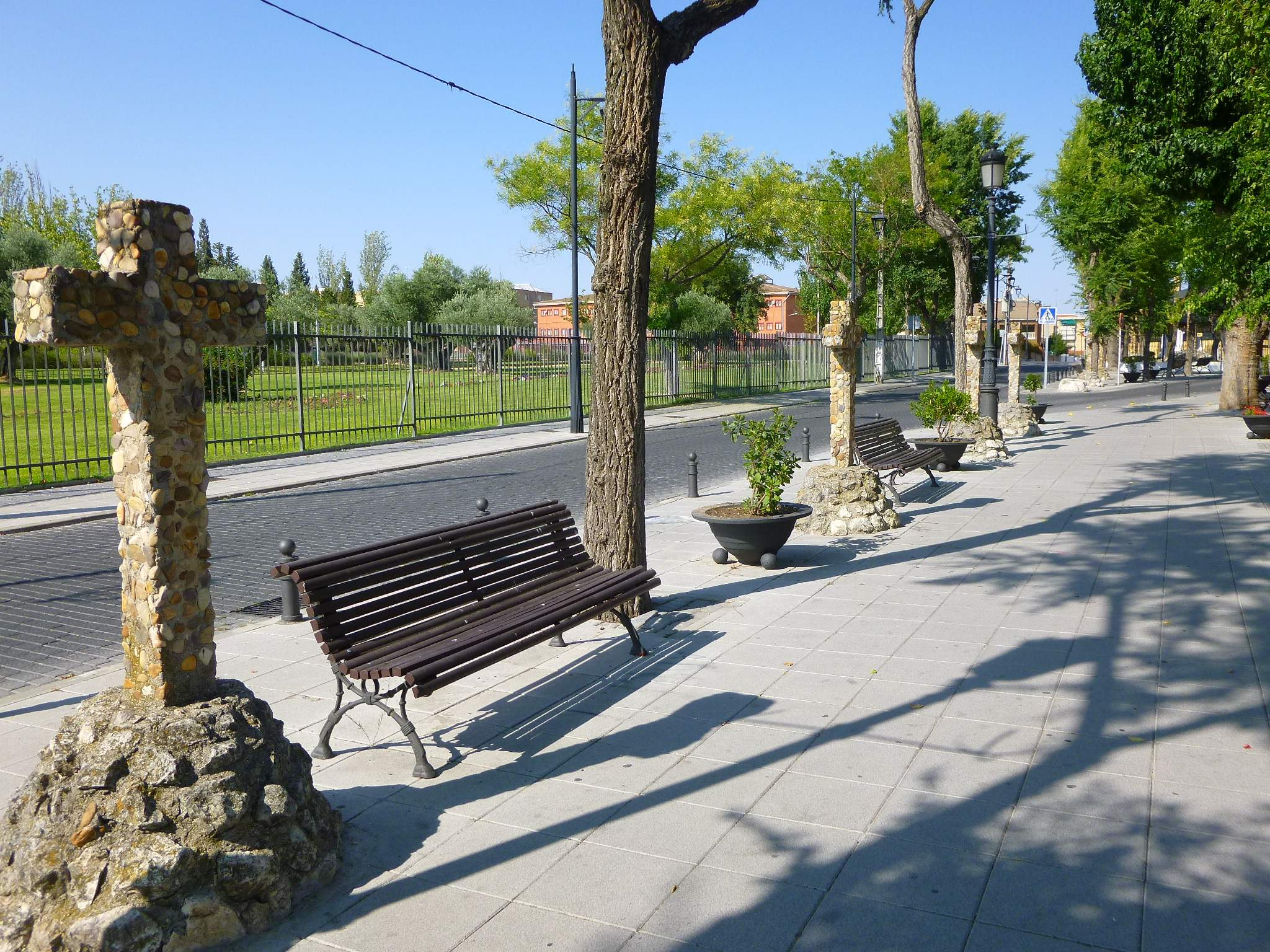
Vía Crucis forma un camino desde el monumento del Calvario hasta la ermita
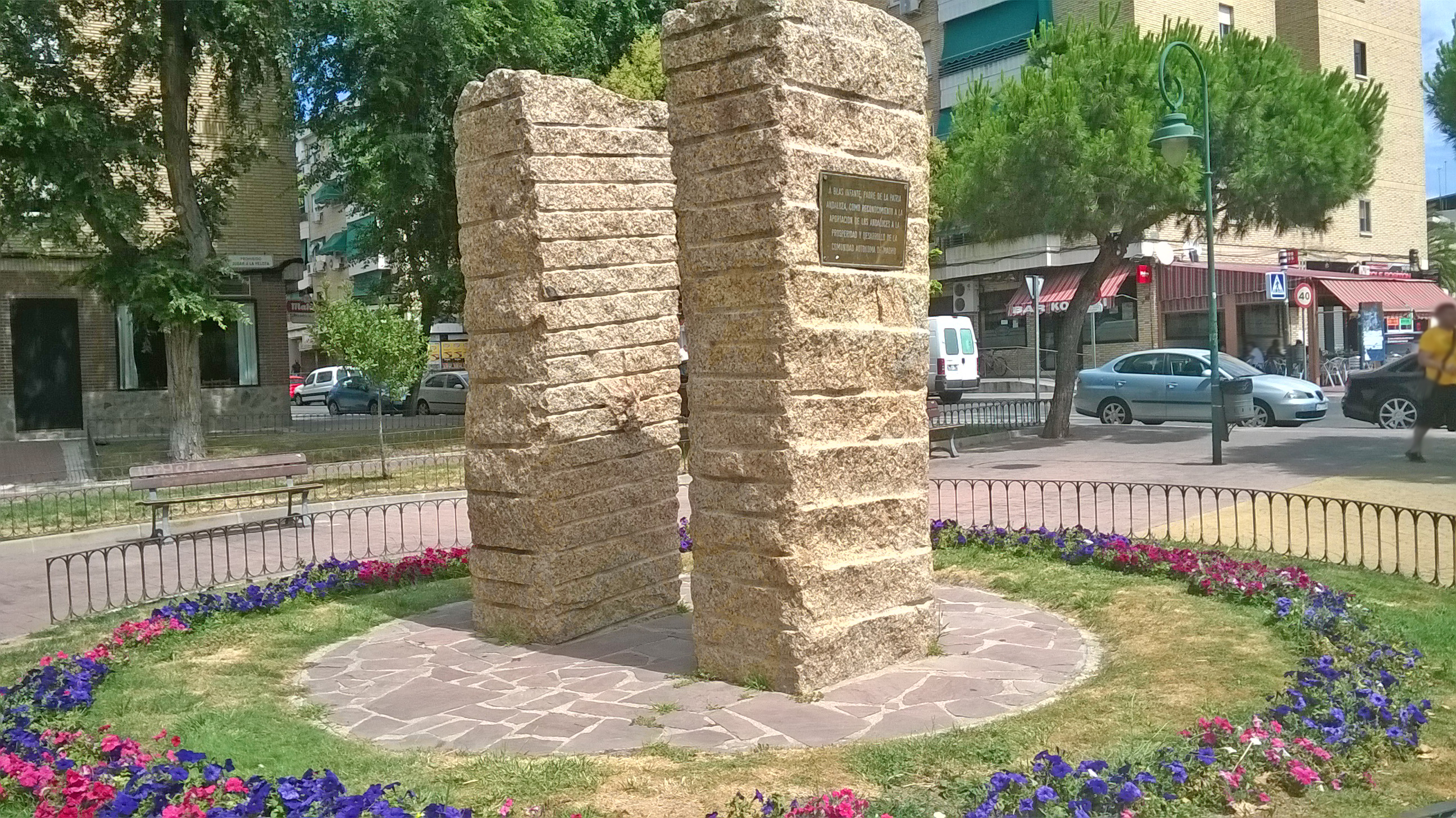
Plaza de Blas Infante, piedras monumento en memoria de Blas infante, donde se celebra el 28 de febrero el día de Andalucía
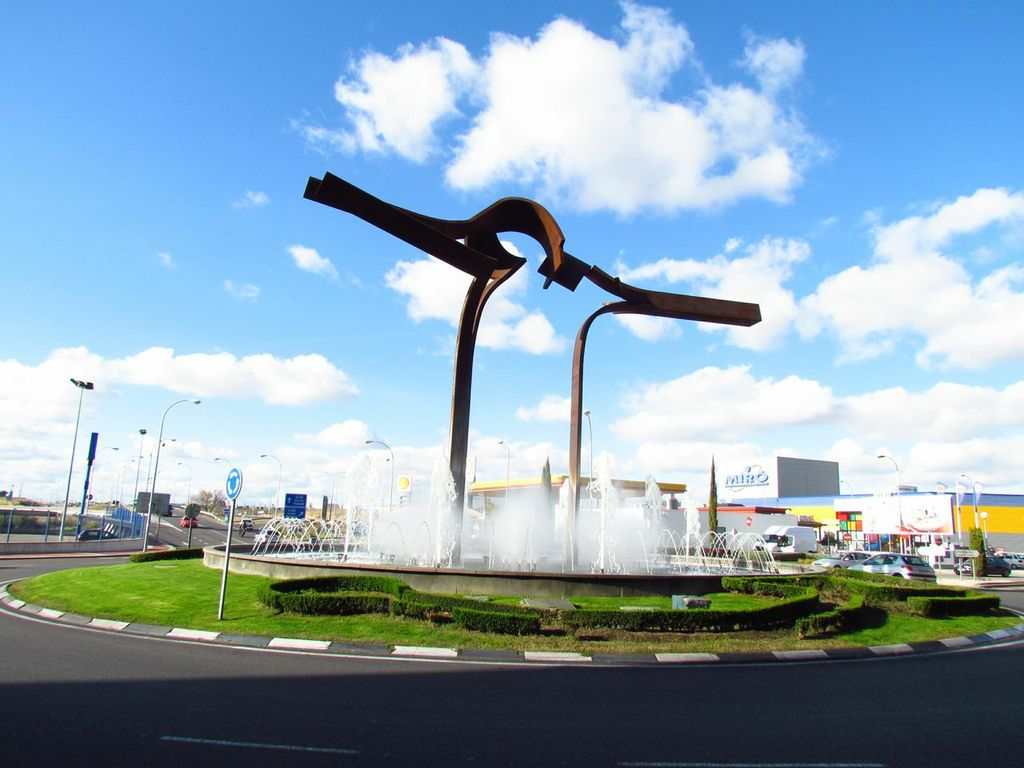
Puerta de la Tolerancia, obra de Carlos Albert Andrés
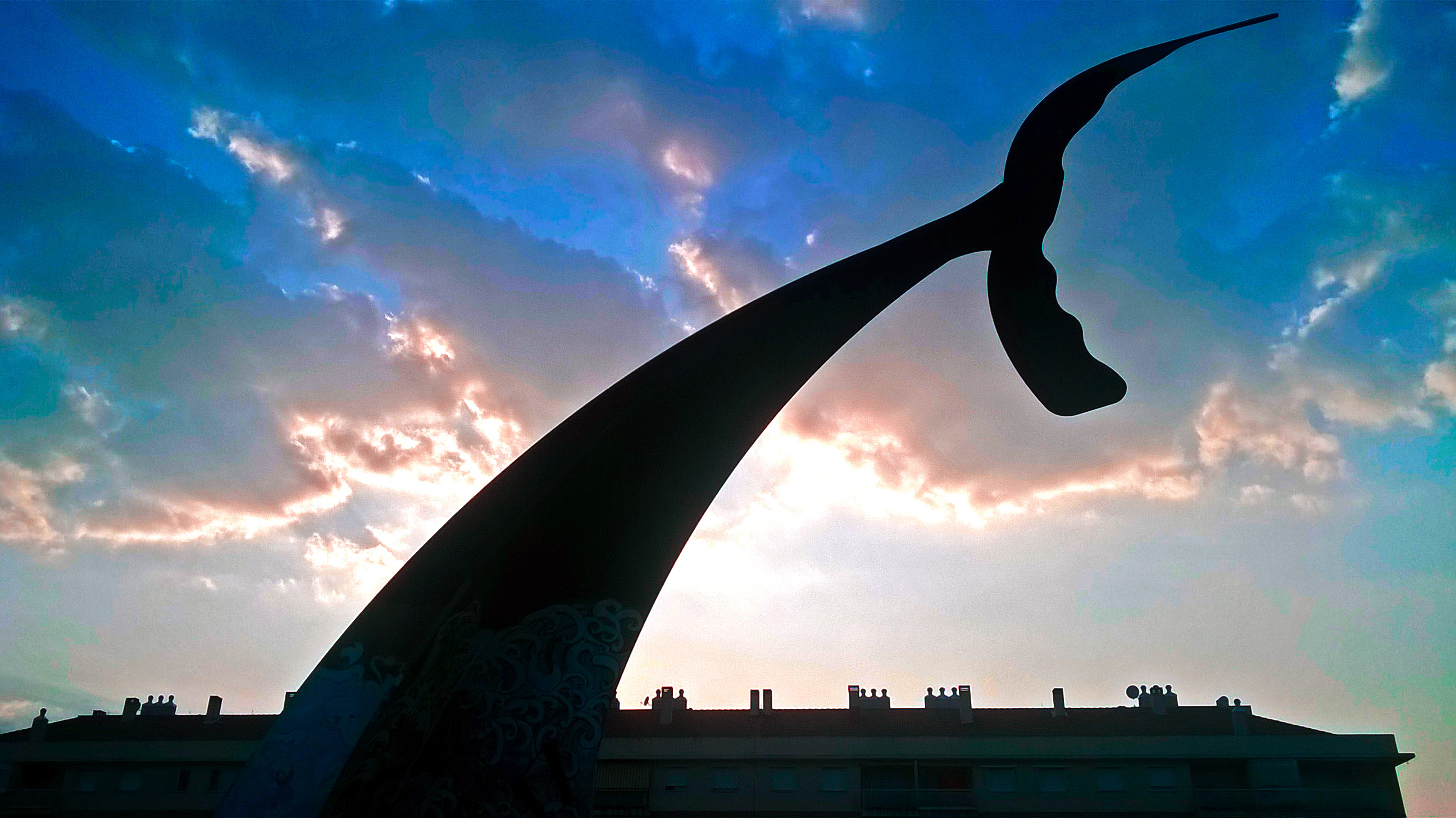
Cola de la ballena

### Plazas, parques y jardines
Parla cuenta con varias, plazas, parques y jardines, a nivel histórico cultural las más importantes son: 
Plaza de la Constitución

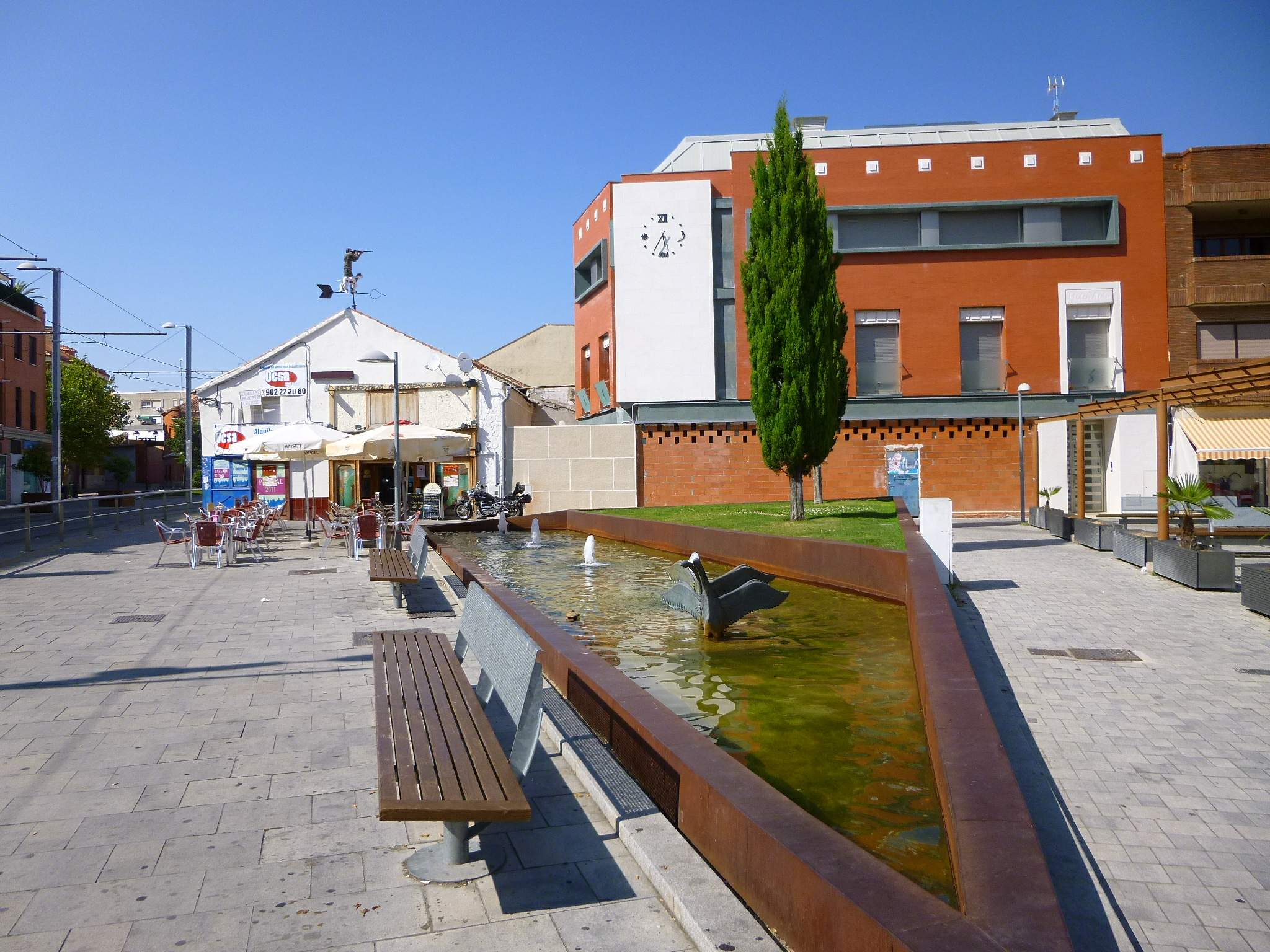
Plaza de San Juan, destacada por la fuente de los cisnes popularmente conocida como la de los patos, es una de las plazas más antiguas del municipio situada en el casco histórico hacia la zona centro de Parla, anteriormente denominada como plaza de Don Juan, ha sufrido varias remodelaciones, la última tras la implantación del tranvía

Es la plaza más antigua e histórica del municipio, ha tenido varias denominaciones anteriormente como la plaza Mayor de la villa y en la etapa franquista como plaza del Caudillo. En ella se han celebrado las fiestas municipales durante más de tres siglos, se daban desde los pregones, corridas de toros, obras teatrales y procesiones. La feria recorría las tres únicas plazas que tenía el pueblo empezando por la plaza Mayor, siguiéndole la plaza de la iglesia también conocida como la de la fuente nueva, terminando por la plaza de Don Juan, ahora denominada como de San Juan. La plaza esta rodeada de edificios históricos, como la Casa Grande de Bartolomé Hurtado, las antigua Tahona casa horno, el antiguo ayuntamiento, la antigua casa del cura, actualmente la nueva casa consistorial, debajo de la plaza se encontraban las cuevas subterráneas, se cree que estas cuevas empezaban en la casa hurtado y atravesaban la antigua casa del cura hasta llegar a la iglesia de nuestra señora de la asunción, dichas cuevas fueron tapadas por normativa por peligro de hundimiento a la vez que se remodelo la plaza, donde se instalaría un jardín central y una fuente con la escultura de un joven pescador en sustitución de la farola de 1913 que fue la primera farola eléctrica de Parla. 
Plaza del Agua
Se inauguró en 1982, el nombre de la plaza viene dado porque antiguamente había irregularidad del suministro de agua potable, Parla se manifestó en reiteradas ocasiones, en uno de los actos de protesta, en 1979 se produjo un desafortunado suceso, un joven de 14 años falleció tras recibir el impacto de una bala de goma. Al final después de tantos años de protestas se consiguió tener un eficiente abastecimiento de agua. En homenaje y en recuerdo a la lucha de todos los parleños por conseguir que el agua llegara a todas las casas del municipio se construyó la plaza del Agua, que también rinde tributo al joven con una placa con su nombre (Ursino Gallego Nicasio) y una fuente con una escultura bautizada como Un pueblo en lucha, realizada por el escultor Paco Lara. Se remodeló en 2008 tras derribar la antigua casa de la juventud, ampliando el espacio de la plaza y extenderse hasta la calle Guadalajara.
Bulevar Sur / Bulevar Norte
Situados en el antiguo camino real de Toledo- Madrid, que después pasó a ser la carretera antigua de Toledo que atravesaba Parla, actualmente calle Real, una de las principales y céntricas de Parla, los bulevares serían desarrollados por los años 80. En la parte del bulevar norte se encuentra la estación de Renfe que fue inaugurada en 1994 ya que la antigua estación estaba situada a las afueras de Parla lo que implicaba un difícil acceso de desplazamiento teniendo que usar trasporte público o privado, el bulevar norte recibió a principios de los años 2000 el nombre de bulevar norte de Francisco Tomás y Valiente se colocó una placa en su memoria. Mientras que el bulevar sur destacaba una cúpula ya que estaba más enfocado para celebrar eventos como conciertos y entregas de premios. En 2003 se hizo una ampliación del bulevar sur desde la comisaría de la policía nacional cogiendo gran parte de la calle Toledo. Entre 2005 y 2008 con la implantación del tranvía, toda la calle Real fue remodelada incluyendo ambos bulevares y paso a tener gran parte de zona peatonal dotándola para ser una calle más comercial, esta unión desde un bulevar a otro se le bautizó como bulevar central. además el bulevar sur cuenta desde 2022 con el paseo de la fama que homenajea a diferentes parleños.
Parque jardín botánico (Museo del Bonsái)
Este parque jardín cuenta con diferentes especies botánicas variadas, fuentes ornamentales y un espacio utilizado como museo del Bonsái algunos ejemplares de la colección fueron donados por Felipe González, está situado en la calle Juan Carlos I, recibió el premio Alhambra el mismo año de su inauguración 2006, concedido por la Asociación Española de Parques y Jardines públicos al mejor proyecto del año por su diseño, utilización de especies autóctonas, y el especial trato a la naturaleza y viabilidad.

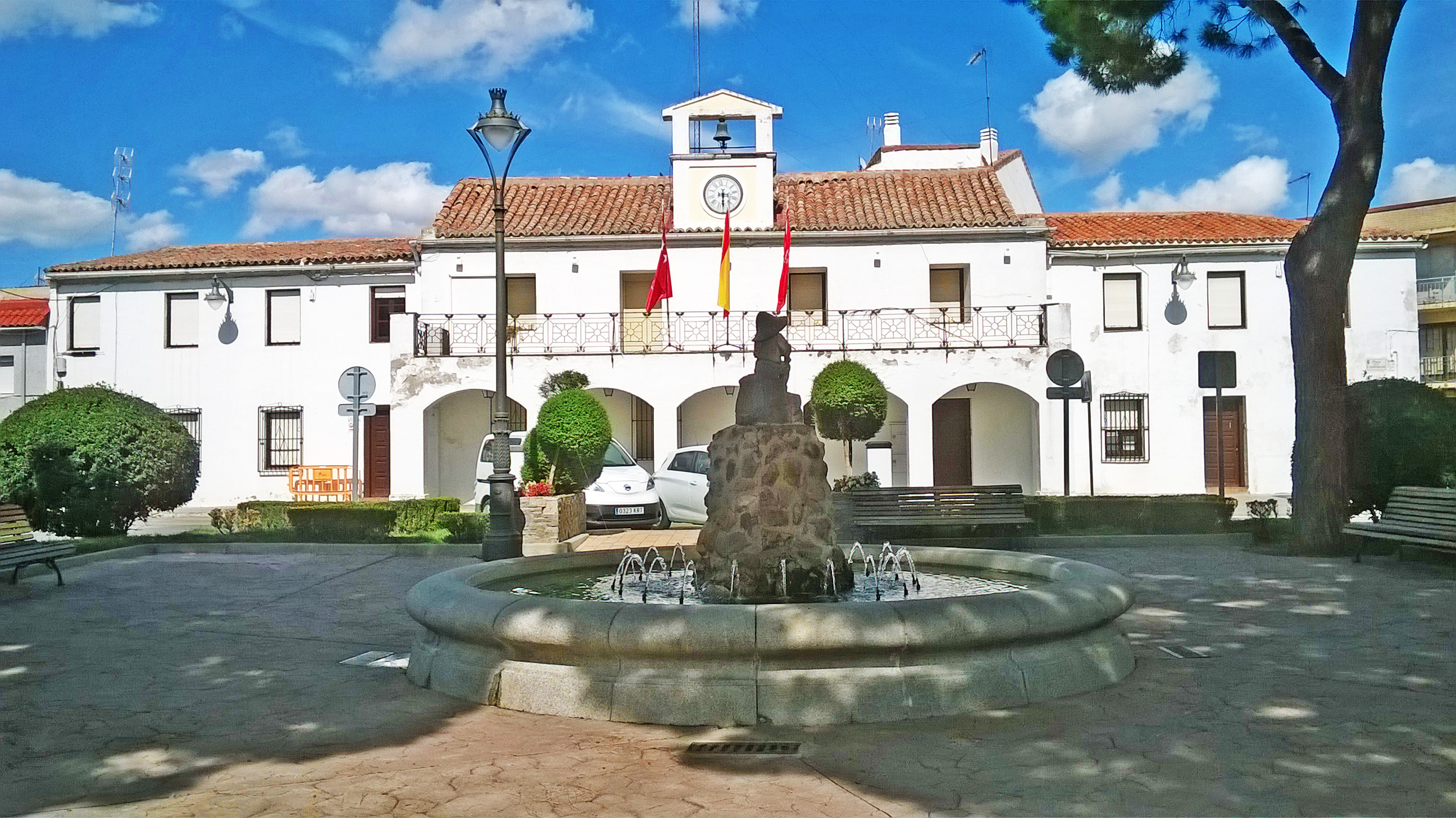
La plaza de la Constitución es la plaza más antigua e histórica del municipio parleño
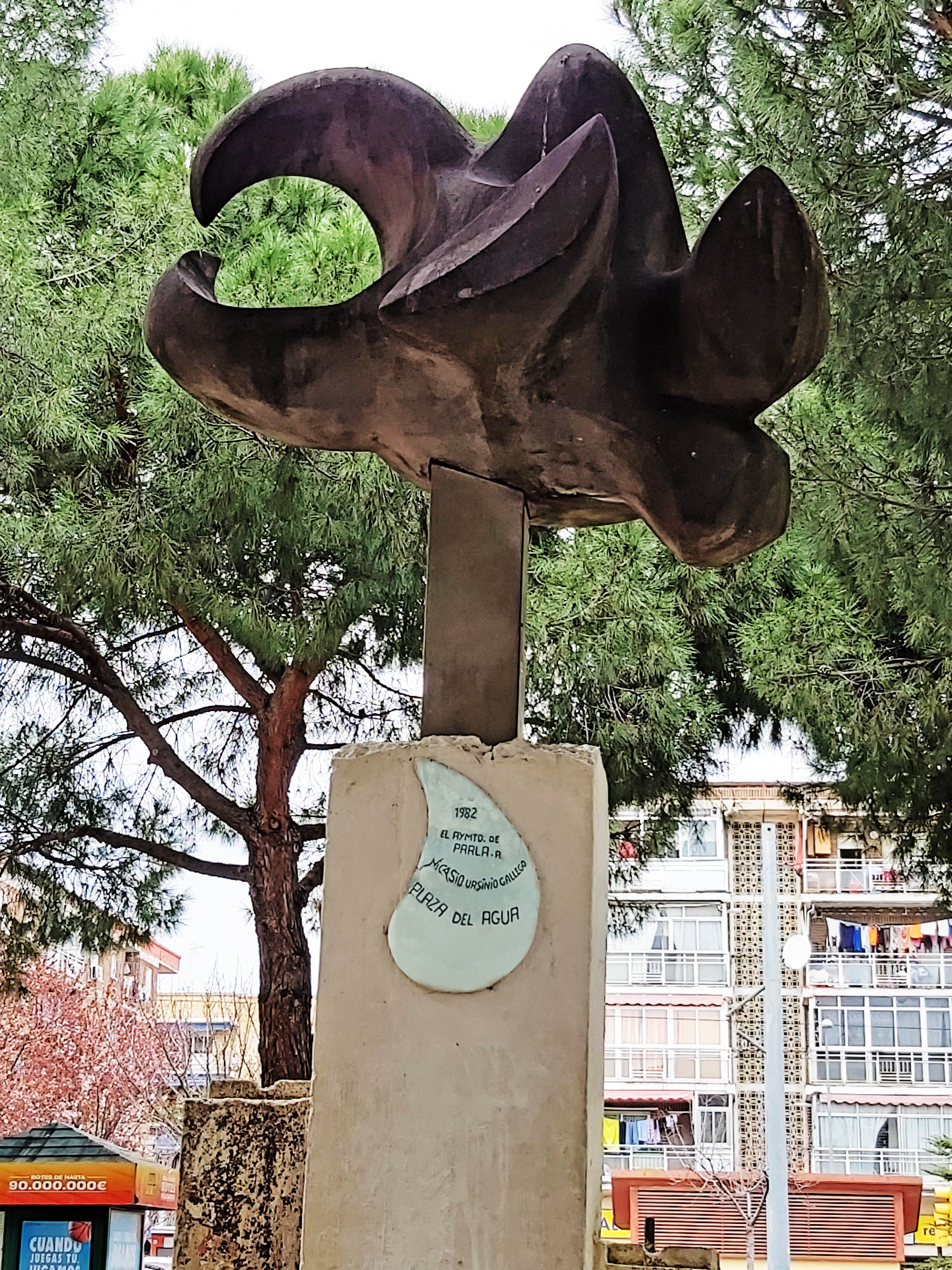
Plaza del Agua, en la fuente se encuentra la escultura un pueblo en lucha en recuerdo por la lucha del agua de todo los parleños
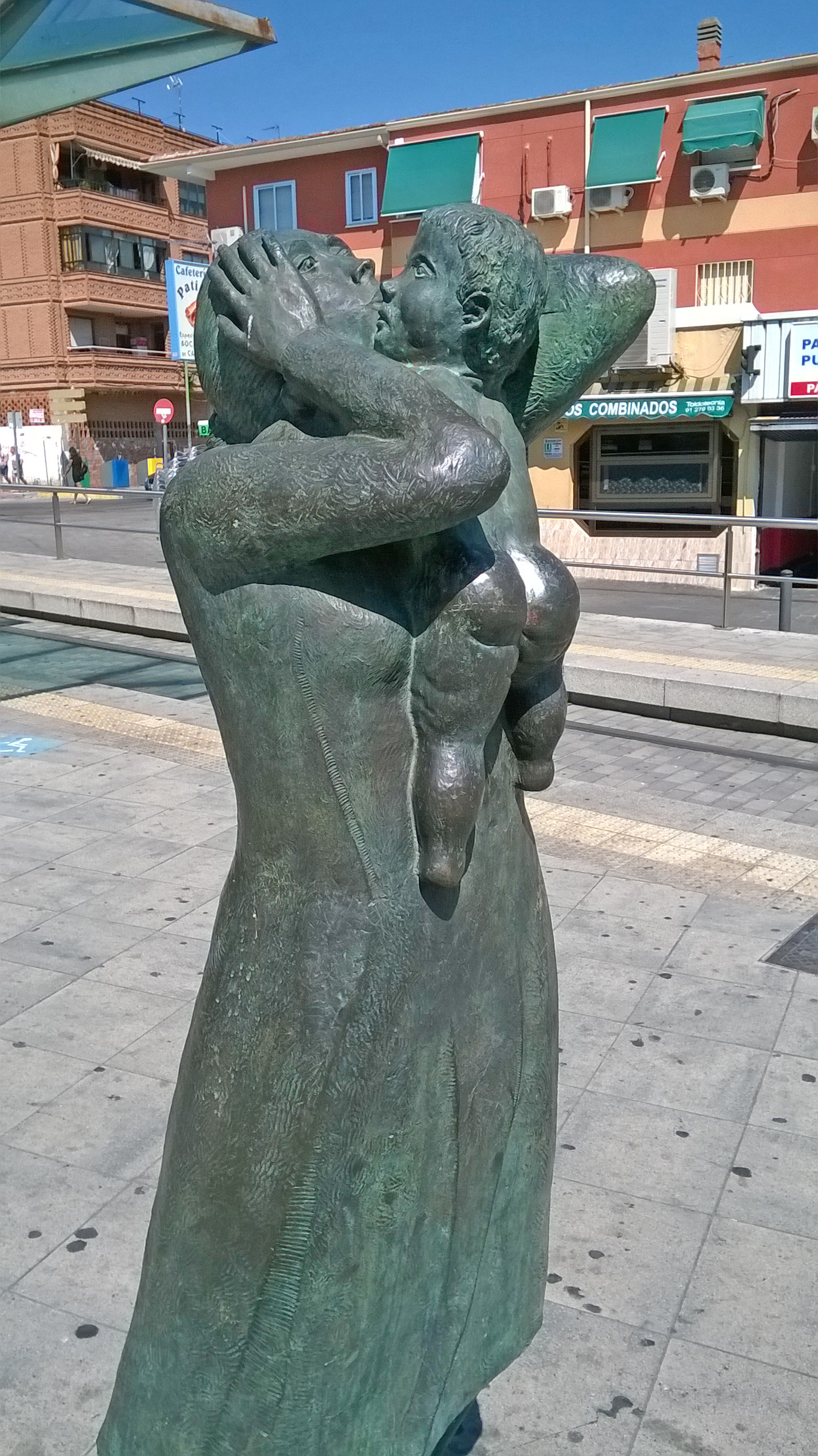
Escultura contra la intolerancia en ubicada en el bulevar norte
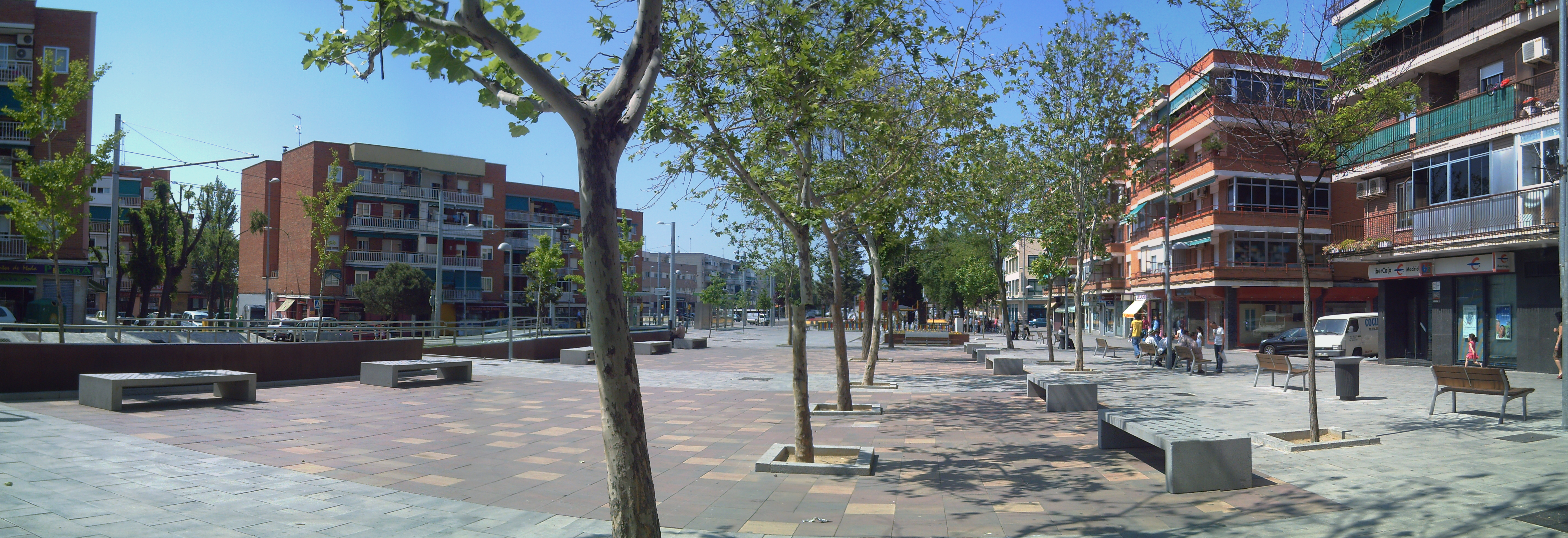
Panorámica del Bulevar sur tras la remodelación por la implantación del tranvía
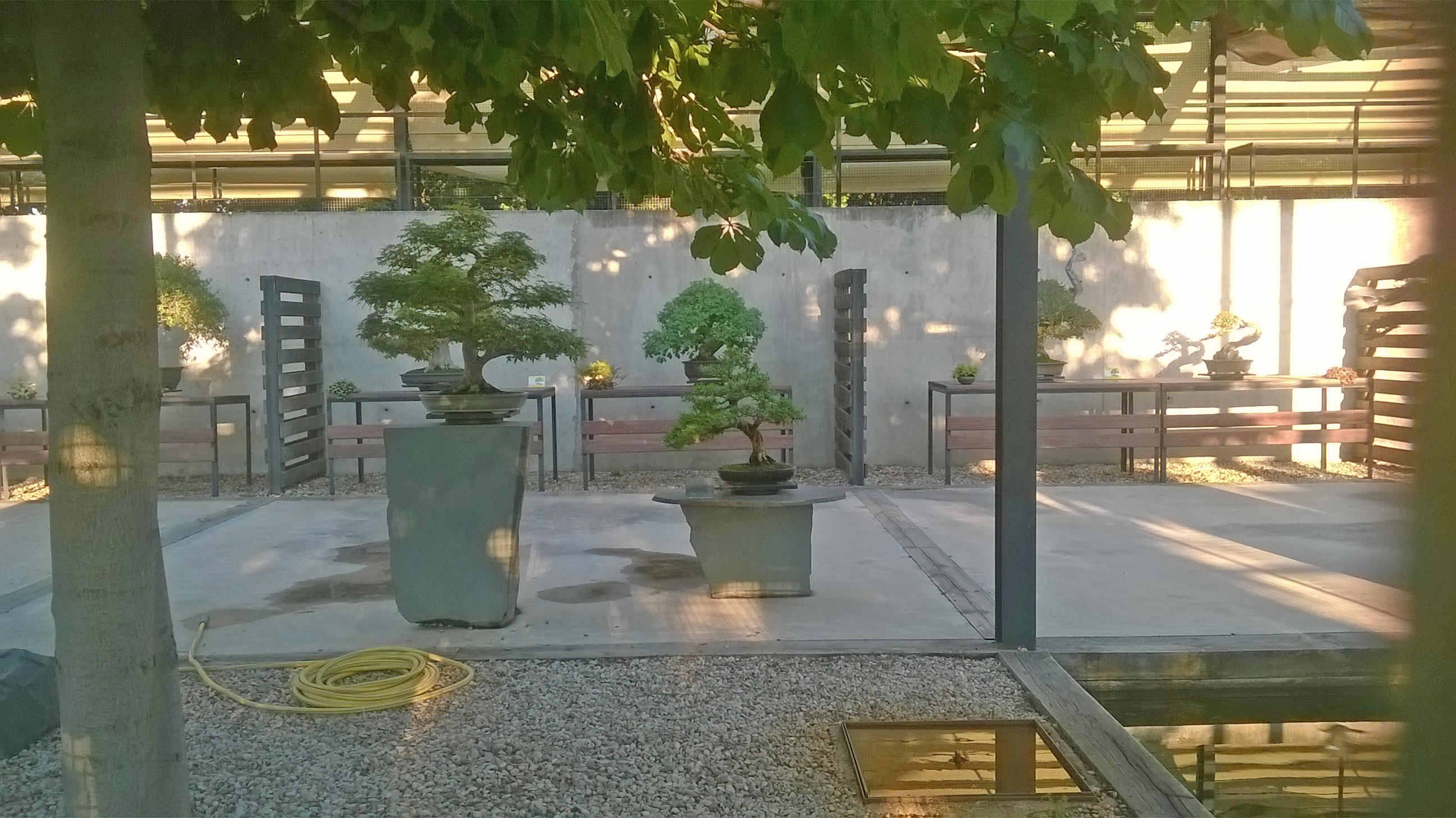
Colección del museo del Bonsái, en el jardín botánico

## Cultura
Parla posee una amplia oferta cultural, para todas las edades con centros juveniles y centros de mayores. 

### Espacios culturales
Casa de la cultura y Teatro Jaime Salom

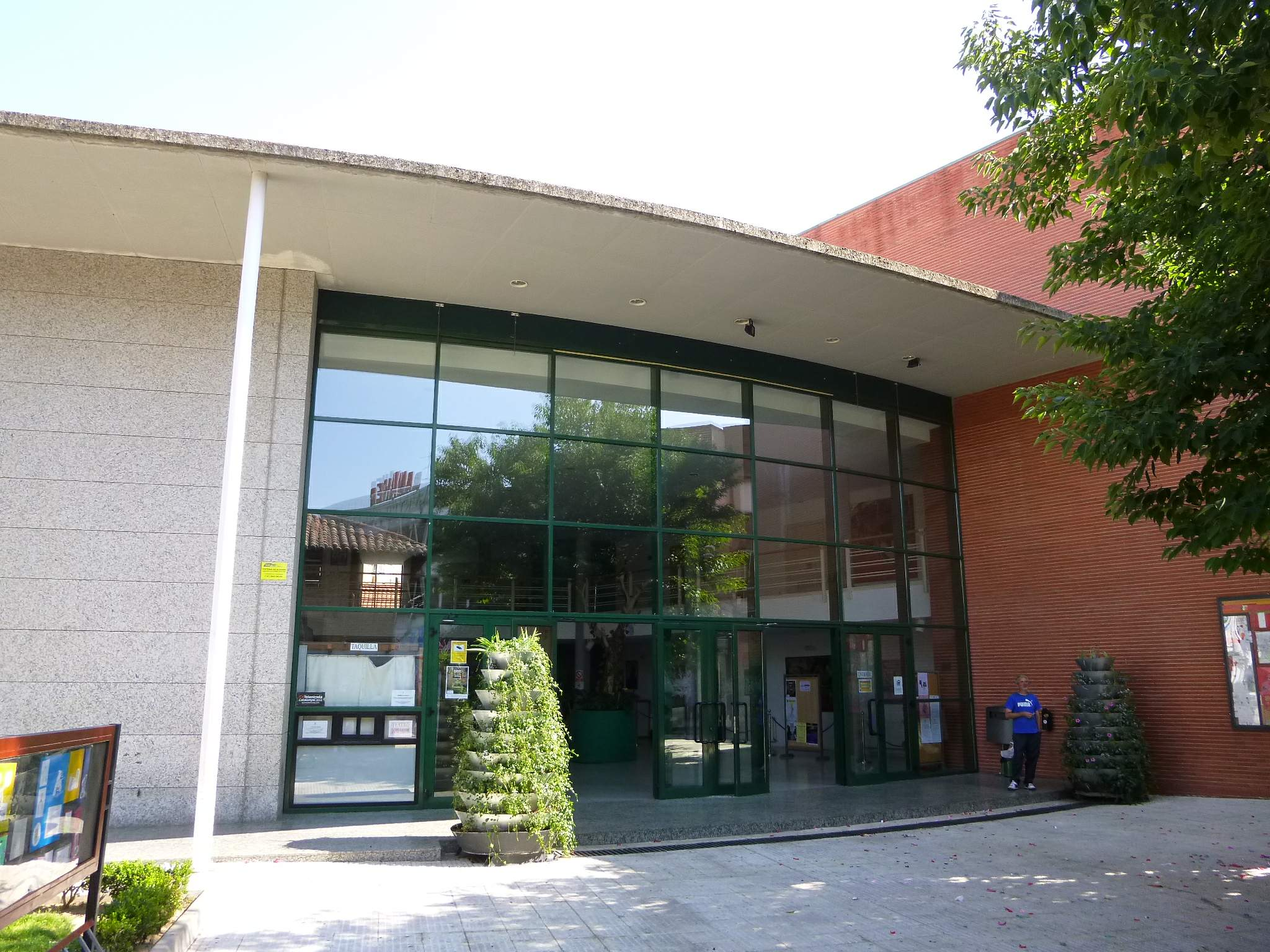
Casa de Cultura y Teatro Jaime Salom

Construido en el año 1999, en la zona del patio de las antiguas escuelas Lope de Vega, por el arquitecto José María Gómez Santanderes. El edificio cuenta con un espacio polivalente donde se celebran diversas actividades culturales y teatrales. También cuenta con la escuela municipal de teatro, integrada por chavales jóvenes, que presenta un montaje cada dos años, esta ha sido invitada en dos ocasiones por el Ministerio de Cultura a Washington D. C., en los Estados Unidos, para representar sus obras. Además de la escuela municipal de pintura que fomenta el desarrollo creativo existen numerosos certámenes y concursos anuales de pintura, cortometrajes, literatura o escultura, entre otras disciplinas.
Teatro Dulce Chacón
Se ubica en el barrio de La Ermita, cuenta con diversas actividades teatrales y musicales con su programación anual. También incorpora instalaciones para ofrecer distintos servicios municipales. 
Casa de la Juventud
Fue el primer centro cultural de Parla antiguamente era la Casa de la Cultura y la Juventud, se ubicaba en la plaza del Agua y contaba con diversas actividades, a finales de los años 1990 se proyecta la creación de una nueva Casa cultural, renombrando las viejas instalaciones como la Casa de la Juventud, posteriormente en el año 2003 se proyecta rehacerla desde cero demoliendo esta para crear un nuevo edificio en la misma ubicación, pero finalmente después de la demolición se decide utilizar este espacio para ampliar la plaza del Agua y cambiar la ubicación de la nueva Casa de la Juventud, que fue inaugurada en el año 2009 trasladándose al barrio de Parla este, cuenta con unas instalaciones de mayores dimensiones divididas en dos módulos con salas de ensayo, exposiciones, espacios polivalentes y un gran salón de actos para más de 500 personas.
Casas regionales
En la actualidad el municipio cuenta con cinco casas regionales repartidas por diferentes puntos de la ciudad siendo esta las casas de: Andalucía, Castilla y León, Castilla-La Mancha, Madrid y Extremadura, esta última además cuenta con el centro cultural Carolina Coronado, ofreciendo tradiciones y festejos de dichas poblaciones.

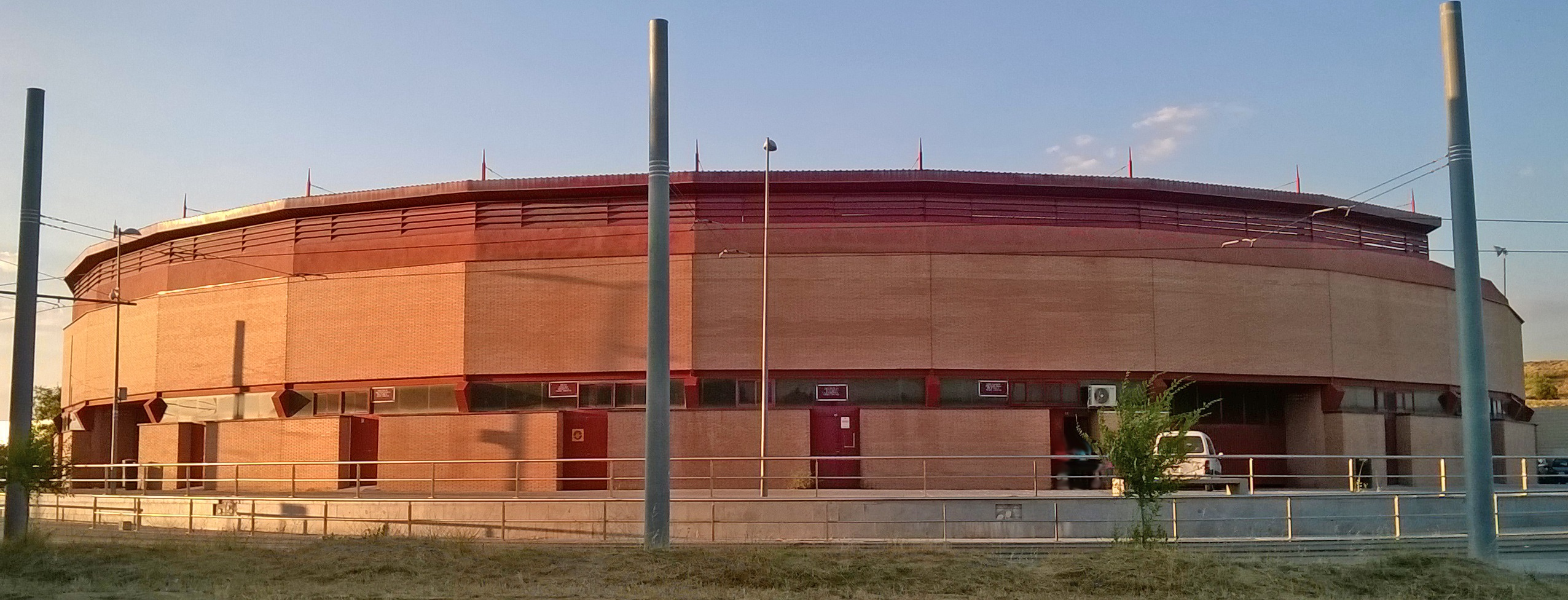
Plaza de toros
Los festejos taurinos en Parla tradicionalmente durante muchas décadas se celebraban en la hoy denominada plaza de la Constitución, esta se rodeaba de maderos y carros para formar la plaza de toros, los animales salían de los toriles que se ubicaban en el lateral derecho del antiguo ayuntamiento, los toriles duraron hasta la remodelación del ayuntamiento y los festejos hasta la reforma en los años 1970 de la plaza de la Constitución, posteriormente se empezaría a montar una plaza portátil en la avenida Juan Carlos I, después de muchos años se construyó la actual de ladrillo inaugurada en septiembre de 2003, en las cercanías del recinto ferial de Parla, pues esta zona se desarrolló para celebrar diferentes eventos concretamente las instalaciones de la plaza se ubican en la avenida Julio Romero de Torres, junto a la parada del tranvía que lleva su nombre. En ella se celebran festejos taurinos y otros eventos como conciertos, y grandes espectáculos, además cuenta con diversos locales.

### Bibliotecas
Biblioteca Gloria Fuertes
El edificio cuenta con unas grandes instalaciones, situada en la intersección de las calles de Isabel II y calle de Alfonso XIII. Se construyó en el año 2000 para sustituir la antigua biblioteca que se instalaba dentro del edificio histórico de las Antiguas Escuela Lope de Vega, que había quedado ya pequeña para albergar esta función.
Biblioteca Isaac Albéniz

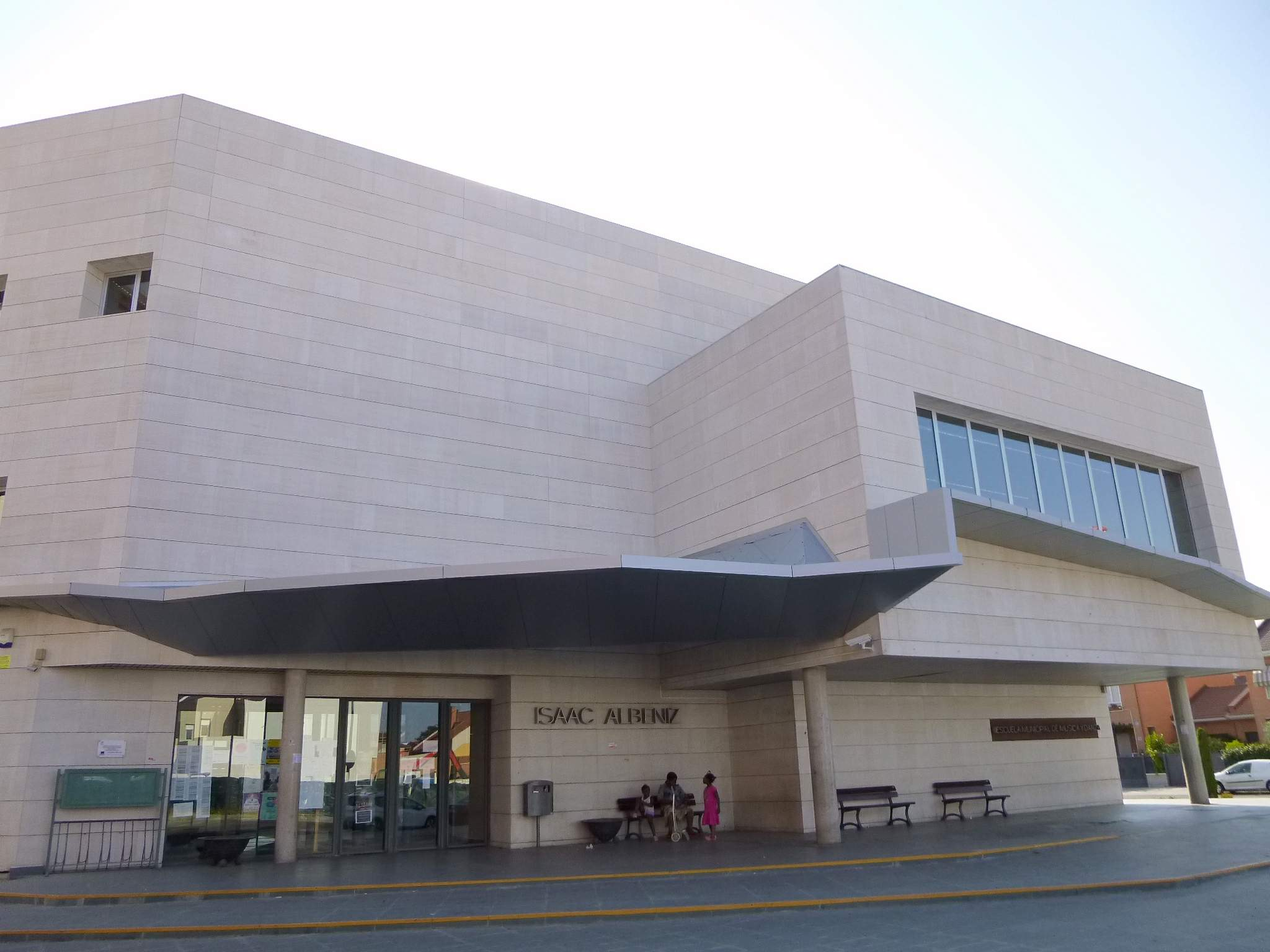
Biblioteca Isaac Albéniz que cuenta con escuela de música, teatro y danza

Ubicada en el barrio de la Laguna; esta última cuenta con una escuela de música, teatro y danza. En ella, los alumnos interesados en la danza pueden recibir clases de diferentes modalidades como: ballet clásico, español y flamenco, danza moderna (break dance, funky, hip-hop…), bailes de salón, danza oriental o sevillanas; mientras que los amantes de la música tienen la opción de crecer musicalmente ampliando su dominio en instrumentos como el saxofón, flauta, guitarra, percusión-batería, piano, trompeta, trombón, violonchelo, clarinete, violín, viola, guitarra eléctrica y bajo, entre otros.

### Zonas agrícolas
Parla fue durante muchos años un municipio dedicado a la agricultura, por lo que el municipio contaba con varias huertas, estas se vieron reducidas debido a la urbanización y desarrollo urbano, aunque actualmente todavía queda terreno donde se sigue sembrando y arando las tierras, principalmente la mayoría de ellas se encuentran en la zona Sureste del municipio. 
Huertas ecológicas de Parla
En el año 2014 se construyen las huertas ecológicas de Parla ubicadas en el barrio de Parla Este, un gran espacio para dedicarlo como zona de cultivo de ocio, para los que quieran tener su propio espacio para cultivar, cuenta con 293 espacios para el alquiler de estos, además cuenta con zona de barbacoas y esta previsto la construcción de una tienda para quien quiera vender su cosecha.

### Yacimientos arqueológicos
En Parla existe un gran yacimiento arqueológico, conocido como yacimiento de Humanejos o del cerro de la iglesia de Humanejos. La zona cuenta con una enorme extensión, en él se han encontrado hallazgos que van desde el Calcolítico a la Edad Moderna, y está declarado como uno de los cementerio prehistórico campaniforme más grandes de la península ibérica, e incluso podría llegar a ser el mayor a nivel europeo si continua la investigación.

### En la literatura, la música y el cine
En el mundo de la literatura y en el musical no hay muchas referencias hacia el municipio pero si alguna pequeña mención. El videoclip de Quiéreme con alegría de Los Chichos con el Arrebato fue grabado en el municipio parleño. En el mundo del cine se han realizado algún pequeño rodaje en la ciudad de Parla, como escenas en la ermita de las películas La venganza del Zorro 1962 y El sabor de la venganza en 1963, o parte de algunas pequeñas escenas de películas como Más allá de las montañas de 1968, El espíritu de la colmena de 1973, Caperucita y Roja de 1977, así como también varias escenas de los largometrajes, de Pedro Almodóvar La flor de mi secreto 1995 y Los abrazos rotos en 2008. Algunas escenas de la película Abracadabra de 2017, además de varias escenas en tres episodios de la telenovela Acacias 38 y de la serie de TVE Estoy vivo, donde se utilizó el centro de adultos (antiguo colegio Ramón y Cajal) como decorado para la comisaría de la serie en el rodaje, entre otras escenas también rodadas en el municipio. Haciendo también referencia al municipio la serie sobre dos amigas de Parla Por H o por B en 2020.

### Fiestas, tradiciones y eventos
Parla cuenta con las siguientes fiestas, tradiciones y eventos:
| Fiestas                                               |                                                                     | | |
| Fiesta de la Virgen de la Soledad                     | El segundo domingo de septiembre                                    | Es la fiesta más importante de Parla, ya que son las patronales                                          | La feria se pone en la explanada del recinto ferial, además se realizan diferentes eventos relacionados con estas fiestas repartidos por diferentes lugares del municipios                |
| Fiestas del Agua                                      | En de junio                                                         | Son las más modernas y se celebran desde 1982, celebran la llegada del agua a las casas de Parla         | La feria se pone en la explanada del recinto ferial |
| Fiestas de San Antón                                  | Antigua fiesta que se celebraba el 17 de enero                      | | |
| Fiestas de los Quintos                                | Fiesta que duró hasta 1983                                          | Los jóvenes celebraban en noviembre la marcha al servicio militar                                        | |
| Fiesta de los Carnavales                              | Finales de febrero                                                  | | El desfile recorre las calles de parla principalmente calle Pinto y alrededores |
| Fiesta día de Andalucía                               | Todos los años el 28 de febrero                                     | Se celebra en Parla desde los años 90                                                                    | En la plaza de Blas Infante |
| Fiestas de Semana Santa                               | Todos los años dependiendo el año puede ser marzo o abril           | Se celebra en Parla desde XVI y esta declarada como fiesta de interés turístico regional en el municipio | Recorridos estimulados por el ayuntamiento |
| Fiesta feria de abril                                 | Después de Semana Santa                                             | Es una feria de origen andaluz, más concretamente de Sevilla                                             | En Parla se ubica dentro del aparcamiento público de la calle Cuba |
| Fiestas gastronómicas de Parla                        | Entre marzo y abril                                                 | Incluye la fiesta de la tapa, fiesta de la cerveza, y fiesta del marisco entre otras                     | Dentro del aparcamiento público de la calle Cuba |
| Fiestas San Isidro                                    | 15 de mayo                                                          | Fiesta celebrada en Madrid, donde la gente se viste con el tradicional traje de chulapo/chulapa          | se celebra en el parque de las comunidades de España |
| Fiestas feria del libro                               | En abril semana día del libro                                       | | En la casa de la cultura |
| Fiestas de Navidad                                    | Entre diciembre y enero                                             | Incluye: año viejo, año nuevo, cabalgata de reyes.                                                       | La cabalgata recorre las calles de Parla según planifique el ayuntamiento |
| Tradiciones                                           |                                                                     | | |
| Mercadillo de Parla (rastrillo)                       | Todos los miércoles y el primer domingo de cada mes                 | Tradicional mercadillo que se celebra en todos los municipios de España                                  | Entre el ferial y la plaza de toros |
| Mercado medieval                                      | Dos veces al año, en verano y Navidad                               | La duración de cada uno es de tres días, empiezan un viernes y terminan el domingo                       | En verano en una plaza en la calle Juan Carlos I y el Navidad en la calle Pinto justo en la plaza de la Guardia Civil, donde también se celebra el mismo día un portal de Belén viviente. |
| Mercado benéfico solidario de Parla                   | No tiene fecha concreta                                             | Celebrado anualmente durante una semana                                                                  | Plaza de la Guardia Civil, en las antiguas escuelas de Parla |
| Mercado vecinal del trueque y el intercambio de Parla | No tiene fecha concreta                                             | Celebrado anualmente durante unas semanas                                                                | Plaza de la Guardia Civil, en las antiguas escuelas de Parla |
| Mercado y feria del Stock de Parla                    | No tiene fecha concreta aunque suele celebrarse en otoño            | Celebrado anualmente durante un día                                                                      | En el aparcamiento detrás de la casa de la cultura |
| Mercado feria asociaciones de Parla                   | Aproximadamente en el mes de julio                                  | Celebrado anualmente durante 3 días                                                                      | Plaza de Enrique Tierno Galván de Parla |
| Eventos                                               |                                                                     | | |
| Asaco Metal Fest                                      | No tiene fecha concreta                                             | Festival de música heavy metal celebrado por primera vez en 2012                                         | Plaza de toros |
| Carrera popular maratón de Parla                      | Se celebra por fechas de las fiestas del agua de Parla o patronales | | Recorrido estimulado por el ayuntamiento |
| 10K We Run Ciudad de Parla                            | Finales de febrero o principios de marzo                            | Maratón de 10 km de recorrido celebrado desde 2014                                                       | Recorrido estimulado por el ayuntamiento |
| Holi Life Neón Parla                                  | En abril                                                            | Carrera nocturna de 5 km de recorrido con polvos de colores, celebrada por primera vez en 2018           | Recorrido estimulado por el ayuntamiento |
| Atletismo (Copa Cross de Parla)                       | En diciembre                                                        | Celebrada anualmente desde 1984                                                                          | Recorrido estimulado por el ayuntamiento desde el parque de las comunidades de España. |
| Carrera ciclista Parla (Trofeo Chico Pérez):          | En septiembre                                                       | Celebrada anualmente desde 1968                                                                          | Recorrido estimulado por el ayuntamiento |
| Torneo de ajedrez                                     | Entre abril o mayo                                                  | Es un torneo de ajedrez celebrado primera vez en 1987                                                    | En la plaza Lino Goas de Parla |
| Survival Zombi Parla                                  | En octubre                                                          | Este evento se celebra en Parla desde 2016                                                               | Recorrido estimulado por el ayuntamiento |
| Tradicional Eslalon Villa de Parla de Automovilismo   | En julio                                                            | Este evento se celebra desde 2012,                                                                       | En el centro comercial y de ocio Parla natura, situado en el Pau 5 |
| Autoclásica Villa de Parla                            | En mayo                                                             | Es una concentración de vehículos clásicos, celebrado por primera vez en 2017                            | En el recinto Ferial de Parla |

Algunas de las ubicaciones pueden variar de un año a otro según estime el ayuntamiento, aunque otras tienen ubicación fija. Los traslados más importantes fue el cambio de ubicación de las ferias que tradicionalmente estaban ubicadas en el bulevar sur hacia la avenida Juan Carlos I y el traslado del mercadillo/rastillo de Parla que antiguamente se ubicaba en las calles Carlos V, Reyes Católicos, Fernando III el santo y Jaime Primero el conquistador haciendo forma de b minúscula.

### Gastronomía
Serían propios de la gastronomía local de Parla platos típicos como la sopa de ajo, el cocido madrileño y las migas con tocino y chorizo, además destacan varios platos realizados con patatas, ya que ha sido uno de los cultivos más populares en la localidad, como la tortilla de patatas, la patata asada o las patatas bravas, entre otros platos. También son típicos del municipio los dulces tradicionales como los barquillos y las rosquillas que se hacían en los hornos y en las antiguas tahonas. Desde 2023 se crea en Parla bajo concurso un dulce exclusivo con la intención de que sea único y típico para del municipio, como tienen otros municipios cercanos, es un postre que se ha denominado como huevo de avutarda y consiste en un bizcocho de cerveza relleno de mousse de queso y yema tostada, cubierto de chocolate blanco coloreado que simula la cáscara del huevo.

### Deporte
Parla cuenta con diferentes instalaciones deportivas municipales. 
Campos de fútbol

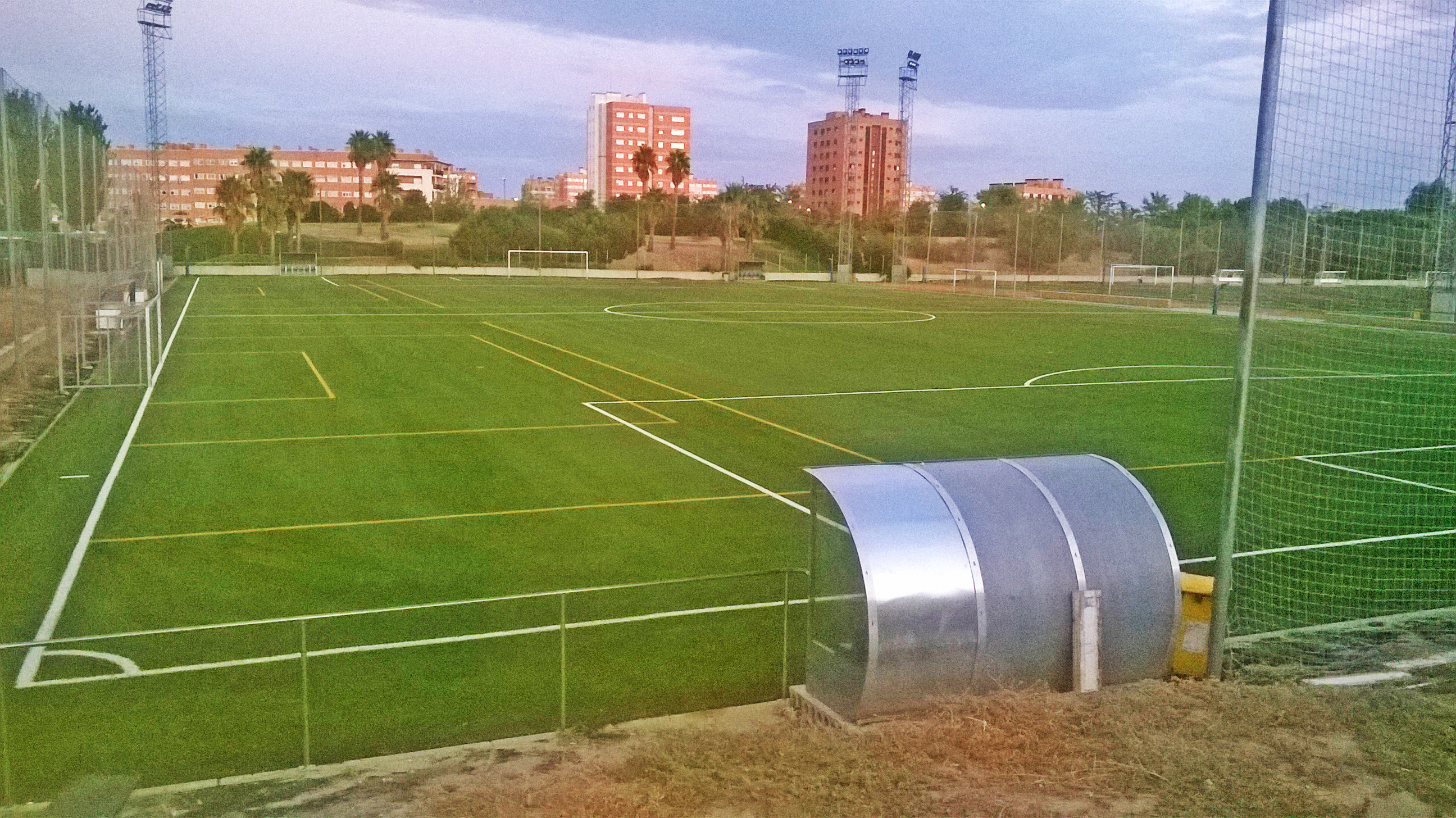
Campo de fútbol Alfredo Di Stéfano

- Campo municipal Los Prados, donde juega la Agrupación Deportiva Parla, cuenta con 1 campo de fútbol de hierba natural, 1 pista de atletismo de tartán y módulo de vestuarios.

- Complejo Alfredo Di Stéfano, formado por 3 campos de fútbol de hierba artificial, 4 campos de fútbol 7 transversales de hierba artificial, módulo de 6 vestuarios de equipo, 2 vestuarios de árbitros y almacenes.

- Complejo deportivo Las Américas, donde juega el Club Polideportivo Parla Escuela, que cuenta con 1 campo de fútbol de hierba artificial, 2 campos de fútbol 7 transversales de hierba artificial, 1 pista de atletismo de tartán, módulo de 4 vestuarios y almacenes.

- Complejo deportivo Javier Camuñas Gallego.

Polideportivos
- Polideportivo Francisco Javier Castillejo. Las instalaciones cuentan con 3 pistas de fútbol sala de césped artificial; 1 pista de patinaje; 4 frontenis; 8 pistas de tenis; 2 frontones; 1 rocódromo; canchas de vóley-playa; 2 campos de fútbol playa; módulo de 4 vestuarios y sala de deportes de combate con 4 salas para judo, pilates, kárate y ciclo en pista cubierta, mientras que la zona del pabellón dispone de pista polideportiva con 1 cancha central de baloncesto, balonmano, voleibol y fútbol sala; 3 canchas transversales de voleibol y baloncesto; 1 sala de musculación y fitness; 8 vestuarios; gradas fijas para 700 personas sentadas. También tiene una zona con gimnasio dirigida por la empresa forus e integra dentro de las instalaciones la piscina cubierta y la piscina de verano, aunque estas no son las únicas piscinas del municipio.

Piscinas
- Piscina de agua salada, también conocida como la playa de Parla, esta playa artificial también cuenta con un balneario de los más grandes de la Comunidad de Madrid está ubicada al lado del parque del Universo y del Complejo Alfredo Di Stéfano.

Centros deportivo gimnasio
- Complejo deportivo Los Lagos y el complejo deportivo Parla Este, ambos dirigidos por la empresa Supera.

Pabellones
- Pabellón El Nido
- Pabellón Giner de los Ríos
- Pabellón Julián Besteiro
- Pabellón La Cantueña
- Pabellón Miguel Delibes
- Pabellón Vicente del Bosque

Deporte en el entorno y ocio

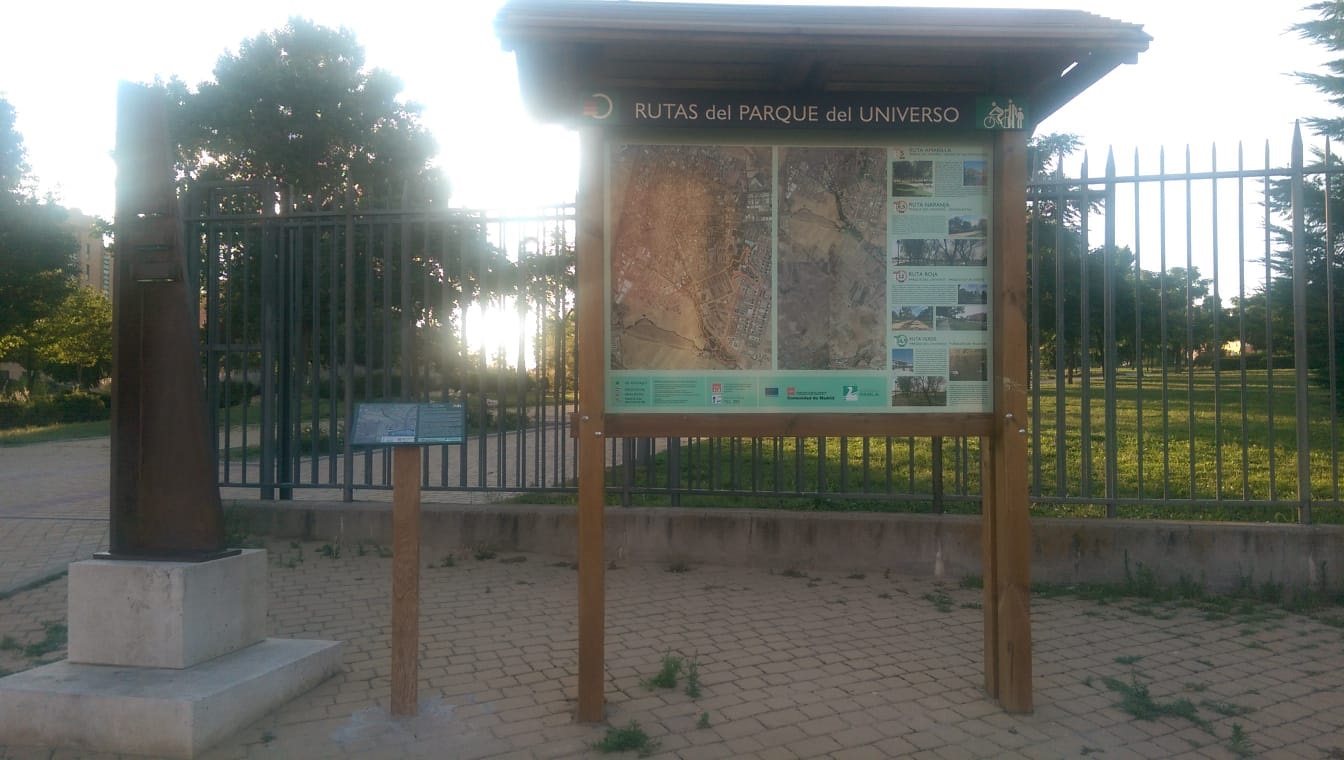
Rutas de senderismo de colores cartel principal

La ciudad cuenta con carril bici por múltiples zonas y también con circuito para bicis y otro de RC para coches de radio control y a su alrededor un espacio que puede tener más de un uso como para uso de karts, patinódromo etc, están ubicados en el parque de las Comunidades de España. Aparte hay un segundo circuito de RC en el barrio de la laguna que también es utilizado como patinódromo ubicado junto a la A42. Además cuenta con un skatepark con rampas de madera, un circuito de Pump Track Bmx y el segundo circuito permanente de entrenamiento para el Biketrial de la Comunidad de Madrid, estos tres últimos situados dentro del parque de la Ballena, junto a la entrada de Parla Norte.
Desde 2017 también cuenta con 4 rutas activas de colores para senderismo, todas ellas empiezan desde el parque del universo en Parla este, cada una de las rutas con un recorrido diferente que se incrementa según el color, el amarillo tiene una distancia de 5 km, el naranja 6,5 km, el rojo 12 km y el verde 14,5 km de recorrido. En 2018 se inaugura una nueva ruta, denominada como ruta de la igualdad esta empieza enfrente del Dulce Chacón, es de color violeta y su recorrido tiene una distancia de 4,2 km.

## Ciudades hermanadas
Parla se encuentra hermanada con las siguientes ciudades.
- Mérida, España (30/10/1983)
- Chelsea, Reino Unido
- Valladolid, España
- Funchal, Portugal